# Historia de la ciencia y la tecnología en España

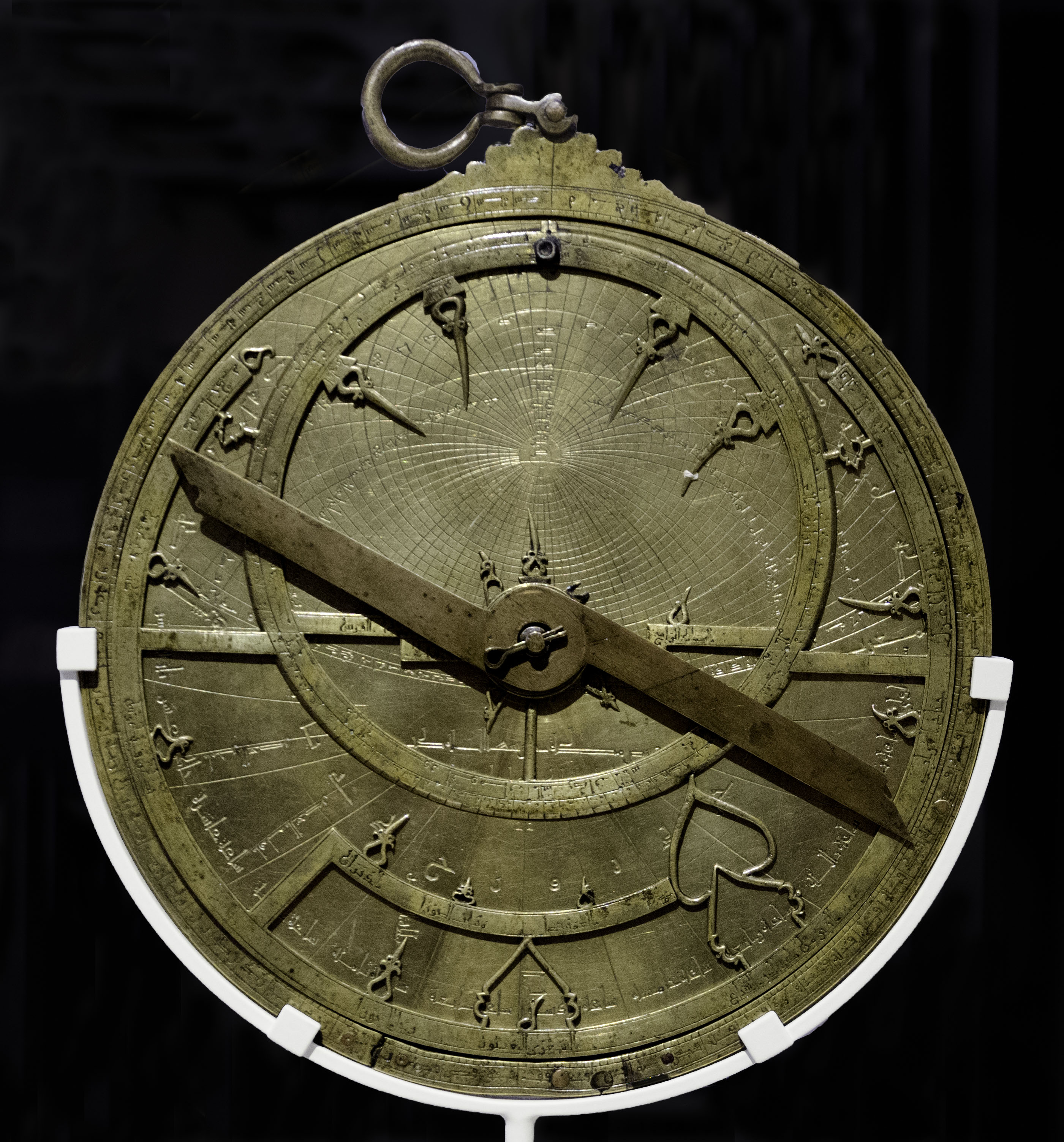
Astrolabio de al-Sahlî, fabricado en Toledo en 1067. Museo Arqueológico Nacional.

La historia de la ciencia y la tecnología en España abarca la historia de la ciencia y la historia de la tecnología en España. Al no existir un consenso académico son igualmente usadas las designaciones historia de la ciencia en España, historia de la ciencia española, historia de la ciencia y la tecnología españolas o historia de la ciencia y de la técnica en España.
El mismo deslindamiento de qué llamar ciencia, qué técnica y qué tecnología es un asunto delicado, del que se ocupan los estudios de ciencia, tecnología y sociedad, de reciente definición. Mientras que las actividades científicas y técnicas son tan antiguas como el ser humano, el establecimiento de una verdadera tecnología (entendida como la integración de conocimientos sistemáticos, recursos materiales, habilidades y procedimientos técnicos aplicados a la trasformación de un proceso productivo con una metodología consciente —que supere el nivel de lo artesanal—), ha de esperar a la Edad Contemporánea, momento que para el caso de España llegó con un notable atraso, en comparación con la precocidad y empuje con que entró en la modernidad.
Pocos científicos españoles (con excepciones como Servet o Cajal) fueron protagonistas de los cambios de paradigma que caracterizaron las sucesivas revoluciones científicas; por eso, buena parte de los estudios de historia de la ciencia consisten en el rastreo de su recepción en España, y lo mismo sucede con las transferencias tecnológicas. Hasta tal punto la ciencia y la tecnología han sido en España, hasta la primera mitad del siglo XX, una «realidad marginal en su organización y contexto social», que tal marginalidad se llegó a convertir por décadas en una especie de estereotipo nacional español difundido y celebrado por algunos medios extranjeros, unas veces rechazado por impropio o injurioso y menos veces asumido con orgullo y desdén, como en la lapidaria expresión de Miguel de Unamuno, cuyo repetido uso y abuso produjo por años un tópico o cliché utilizado con sentidos opuestos: «¡Que inventen ellos!»
El uso del masculino ellos, tampoco es casual. El predominio de varones en ciencia y tecnología como en otras naciones europeas, ha sido casi absoluto históricamente, y únicamente ha sido desafiado en términos cuantitativos desde la segunda mitad del siglo XX tratando de poner en valor y visibilizar las personalidades femeninas significativas en estos campos.

## Presente y normativa

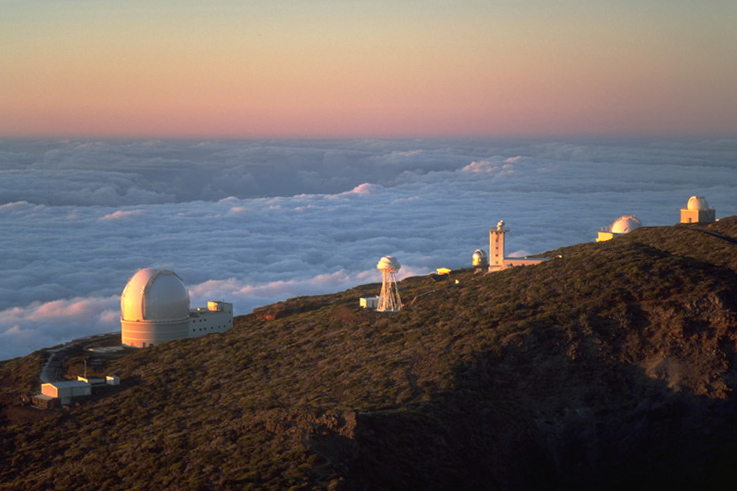
De izquierda a derecha, el Telescopio William Herschel, el Telescopio Abierto Neerlandés, el Telescopio Carlsberg Meridian, el Telescopio Solar Sueco, el Telescopio Isaac Newton (segundo por la derecha) y el Telescopio Jacobus Kapteyn (el más lejano por la derecha), en el Observatorio del Roque de los Muchachos, isla de la Palma, Instituto de Astrofísica de Canarias.

En los últimos años, España ha alcanzado una alta posición (la novena, con el 2,5 % de las publicaciones) en los rankings científicos internacionales, pero se enfrentó a los fuertes recortes presupuestarios de la crisis de 2008-2013. Una de las debilidades del sistema español de ciencia y tecnología (o sistema nacional de innovación) era la carencia de inversiones en I+D+i de muchas empresas privadas y, consecuentemente, su dependencia de las inversiones públicas, una diferencia destacable con otros países industrializados. No obstante, desde la segunda década del siglo XXI, la salida de las empresas privadas al exterior, obligadas por la crisis, ha tenido como consecuencia la necesidad de competir y sobrevivir en el mercado global, generando una mayor aplicación científica y tecnológica, y consecuentemente una mayor inversión privada en investigación.
Con muchos cambios en los últimos años, desde el ámbito gubernamental, al menos tres ministerios (Ministerio de Educación, Cultura y Deporte, Ministerio de Economía y Competitividad –que incluye la Secretaría de Estado de Investigación, Desarrollo e Innovación, anteriormente de rango ministerial como Ministerio de Ciencia e Innovación– y Ministerio de Industria, Energía y Turismo) comparten actualmente competencias sobre esta área, regulada por la Ley 14/2011, de 1 de junio de la Ciencia, la Tecnología y la Innovación.
Existe un Plan Estatal de Investigación Científica y Técnica y de Innovación, y una red de Organismos Públicos de Investigación (OPI), con el CSIC en su vértice, Grandes Instalaciones Científicas (GIC), Instalaciones de Tamaño Medio (ITM) y parques científicos y tecnológicos (Asociación de Parques Científicos y Tecnológicos de España, APTE).

## Introducción histórica

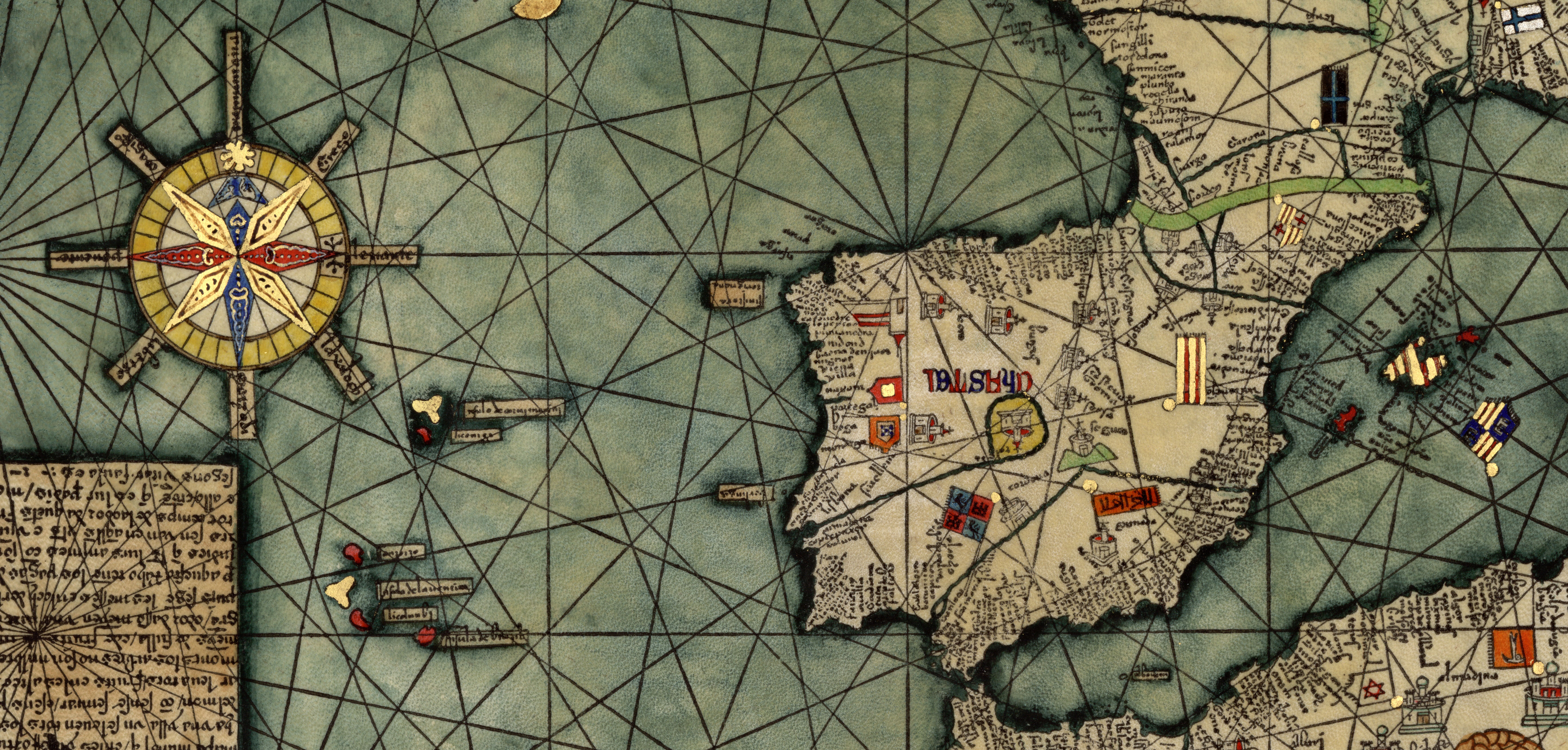
Fragmento del Atlas catalán de Cresques Abraham, 1375.

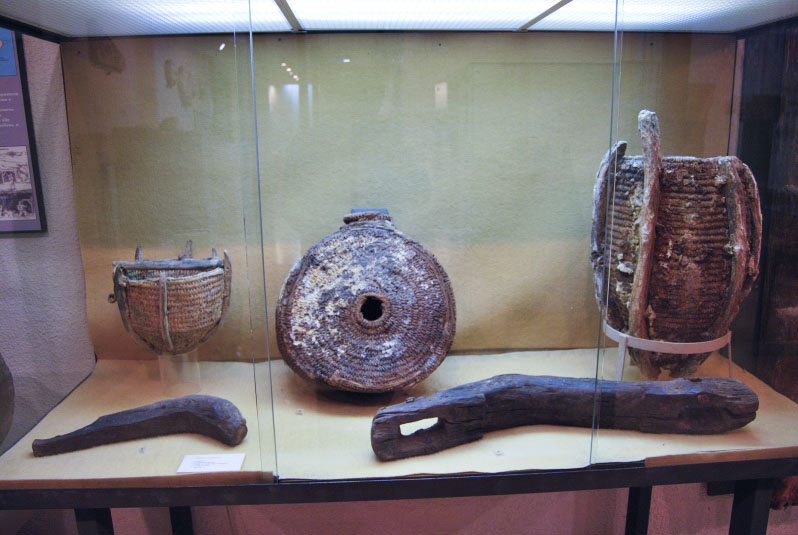
Útiles de esparto procedentes de las explotaciones mineras romanas de Carthago Nova (Cartagena). Museo Arqueológico Municipal de Cartagena.

A pesar de su dificultad metodológica (ausencia de fuentes escritas), la reconstrucción de aspectos del pensamiento precientífico y pretecnológico (interpretación y transformación de la naturaleza) en épocas prehistóricas se ha intentado con el análisis e interpretación del arte paleolítico, que en la península ibérica tiene muestras de extraordinario valor; así como con las técnicas líticas e incluso con las reconstrucciones anatómicas.
La teoría de la revolución neolítica implica para esta zona una interpretación difusionista para innovaciones como la agricultura o la cerámica, mientras que, desde posturas poligenistas, se argumenta que la metalurgia del cobre en el calcolítico (Los Millares, principios del III milenio a. C.) podría haber surgido de una innovación endógena, simultánea a un incremento de los rendimientos agrícolas por el regadío (acequia del poblado del Cerro de la Virgen de Orce), al amurallamiento y a la estratificación social.
Ya en época plenamente histórica para el Próximo Oriente (pero protohistórica para Europa —Edad de los Metales—), el papel de las tierras del Extremo Occidente en el comercio de metales a larga distancia con las primeras civilizaciones fue fundamental para la incorporación de las técnicas metalúrgicas de la Edad del Bronce; mientras que las de la Edad del Hierro fueron introducidas a finales del II milenio a. C. y comienzos del I milenio a. C. simultánea e independientemente por los pueblos colonizadores mediterráneos (griegos y fenicios, en la costa oriental y meridional) y los celtas centroeuropeos (en el centro, oeste y norte). La llegada de otras manifestaciones técnicas como la rueda, el arado o la vela son aún más difíciles de constatar.
La romanización fue muy profunda en Hispania, y dan muestra de ello las técnicas constructivas que permitieron resultados tan acabados como el Puente de Alcántara o el Acueducto de Segovia, un complejo trazado de calzadas, las primeras presas hidráulicas (cuya entidad está siendo debatida) o explotaciones mineras de todo tipo, desde la aurífera a tan gran escala como las Médulas hasta la del lapis specularis (véase también Economía en la Hispania Romana).
Por Cádiz pasaron algunos de los más importantes científicos de la época helenística, como Polibio, Artemidoro y Posidonio, que tuvo oportunidad de medir allí las mareas (fenómeno más visible en el Atlántico que en el Mediterráneo) y proponer sus causas. Autores béticos como el algecireño Pomponio Mela o el gaditano Columela están entre los escasos tratadistas hispanolatinos de cuestiones científicas. El primero, geógrafo, con su De Chorographia; el segundo con Re re rustica y Liber de arboribus, de cuestiones agronómicas. Una lúcida reflexión de Columela representa claramente cómo el carácter especulativo de la actividad científica en el mundo grecorromano está desconectado de las técnicas y el trabajo manual; como corresponde a la radical separación entre el otium propio de los filósofos y el mundo del negotium y los esclavos.

Y no puedo acabarme de admirar, cuando considero que escogiendo los que desean hablar bien un orador cuya elocuencia imiten; buscando los que quieren aprender las reglas del cálculo y de las medidas un maestro de esta enseñanza que tanto les agrada; procurando los aficionados a la danza y a la música con el mayor cuidado maestros de estas artes; llamando los que quieren hacer un edificio operarios y arquitectos; los que quieren confiar al mar una embarcación hombres que sepan manejarla; los que emprender guerras personas inteligentes en la táctica; y para decirlo todo de una vez, haciendo cada cual diligencia, para el estudio a que quiere aplicarse, del mejor director que pueda encontrar; y finalmente, eligiendo cada uno de entre el número de los sabios una persona que forme su espíritu y sea su maestro en la virtud: solamente la agricultura, que sin duda está muy cerca de la sabiduría, y tiene cierta especie de parentesco con ella, carece de discípulos que la aprendan y de maestros que la enseñen.
Lucio Junio Moderato ColumelaLos doce libros de la agricultura, De las cosas del campo (De re rustica), mediados del siglo I.

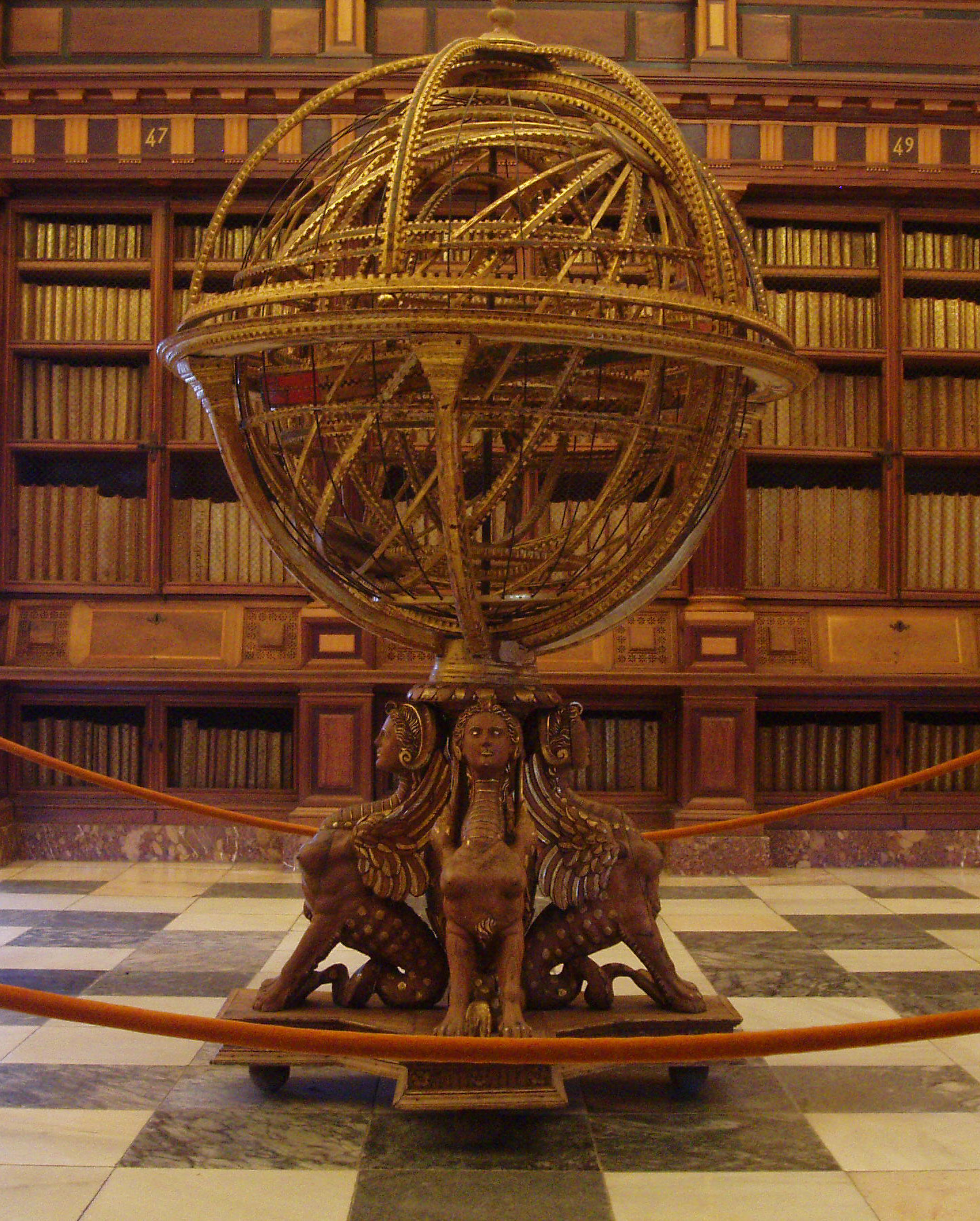
Esfera armilar de la Biblioteca de El Escorial

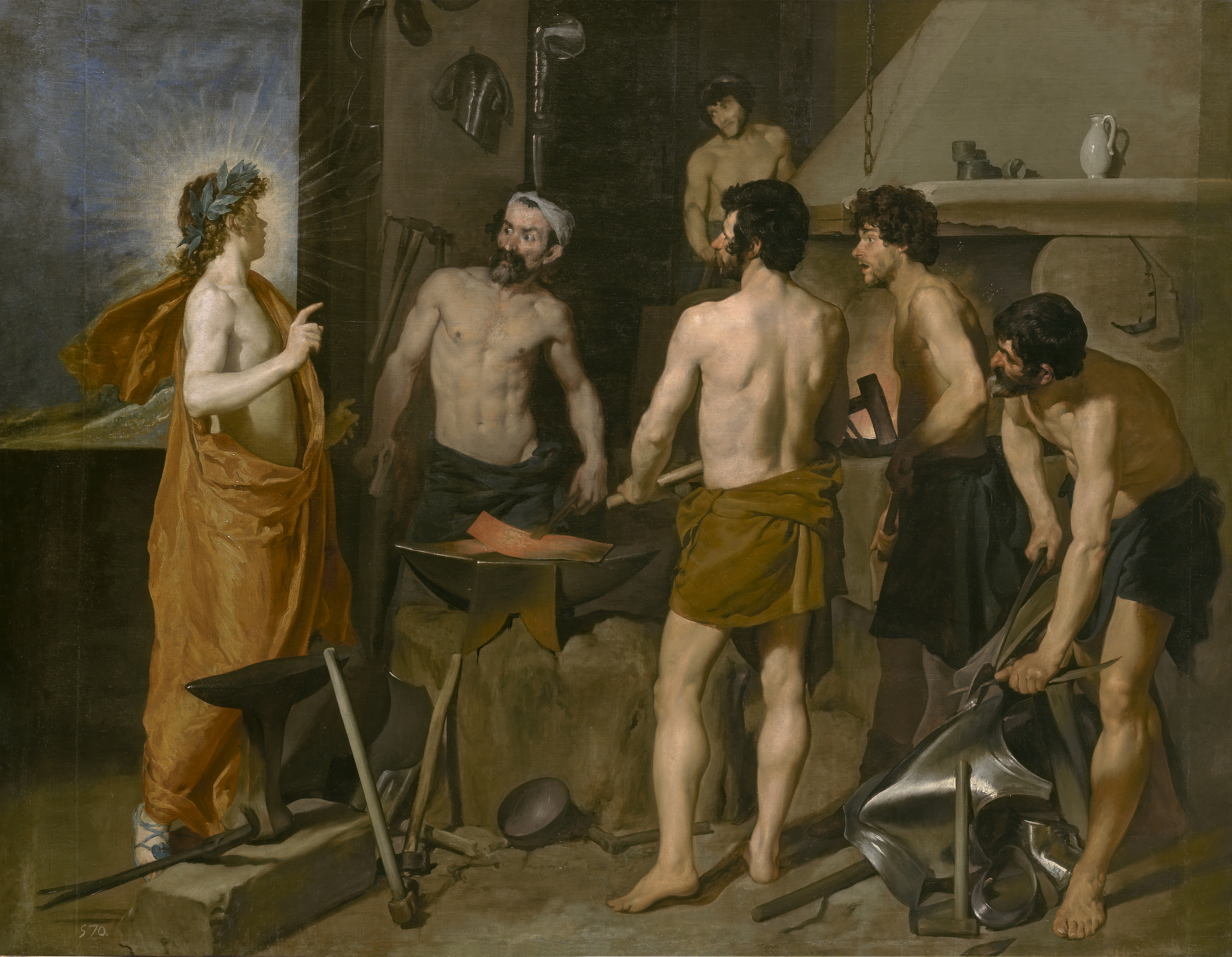
La fragua de Vulcano, Diego Velázquez, 1630. El trabajo manual, relegado en la mitología grecorromana al dios más feo y deforme (Hefaistos-Vulcano, deshonrado por su bella esposa, Afrodita-Venus, y por el gallardo dios de la guerra, Ares-Marte), era también despreciado socialmente en la España del Barroco, que también ponía la honra muy por encima de todo lo material. Este mismo genial pintor tuvo que demostrar documentalmente, contra toda evidencia, que jamás en su vida (como no fuera por servicio al rey o por «amor al arte») había incurrido en tal incompatibilidad con la condición de nobleza a la que aspiraba.

La ciencia medieval, dentro de sus limitaciones inherentes, tuvo algunos de sus máximos desarrollos en la península ibérica, compartida por reinos cristianos y musulmanes, y con una influyente presencia intelectual hebrea. Antes incluso, la Edad Oscura de la Alta Edad Media tuvo en el reino visigodo de Toledo y en el monacato hispánico alguna de sus aisladas lumbreras (destacadamente, san Isidoro y sus Etimologías). Las transiciones entre distintos modos de producción implicaron transformaciones tecnológicas impulsadas o frenadas por las diferentes configuraciones económico-sociales, que en el caso español se sustanciaron en diferentes formas de renovar las técnicas agrícolas, ganaderas y de la industria alimentaria y otras ramas de la artesanía; a veces por iniciativa institucional (monástica o gremial) o por la dinámica propia de las actividades productivas, más o menos sometidas a secretos de oficio y desprestigiados socialmente en la sociedad estamental (incompatibilidad entre trabajo y nobleza, calificación de oficios viles y mecánicos). Los ejemplos más aparatosos son las norias del sureste español y otras técnicas de regadío introducidas o perfeccionadas por la civilización árabe-hispana.
La inclusión de los reinos bajomedievales españoles en las rutas comerciales europeas, entre el Atlántico y el Mediterráneo, estimuló no sólo la tecnología naval y la investigación cartográfica y astronómica aplicable, sino también la experimentación de técnicas comerciales y financieras innovadoras, tanto en la Corona de Aragón (Lonja de la Seda, Taula de canvi, Consulado del mar) como en la de Castilla (con ferias como las de Medina del Campo, Medina de Rioseco y Villalón), en las que se firmaron las primeras letras de cambio, y se inició la reflexión que, tras el impacto decisivo que supuso la conquista y colonización de América y sus efectos negativos en España (revolución de los precios, desincentivación de las inversiones productivas y fomento del conservadurismo social e ideológico) terminó dando origen a la ciencia económica (no en vano uno de sus textos fundacionales, el de Tomás de Mercado se tituló, parafraseando a la Suma teológica de su tocayo santo Tomás de Aquino, Suma de tratos y contratos, 1571). En algunos casos, estas prácticas estaban ligadas a la minorías judía y conversa (el préstamo a interés era considerado pecado de usura tanto para la moral cristiana como para la islámica), lo que estuvo en el origen de cuestiones tan decisivas para la historia cultural e intelectual como la dialéctica cristiano nuevo-cristiano viejo y la propia conformación de la hacienda y la burocracia (almojarifes) de la naciente monarquía autoritaria que peculiarizó a la Monarquía Hispánica unificada desde la época de los Reyes Católicos, para quien la política de máximo religioso justificó también toda una serie de decisiones que determinaron graves consecuencias para el tejido productivo, las ciencias y las técnicas en España, como la expulsión de los judíos (1492) y la expulsión de los moriscos (1609), la persecución de toda clase de disidentes religiosos o intelectuales (alumbrados, protestantes, erasmistas) así como la sujeción de las conciencias al sistema inquisitorial que universalizaba la sospecha, la delación y la autocensura.

Quedaron todos los circunstantes admirados, y algunos de ellos, más simples que curiosos, en altas voces comenzaron a decir:

—¡Milagro, milagro!

Pero Basilio replicó:

—¡No «milagro, milagro», sino industria, industria!
Miguel de Cervantes. Don Quijote de la Mancha (Segunda parte, capítulo XXI), año 1615.

La importancia económica de la Carrera de Indias y la explotación minera del Nuevo Mundo hizo que la demanda científica y tecnológica impulsada desde el inmenso poder de la Monarquía Hispánica fuera de altísimo nivel, sobre todo en los ámbitos naval y metalúrgico. La prioridad indiscutible en cualquier programa científico que hubiera podido diseñarse era claramente la que marcaban las necesidades del inmenso Imperio ultramarino.

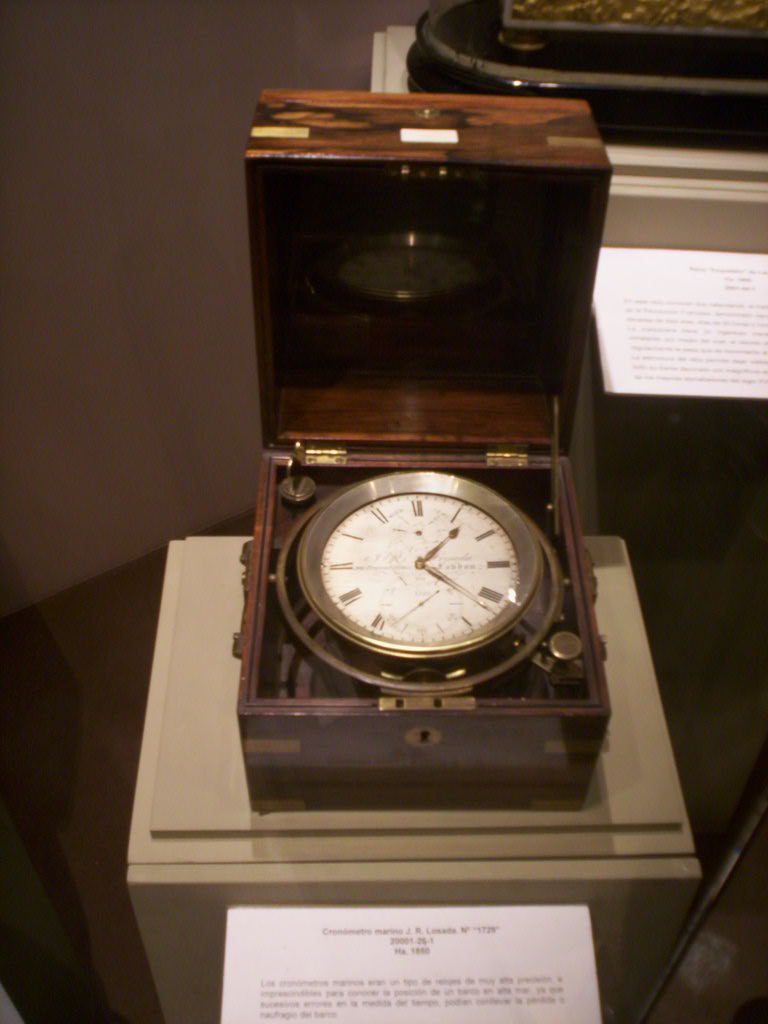
Cronómetro marino J. R. Losada, 1850-1860. Museo Nacional de Ciencia y Tecnología.

Una de sus más punteras manifestaciones tuvo lugar en 1598, cuando Felipe III convocó un concurso abierto a cualquiera que determinara la longitud geográfica en el mar. El propio Galileo Galilei optó al atractivo premio en 1616 (con un método inviable en un barco en movimiento, basado en la observación de los movimientos de las lunas de Júpiter). La magnitud de la ambición del concurso quedó evidenciada con el hecho de que tal cosa no fuera posible hasta los relojes del siglo XVIII, cuando la primacía naval estaba pasando a Inglaterra (desde 1731 disponía de relojes, como el de John Harrison que, sin péndulos ni pesas, sino resortes, se alojaban en una caja con suspensión cardán para absorber los movimientos del barco), mientras que la tecnología relojera española había quedado retrasada (las colecciones regias de Carlos III y Carlos IV, a pesar de la existencia de la Real Fábrica de Relojes, en funcionamiento de 1788 a 1793, y la Real Escuela de Relojería (1770) recurrían a John Ellicott o a relojeros franceses) hasta las notables creaciones de José Rodríguez Losada, ya a mediados del XIX. En otra dimensión, pero con no menor proyección en el futuro, se situó el certamen convocado en su corte por Felipe II y que puede considerarse como primer campeonato del mundo de ajedrez (1575). En aquella ocasión, el español Ruy López de Segura (considerado hasta entonces el mejor ajedrecista práctico y teórico —Libro de la invención liberal y arte del juego del axedrez, 1561-), fue destronado por el italiano Leonardo da Cutri.
La universidad medieval se renovó con el humanismo; mientras que la contrarreforma supuso un cierre a las influencias exteriores y un anquilosamiento generalizado de la institución, que pasa a cumplir la que de hecho siempre había sido su principal función: la reproducción de las élites (véase Colegio Mayor). No obstante, algunos extremos de este cierre al exterior no han de ser magnificados, como la famosa Pragmática de Felipe II de 1559 que impedía a los estudiantes castellanos salir a universidades de fuera del reino (ampliado en 1568 a los estudiantes de la Corona de Aragón) cuya aplicación fue en la práctica poco rigurosa, y cuya motivación es cuestionada por la historiografía (posiblemente no era tanto una defensa contra el protestantismo como un ataque a la Compañía de Jesús y la Universidad de Lovaina, significativamente no exceptuada —como sí lo estaban Bolonia, Roma, Nápoles y Coímbra—).

Que es lastimosa y aún vergonzosa cosa que, como si fuéramos indios, hayamos de ser los últimos en recibir las noticias y luces públicas que ya están esparcidas por Europa. Y asimismo, que hombres a quienes tocaba saber esto se ofendan con la advertencia y se enconen con el desengaño. ¡Oh, y qué cierto es que el intentar apartar el dictamen de una opinión anticuada es de lo más difícil que se pretende en los hombres!
Juan de Cabriada. Carta filosófico-médico-chymica, 1687.

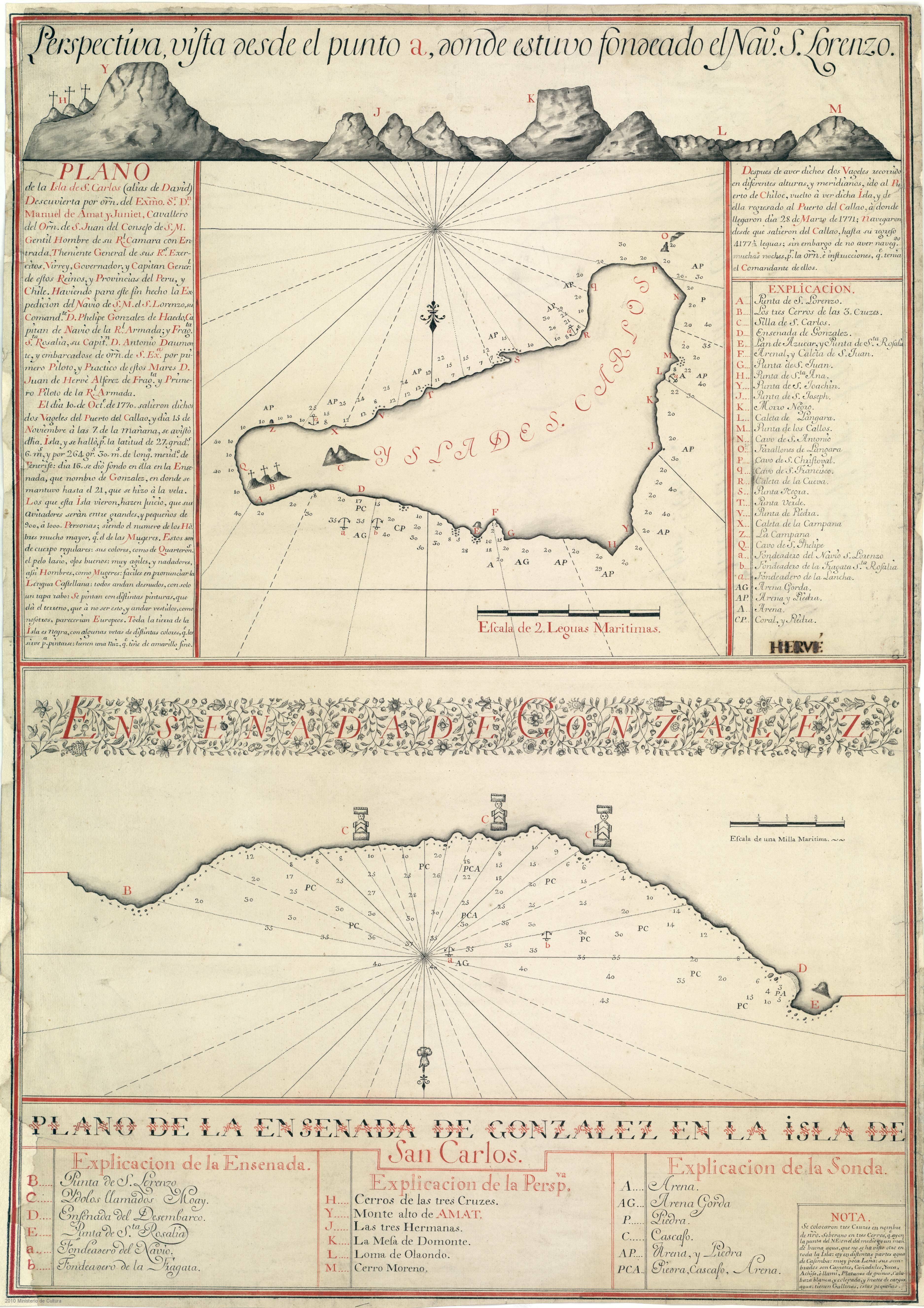
Cartografía de la isla de San Carlos (isla de Pascua) levantada durante la expedición de Felipe González Ahedo (1772). Museo Naval de Madrid.

La conciencia del mal estado de las ciencias y las técnicas en España surge a partir de la introspección negativa de los arbitristas del siglo XVII, y sobre todo desde el siglo XVIII, que a las luces de la razón buscaba el progreso en las ciencias útiles. Tras el debate generado por la provocativa pregunta ¿Qué se debe a España? de Masson de Morvilliers (véase Pan y Toros) pasó a ser un tópico que la ciencia española mostraba un atraso considerable frente a la de los demás países europeos, al contrario que la literatura española (entendida como literatura artística) o el arte español. De hecho, el tópico pasó a ser de tan extendido uso que provocó la queja por la queja en autores como Cadalso o Larra (Cartas marruecas, En este país —véase Ser de España—).
En realidad, los conceptos de ciencias y letras o humanidades no estuvieron deslindados hasta la Ilustración (e incluso hasta mucho más adelante no se tomó conciencia de lo hondo de la brecha entre ambos campos del conocimiento con el debate de las dos culturas de mediados de siglo XX). En ese contexto se debe entender el famoso discurso de Don Quijote sobre las armas y las letras: frente al ejercicio militar propio del caballero (y que en la Edad Media era el único que le era propio), desde el Renacimiento quedó evidenciado que la alta alcurnia no estaba reñida con la formación intelectual. Letras en esa época eran tanto las letras divinas (teología) como las letras humanas, recientemente emancipadas de ellas como saberes autónomos: gramática, derecho y cualquiera de las denominadas artes liberales, incluidas la medicina (habitualmente denominada física, y físicos los médicos), las distintas ramas de las matemáticas (entre las que la astronomía no se había deslindado de la astrología) y la filosofía (indistinguible de lo que hoy llamaríamos ciencia, sobre todo cuando se adjetivaba como filosofía natural o historia natural).
Independientemente de la coyuntura adversa que presidió el tránsito del siglo XVIII al siglo XIX (denominada crisis del Antiguo Régimen por la historiografía), la clave de lo que cada vez más se percibía como el atraso español era la pervivencia de unas estructuras socioeconómicas preindustriales, justo en el decisivo momento en que Inglaterra inicia su Revolución industrial y Francia su Revolución francesa; que es también el contexto crucial en que se inició en los países más avanzados la coordinación entre ciencia y técnica (mundos hasta entonces sustancialmente ajenos) que llevará con el tiempo a la formación de una verdadera tecnología y a los procesos de retroalimentación, originados por la demanda social de innovaciones, que han dado en denominarse ciencia-tecnología-sociedad (CTS).
La expresión intelectual de la resistencia a la modernización en España fue la fortísima oposición entre afrancesados y casticistas, que se radicalizó con la atribución de todo tipo de heterodoxias religiosas a los ilustrados (jansenismo, masonería, panteísmo, librepensamiento, volterianismo, agnosticismo, ateísmo —ejemplificado en el proceso inquisitorial a Pablo de Olavide—). Paradójicamente, en el lado del clero, también las víctimas que cayeron fueron los más preparados científicamente: los jesuitas, expulsados en 1767 al ser culpados del Motín de Esquilache. Sus colegios y bibliotecas fueron confiscados y sus miembros dispersados (muchos de ellos, desde Roma, continuaron su producción científica y literaria en español). Los escolapios pasaron a ser la orden más dedicada a la enseñanza en entornos extrauniversitarios, aunque en niveles mucho más elementales (los jesuitas se centraban en la élite social e intelectual). La Compañía de Jesús se reintrodujo en España en el siglo XIX, volvió a ser suprimida durante la Segunda República y se restauró con el franquismo. En cualquier caso, los recelos anticientíficos no fueron monopolio español: en la Inglaterra y la Holanda de finales del siglo XVII y comienzos del siglo XVIII hubo fortísima oposición médica al uso de la quina (polvo de los jesuitas).

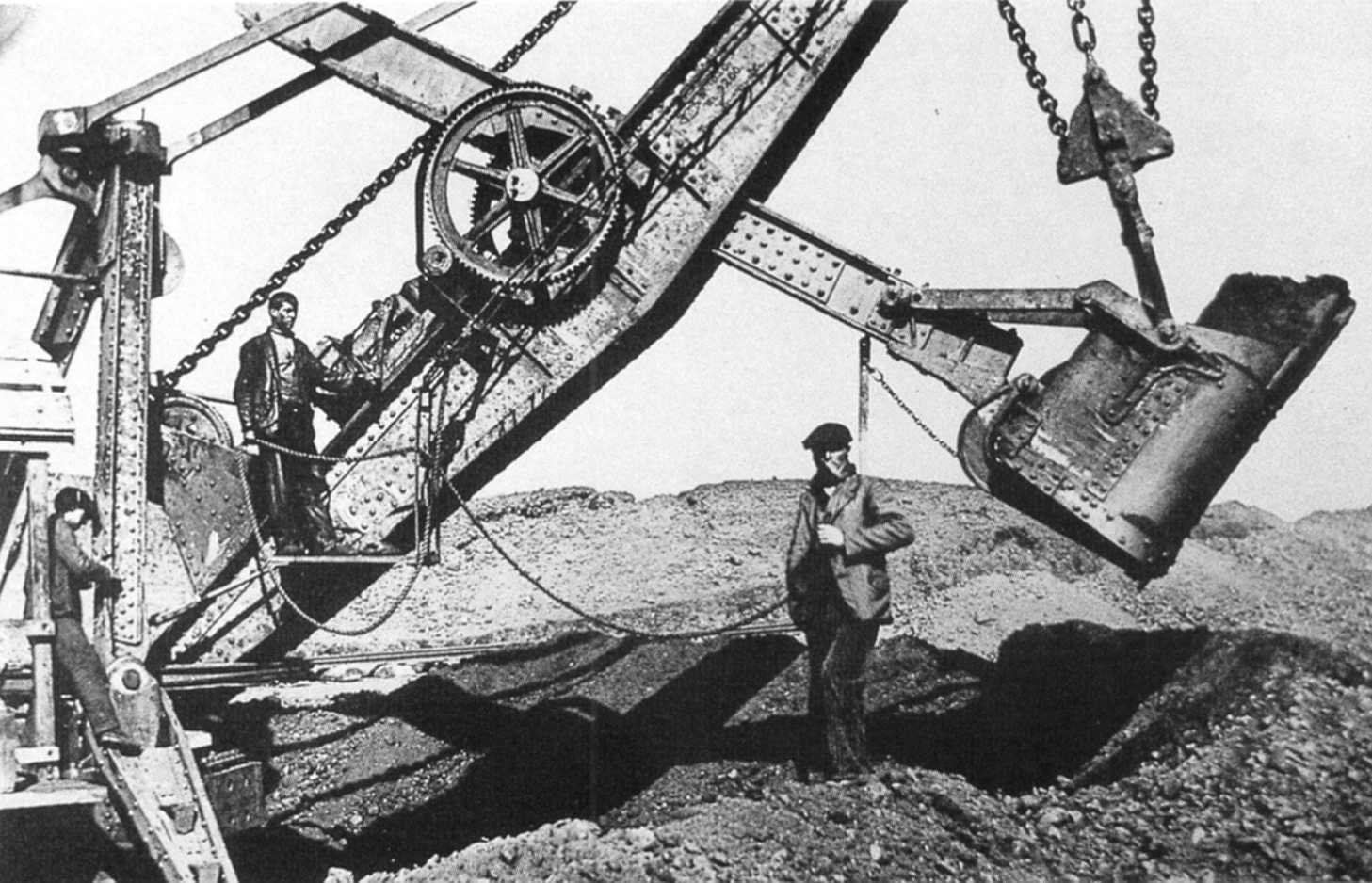
Maquinaria de excavación en las minas de Riotinto

La guerra de Independencia española (1808-1814) supuso un verdadero desastre para la ciencia y la técnica en España, que en algunos sectores habían llegado a ser punteras (significativamente, de los veintiún elementos descubiertos en el siglo XVIII, dos —platino y wolframio— lo fueron con intervención española; de los cincuenta y uno descubiertos en el siglo XIX, sólo el vanadio, pero justamente en 1801). Más decisiva incluso que los destrozos sistemáticos de infraestructuras clave (telares de Béjar, porcelana del Buen Retiro — por los ejércitos francés e inglés) fue la fuga de cerebros causada por los exilios sucesivos de afrancesados y liberales. Es significativo que el cierre de las universidades (cuya reforma, pretendida por los ilustrados, había demostrado ser tan imposible como cualquier otra reforma que amenazase con alterar las bases estructurales del Antiguo Régimen) fuera compensado con la apertura de la Escuela de Tauromaquia de Pedro Romero (Sevilla, 1830-1834). Al menos, la recopilación de los fondos dispersos tras los saqueos permitió la apertura del Museo del Prado en el edificio que iba a ser sede del Gabinete de Ciencias, la Biblioteca Nacional y otras instituciones propias del academicismo. Lentamente, la universidad fue reconstruyéndose sobre una nueva planta (traslado de la vetusta universidad de Alcalá de Henares a Madrid como Universidad Central). Las enseñanzas media y primaria se vieron establecidas como base de un ambicioso plan educativo (Ley Moyano) que, no obstante, no tuvo implantación eficiente y generalizada hasta la Segunda República (1931-1936).
La vida económica de la revolución liberal estuvo lastrada por las guerras carlistas y la desamortización, que impusieron un grave retraso a una precaria industrialización que se había iniciado muy precozmente (indianas catalanas, siderurgia malagueña). Los programas liberales, especialmente los progresistas del bienio (1854-1856) y el sexenio democrático (1868-1874), aunque también los moderados, supusieron un impulso a la construcción de los ferrocarriles y a la explotación minera, que abrió España a la inversión extranjera (francesa, belga e inglesa). Posteriormente, el final de siglo significó un cierre proteccionista. La ciencia económica de cada época iba respondiendo a las demandas suscitadas por los intereses opuestos de los grupos agrario (oligarquía terrateniente castellano-andaluza) o industrial (burguesía textil catalana).

Hoy las ciencias adelantan / que es una barbaridad / ¡Una bestialidad! / ¡Una brutalidad!
Ricardo de la Vega, 1894. La verbena de la Paloma, zarzuela.
Diálogo entre el boticario don Hilarión y su amigo don Sebastián.

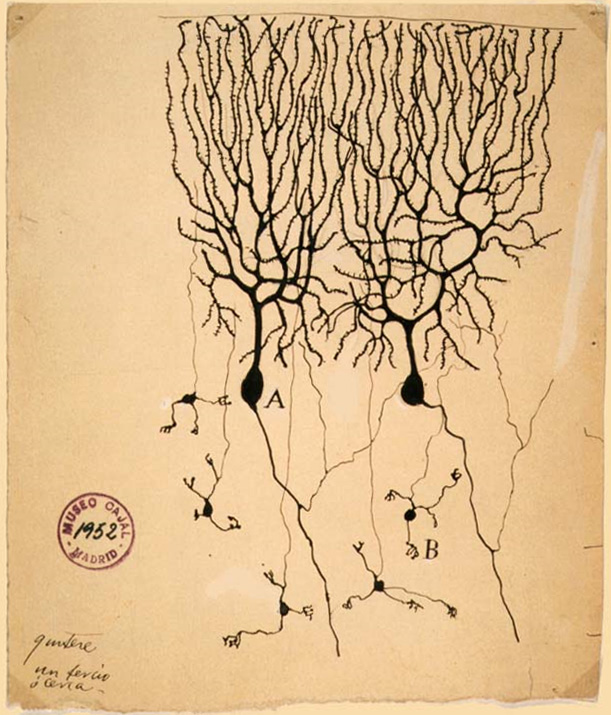
Células de Purkinje en un cerebelo de paloma. Dibujo de Ramón y Cajal, 1899.

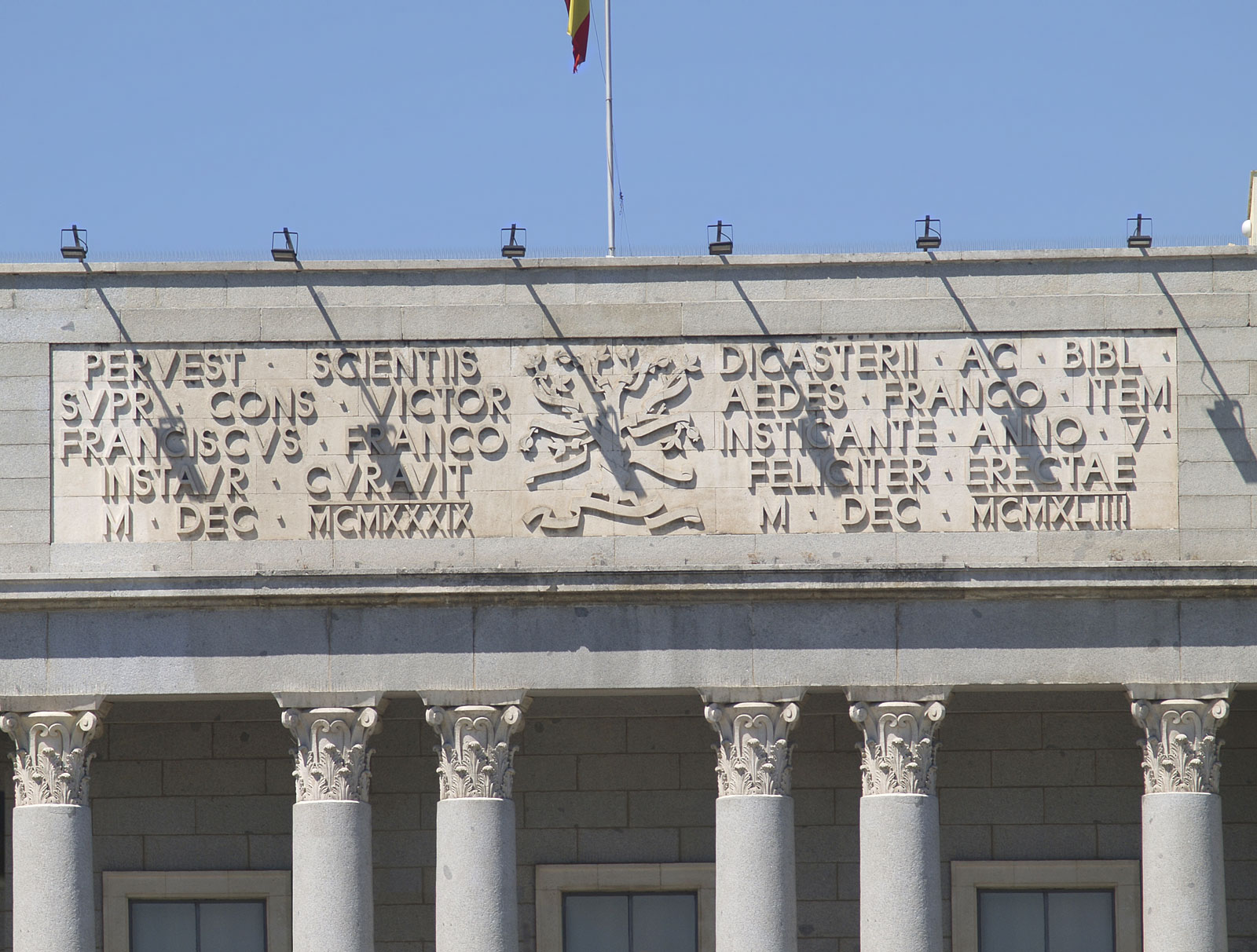
Friso del edificio principal del CSIC, que recuerda la fecha de constitución (1939) y de construcción del edificio (1944), en ambos casos en loa del Víctor Franciscus Franco. Por Orden Ministerial de 18 de marzo de 1940 (ministro José Ibáñez Martín), se puso bajo el patronazgo de san Isidoro, que representa en nuestra historia el primer momento imperial de la cultura española. El emblema será, siguiendo y adaptando la tradición luliana, un «arbor scientiae», que represente un granado, en cuyas diversas ramas se aluda en lengua latina a las manifestaciones científicas que el Consejo cultiva.

La conciencia del atraso era cada vez más evidente, especialmente entre las élites liberales, entre las que se reproducían tópicos extremados provenientes de la denominada leyenda negra, denunciada a su vez como propaganda antiespañola a partir del estudio de Julián Juderías (1914), que recoge una amplia reivindicación de personalidades científicas españolas de los Siglos de Oro.

Si, prescindiendo de aquellos siglos en que la civilización arábiga hizo de España el primer país del mundo en cuanto a la ciencia se refiere, sólo nos fijamos en la época moderna, y comenzamos a contar desde el siglo XV, bien comprenderéis que no es ésta, ni puede ser ésta en verdad, la historia de la ciencia en España, porque mal puede tener historia científica pueblo que no ha tenido ciencia. La imperfecta relación que habéis oído, es resumen histórico de la ciencia matemática, si; pero en Italia, en Francia, en Inglaterra, en Holanda, en Alemania, en Suiza...; no es la historia de la ciencia aquí donde no hubo más que látigo, hierro, sangre, rezos, braseros y humo
José de Echegaray. Discurso de entrada en la Real Academia de Ciencias, 1866.

La polémica de la ciencia española que enfrentó al pensamiento reaccionario (Menéndez y Pelayo) con los krausistas marcó la época de la Restauración. El Desastre de 1898 suscitó como reacción el regeneracionismo. El Premio Nobel de Santiago Ramón y Cajal (1906), surgido de un penoso panorama científico, dio paso a la Edad de Plata de las letras y ciencias españolas.

En los tiempos que corremos, en que la investigación científica se ha convertido en una profesión regular que cobra nómina del Estado... pasaron aquellos tiempos de antaño en que el curioso de la Naturaleza, recogido en el silencio de su gabinete, podía estar seguro de que ningún émulo vendría a turbar sus tranquilas meditaciones. Hogaño, la investigación es fiebre: apenas un nuevo método se esboza, numerosos sabios se aprovechan de él, aplicándolo casi simultáneamente a los mismos temas, y mermando la gloria del iniciador... En España, donde la pereza es, no ya un vicio, sino una religión, se comprenden difícilmente esas monumentales obras de los químicos, naturalistas y médicos alemanes, en las cuales sólo el tiempo necesario para la ejecución de los dibujos y la consulta bibliográfica parece deber contarse por lustros. Y sin embargo, estos libros se han redactado en uno o dos años... Todo el secreto está en el método de estudio... en ahorrar, en fin, el gasto mental que supone esa cháchara ingeniosa de café y de la tertulia, que nos resta fuerzas nerviosas y nos desvía, con nuevas y fútiles preocupaciones de la tarea principal.
Santiago Ramón y Cajal. Discurso de entrada en la Real Academia de Ciencias Exactas, Físicas y Naturales de Madrid, 1897.

La guerra civil española significó de nuevo una catástrofe trágica para la ciencia en España, incluyendo el exilio de una generación entera de científicos (el siguiente nobel español de Medicina, Severo Ochoa, en 1959, lo será con nacionalidad estadounidense), y la mortecina vida intelectual del exilio interior de muchos científicos durante la prolongada y paupérrima posguerra, bien retratada en Tiempo de Silencio de Luis Martín-Santos. Significativamente, uno de los proyectos eruditos con más peso de la época, en pleno nacionalcatolicismo, fue la Biblioteca de Autores Cristianos (1944), aunque a pesar de la censura, con el tiempo la industria editorial se diversificó y demostró una gran capacidad de innovación técnica y de contenidos.
La autarquía y la concentración de capitales en grandes grupos bancarios e industriales produjeron algunas oportunidades de desarrollo técnico-científico en sectores estratégicos, como el naval y el energético –sobre todo petroquímico e hidroeléctrico–. La primera central nuclear se construirá más adelante, en 1968). La institucionalización de la actividad científica se produjo en la universidad (privada en las cátedras más punteras de la mayor parte de sus profesores y sometida a la fuga de cerebros jóvenes en sucesivas generaciones) y un Consejo Superior de Investigaciones Científicas que había sustituido y depurado en 1939 a una Junta para la Ampliación de Estudios e Investigaciones Científicas de tradición krausista.

Queremos una ciencia católica. Liquidamos, por tanto, en esta hora, todas las herejías científicas que secaron y agostaron los cauces de nuestra genialidad nacional y nos sumieron en la atonía y la decadencia. [...] Nuestra ciencia actual, en conexión con la que en los siglos pasados nos definió como nación y como imperio, quiere ser ante todo católica
José Ibáñez Martín. Discurso inaugural del CSIC, octubre de 1940.

Logros individuales o colectivos, como el ferrocarril Talgo o la erradicación de la malaria, eran exhibidos como glorias del régimen franquista, independientemente de su relevancia (como el trasplante de corazón intentado por el marqués de Villaverde —yerno del propio Franco— el 18 de septiembre de 1968, poco después del de Barnard — 3 de diciembre de 1967).
El desarrollismo desde los años sesenta se aceleró en cuanto a su rendimiento científico técnico en el último cuarto del siglo XX, con la Transición española y la entrada en la Unión Europea.

## Ciencia y técnica en la España medieval

### Ciencia y técnica en la Hispania visigoda
Si algo hay que merezca el nombre de ciencia visigoda, son los escasos textos que han quedado del Reino visigodo de Toledo (549-711), entre los que destacan las Etimologías de san Isidoro de Sevilla (una verdadera enciclopedia de gran difusión en la época medieval), sin olvidar las propias actas de los Concilios de Toledo, donde se reflejan no sólo asuntos doctrinales o canónicos restringidos al clero, sino todo tipo de cuestiones que permiten reconstruir aspectos de la vida política, económica y social, que a pesar de estar sumida en una edad oscura en cuanto a escasez de fuentes escritas, estaba inmersa en una transformación decisiva (la transición del esclavismo al feudalismo) de larga duración y que se caracterizaba por un fuerte proceso de ruralización y decadencia de la vida urbana. De todos modos, era en el ámbito eclesiástico donde se encontraba de forma totalmente exclusiva todo rastro de vida intelectual, fuera de tradición clásica o cristiana: los obispos (como el propio Isidoro, su hermano san Leandro, san Braulio de Zaragoza o san Ildefonso de Toledo), y el monasterio hispano, que junto con otros ejemplos posteriores de vida monacal (en Irlanda, Inglaterra o Francia —Beda el Venerable, Alcuino de York, Erico de Auxerre) y con la sede papal de Roma, fueron los únicos transmisores de la cultura de Europa Occidental. En el reino suevo (que se mantuvo durante más de un siglo en el noroeste de la península ibérica), un papel similar fue ejercido por san Martín de Braga.

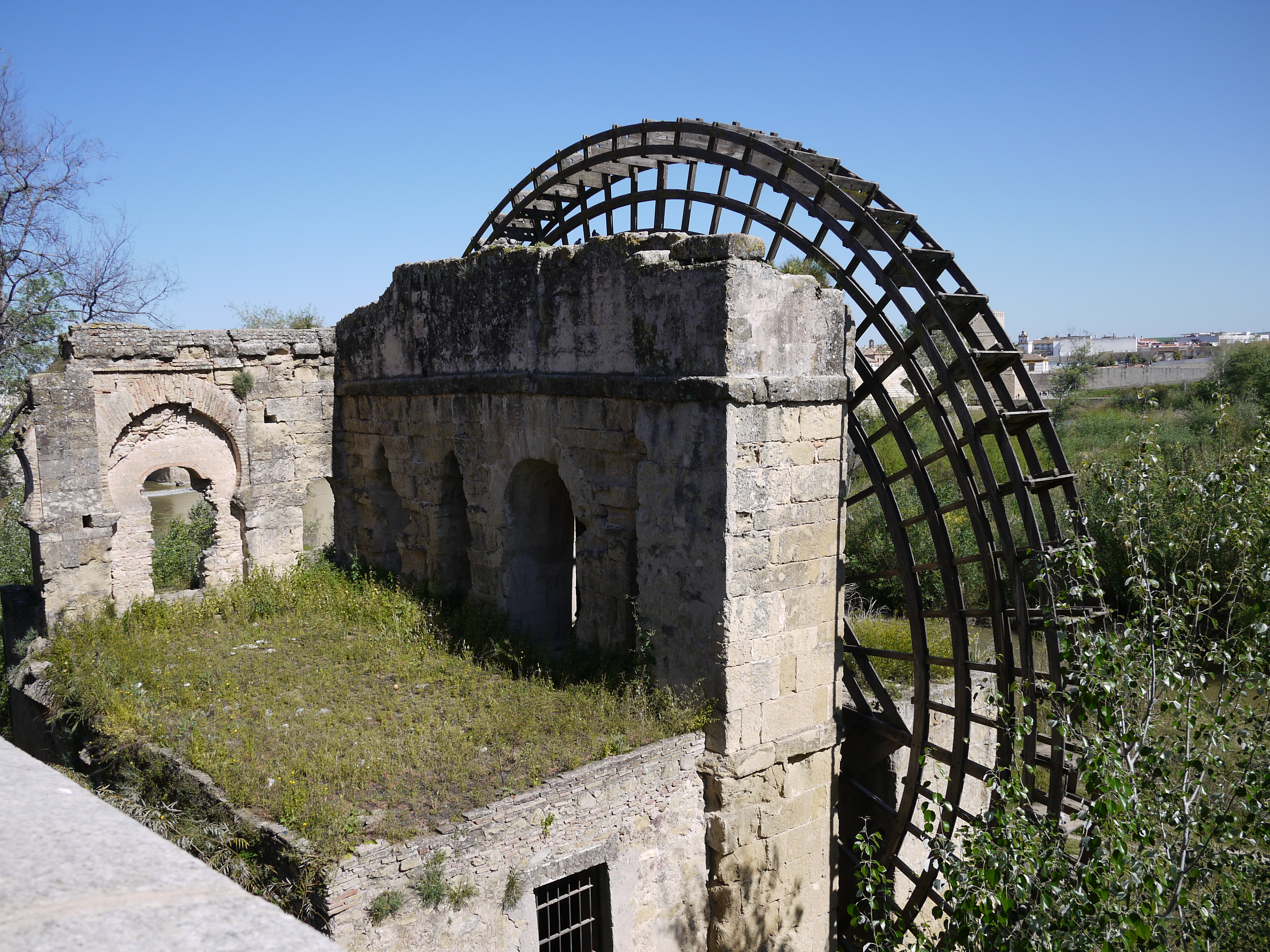
Noria elevadora de agua en el molino de la Albolafia (Córdoba), de origen romano y modificado en época califal. También fue la fábrica de papel más importante de Europa en la Edad Media. La cultura del agua fue fundamental en la España musulmana.

### Ciencia y técnica en al-Ándalus: la España musulmana
Al-Ándalus se desarrolló como una civilización urbana, con un alto grado de alfabetización y cultivo de toda clase de ciencias y técnicas, integrada en las redes de comercio a larga distancia, mientras el resto de Europa Occidental permanecía inmersa en un prolongadísimo proceso de ruralización que se remontaba a la crisis del siglo III.
En un principio, la cultura árabe se caracterizó por la adopción sincrética de la cultura clásica grecorromana, la judeocristiana y la persa (que a su vez la puso en contacto con influencias de la china y la india), pero no se limitó a la mera reproducción, sino que realizó trascendentes aportaciones propias, muchas de las cuales tuvieron lugar en la península ibérica. Ya en el siglo IX, los hispanorromano-visigodos que continuaron siendo cristianos (mozárabes) dieron testimonio de que el prestigio cultural de sus dominadores musulmanes era tal que los jóvenes dejaban de cultivar las letras latinas en beneficio del árabe. El número y tamaño de las bibliotecas de Córdoba (consideradas como índice de prestigio social) en la época de esplendor del Califato (siglo X) se hizo legendario. A partir del siglo XI, la división en reinos de taifas, que conllevó un declive de poder político y militar, supuso un verdadero esplendor intelectual y científico, multiplicándose los centros de producción de cultura. Posiblemente fue en al-Ándalus donde se introdujeron los primeros molinos de viento y molinos de marea en Europa. Otros usos de las ruedas hidráulicas muy extendidos en la España medieval fueron los batanes, aplicados a todo tipo de procesos industriales que necesitan el golpeo repetido de grandes mazos, conectados a las ruedas motrices por engranajes.
La nómina de científicos andalusíes es amplísima: Abulcasis (médico), Maslama al-Mayriti (Maslama el madrileño, matemático, como sus discípulos Ibn al-Samh, Ibn al-Saffar y al-Kirmani) Averroes (filósofo y médico) Said al-Andalusi (o Said de Toledo, caíd de esa ciudad y autor de la primera historia de la ciencia), Azarquiel (astrónomo), Ibn Bassal y Ibn al-Luengo (agrónomos) Ibrahim ben Said (constructor de astrolabios y otros instrumentos), Ibn Bassal (botánico), al-Mutamán (rey de la taifa de Zaragoza y autor de una obra de matemáticas), Ibn al-Sayyid y su discípulo Avempace (matemáticos), al-Istichí (astrólogo) Abd al-Karim ben Muttanna e Ibn Muad de Jaén el Joven (matemáticos), Ibn Jalaf al-Muradí (autor de un tratado de mecánica), Abu Salt de Denia (lógico, astrónomo, médico y músico), Abu Abdullah al-Bakri (geógrafo, botánico e historiador), Ibn Jaldún (considerado un precursor fundamental de las modernas ciencias sociales), Abenalsid (neopitagórico), Abbás Ibn Firnás (precursor de la aeronáutica), al-Garnatí e ibn Yubair (iniciadores del género de la rihla, relatos cosmográficos de viajes), etc. Los fieles de las otras religiones también destacaron en toda clase de ciencias en la España musulmana: judíos como Hasdai ben Isaac ibn Shaprut (médico), Abraham ben Meir ibn Ezra, Ibn Gabirol (conocido como Avicebrón), Yehuda Halevi, Maimónides (filósofos y médicos), José de España (mercader y matemático), etc; y cristianos como Recemundo.

Me aflige pensar que las ciencias de la humanidad son dos y que si las aprendo no tengo más que aprender: Una ciencia (la teología) cuya comprobación real es imposible y otra (la filosofía) cuya verdad de nada sirve.
al-Waqqasí, Toledo, siglo XI.

### Ciencia y técnica en los reinos cristianos peninsulares medievales

#### Alta Edad Media
La escasez en la producción documental fue similar a la de la época visigoda, e incomparablemente inferior a la de las fuentes musulmanas. Únicamente un reducido grupo de monasterios del norte peninsular mantuvo scriptorium donde los copistas reprodujeran manuscritos antiguos, y alguna destacable producción propia, como la de Beato de Liébana, reseñable no solo por su faceta de polemista religioso (denunció y consiguió declarar herejía el adopcionismo, posición cristológica mantenida por los cristianos mozárabes de la sede primada de Toledo —Elipando—, quizá como una reminiscencia del arrianismo visigodo o como consecuencia de la convivencia con el radical monoteísmo islámico; el efecto político fue permitir al reino asturiano cortar cualquier forma de subordinación a autoridades religiosas con sede en territorio musulmán) sino porque sus Comentarios al Apocalipsis (786) incluían nociones cosmológicas y geográficas de tradición clásica (Claudio Ptolomeo), visigoda (san Isidoro) y bíblica, plasmadas en el mapa-mundi más divulgado de la época altomedieval (Mapa Mundi de Beato de Liébana).
El monasterio de Ripoll parece ser el único en el que se enseñaban las cuatro ciencias del quadrivium carolingio (aritmética, música, geometría y astronomía). Más decisivo fue para este monasterio el cruce de influencias visigodas, francas y musulmanas: allí se tradujeron del árabe al latín por primera vez algunos textos científicos, entre ellos tratados sobre el astrolabio, por Seniofré Llobet. Fue en Ripoll donde Gilberto de Aurillac, posteriormente elegido papa con el nombre de Silvestre II, entró en contacto con la ciencia hispanoárabe, considerándose el introductor del cero en Roma; lo que situaría España como el eslabón de contacto entre India y Europa a través de la civilización árabe (Al Juarismi).

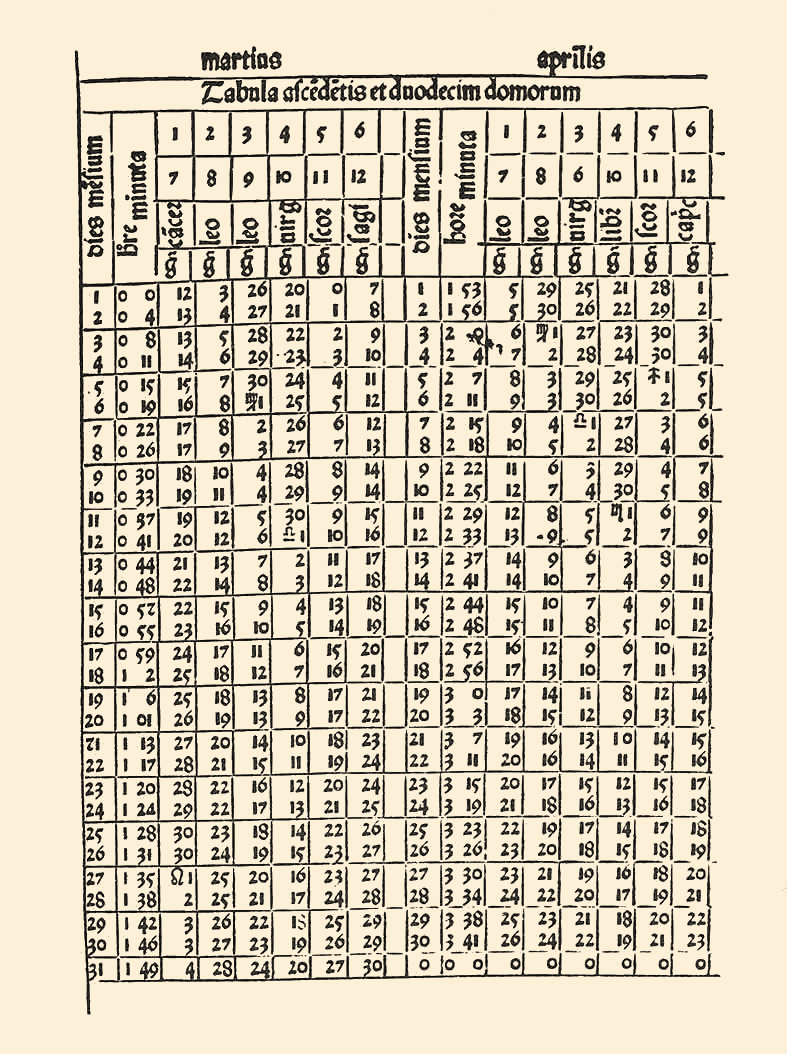
Tabla astronómica del Almanach perpetuum de Abraham Zacuto, publicada en Portugal tras la expulsión de los judíos por los Reyes Católicos (1492) y antes de la expulsión de ese reino (1497).

#### Baja Edad Media
Personalidades destacadas de la ciencia medieval en los reinos cristianos fueron: Pedro Hispano, médico y lógico de identidad debatida, usualmente identificado con el papa Juan XXI; Ramon Llull, polímata mallorquín con una extensa obra anticipadora de muy diferentes temas (que en sus investigaciones alquímicas en 1275 destiló una mezcla de vitriolo —ácido sulfúrico— con alcohol obteniendo un vitriolo dulce que posteriormente se denominaría éter); Arnau de Vilanova, médico zaragozano (Parábolas de la medicación, Regimen sanitatis —1308—); o Abraham Zacuto, matemático, astrónomo e historiador sefardí (véase pie de imagen).

##### Traductores judíos
No obstante, más incluso que la producción propia, la traducción siguió siendo la aportación decisiva de la España medieval a la historia de la ciencia, incrementada desde que la invasión almorávide (1086) forzó a muchos judíos andalusíes a emigrar a los reinos del norte (véase Historia de los judíos en España). Los musulmanes andalusíes lo llegaron a tratar como un verdadero problema, considerando necesario prohibir la venta de libros de ciencia a judíos o cristianos «porque los traducen y atribuyen la paternidad de estas obras no a los musulmanes sino a sus correligionarios o, como sucede en algunos manuscritos conservados en monasterios del Norte, omiten el nombre de los autores». Yoseh ha-Nasí Ferruziel, apodado el Cidiello, fue médico de Alfonso VI de Castilla, en cuya corte alcanzó gran influencia, protegiendo a otros intelectuales judíos, como Yehudah Halevi. Mose ben Ezra (1055-1135, superador de las traducciones literales buscando el sentido) pasó por Castilla, Navarra y Aragón, y se estableció definitivamente en Barcelona. A partir de entonces hay numerosos traductores hebreos nacidos ya en reinos cristianos: Abraham ben Ezra, Yehuda ben Tibbon (Granada, 1120-Marsella, 1190; Padre de los Traductores), su hijo Samuel, uno de sus nietos (profesor de medicina en la universidad de Montpellier), y otro miembro de su familia, que tradujo para Federico II de Alemania varias obras científicas, entre ellas a Averroes y Aristóteles. Mose Sefardí se convirtió al cristianismo como Pedro Alfonso y llegó a médico de Enrique I de Inglaterra, difundiendo por toda Europa la astronomía y matemática hispanoárabe (Disciplina clericalis). Benjamín de Tudela, viajero por todo el Mediterráneo, recoge en su Libro de Viajes (Séfer Masaot) todo tipo de datos obtenidos en los lugares que visita, entre ellos una referencia, muy divulgada posteriormente, a los supuestos espejos telescópicos del faro de Alejandría.

##### Universidades y escuelas de traductores
Fue decisivo el papel de las escuelas episcopales, en un momento en el que los reyes quisieron que dieran enseñanzas también laicas creando los primeros Studium Generale, que aparecerán en el siglo XIII (los Estudios Generales de Palencia -1208-, de Salamanca —1218, la primera peninsular que incluyó estudios de medicina—, Lisboa -1290-, posteriormente trasladados a Coímbra, que poco más tarde se denominarán universidades (la primera de ese título la de Salamanca en 1253), de Alcalá de Henares —1293—, Universidad de Lérida —1297, organizada en las cuatro facultades de Leyes, Medicina, Teología y Artes—, Universidad Sertoriana de Huesca —1354— y Universidad de Perpiñán —1349—; los estudios generales de Sevilla, creados en el siglo XIII, apenas tuvieron actividad en los dos siglos siguientes, como tampoco los de Barcelona y de Gerona, creados sobre el papel a mediados del siglo XV).
Una característica de estas universidades es la preocupación por los alumnos de cualquier clase social que valgan para los estudios. En Salamanca se manifiesta en la creación (1401) del Colegio Mayor de San Bartolomé, por Diego de Anaya, para alumnos carentes de recursos, al que siguieron una cierta cantidad de otros colegios de los llamados menores, con el mismo fin.
Antes de ese ciclo de creación de universidades, Miguel Cornel, obispo de Tarazona (1119-1152) fue el primer impulsor de una escuela de traductores, destacando Hugo Sanctallensis. García Gudiel, mientras fue obispo de Burgos (1273-1280), mandó a Juan González y al judío Salomón traducir a Avicena; y se los llevó a Toledo al ser nombrado arzobispo de esa ciudad (1280-1299). En Toledo ya funcionaba la Escuela de traductores de Toledo, vinculada al impulso especial de Alfonso X el Sabio, aunque ya iniciada por el arzobispo Raimundo de Toledo (en el cargo entre 1126 y 1152). Fue la de mayor trascendencia para el acceso de textos clásicos griegos a Europa gracias a sus traducciones árabes (Domingo Gundisalvo, Juan Hispalense, Yehuda ben Moshe, y otros provenientes de toda la cristiandad occidental —Gerardo de Cremona, Hermann el Alemán, Hermann el Dálmata—, sobre todo ingleses —Roberto de Retines, Adelardo de Bath, Miguel Escoto, Miguel de Morlay, Alfredo de Sareshel). Daniel de Morley llega a escribir los motivos de su viaje desde Inglaterra: primero a París, «donde sólo halló maestros fatuos y vacíos», y después a Toledo «para aprender de los mayores sabios del mundo».
El nombre del rey sabio también se dio a las Tablas Alfonsíes. Basadas en cálculos previos del toledano Azarquiel (Al-Zarkali, que se exilió a Sevilla tras la conquista cristiana de su ciudad en 1085), fueron resultado de observaciones llevadas a cabo en Toledo por Yehuda ben Moshe e Isaac ben Sid entre 1262 (fecha de la coronación de Alfonso) y 1272. Su difusión fue amplísima, y no superada hasta las Tablas Rudolfinas de Tycho Brahe y Kepler (1627), en el contexto del cambio de paradigma ptolemaico-copernicano.

Estudio es ayuntamiento de Maestros, e de Escolares, que es fecho en algun lugar, con voluntad, e entendimiento de aprender los saberes. E son dos maneras del. La vna es, a que dicen Estudio general, en que ay Maestros de las Artes, así como de Gramatica, e de la Logica, e de Retorica, e de Arismetica, e de Geometria, e de Astrologia: de otrosi en que ay Maestros de Decretos, e Señores de Leyes. E este Estudio debe ser establecido por mandado del Papa, o de Emperador, o del Rey. La segunda manera es, a que dicen Estudio particular, que quiere tanto decir, como quando algun Maestro muestra en alguna Villa apartadamente a pocos Escolares. E a tal como este pueden mandar fazer, Perlado, o Concejo de algun Lugar.

(...)
Para ser el Estudio general complido, quantas son las sciencias, tantos deuen ser los Maestros que las muestren, assí que cada vna dellas aya vn maestro a lo menos. Pero si para todas las sciencias non pudiesen aver Maestro, abonda que aya de Gramatica, e de Logica, e de Retorica, e de Leyes, e Decretos.
(...)

Bien e lealmente deben los Maestros mostrar sus saberes a los Escolares, leyendo los libros, e faziendogelo entender lo mejor que ellos pudieren. E de que començaren a leer, deuen continuar el estudio todavía fasta que hayan acabado los libros, que començaran.
Alfonso X el Sabio, Siete partidas, Partida III, Ley I, Ley III y Ley IV.

##### Tecnología naval
El control cristiano del estrecho de Gibraltar a partir de la batalla del Salado (1340) convirtió a la península ibérica en un punto clave de las rutas marítimas entre el Mediterráneo y el Atlántico. Las necesidades de la navegación estimularon tres importantes líneas de mejora tecnológica.
En primer lugar, la construcción naval. En la Corona de Aragón ya se había producido una expansión por el Mediterráneo, sostenida en cuanto a la producción de barcos por las Atarazanas Reales de Barcelona. La Corona de Castilla y el Reino de Portugal, empeñados en la continuidad de la expansión por el Océano (Azores, conquista de las Islas Canarias, pesquerías), habían conseguido desarrollar en sus astilleros una tecnología naval puntera, adaptada a las necesidades de navegación por el Atlántico, para el que los barcos de fondo plano, como la galera mediterránea no son idóneos. Estos nuevos diseños recibieron los nombres de carabela y nao.
La cartografía, en la que destacaron los portulanos mallorquines (Cresques Abraham y su hijo Jehuda Cresques). Portugal se dotó de una importante institución que centralizó todo tipo de informaciones y tecnologías para la exploración marítima: la Escuela de Sagres, fundada en el extremo suroccidental de la Península por Enrique el Navegante, con participación de los citados diseñadores de portulanos mallorquines.
Por último, el uso de técnicas e instrumentos de orientación y localización: ballestilla, astrolabio, brújula, etc. (véase también Historia de la navegación astronómica).

## Ciencia y técnica en la Edad Moderna o Antiguo Régimen español

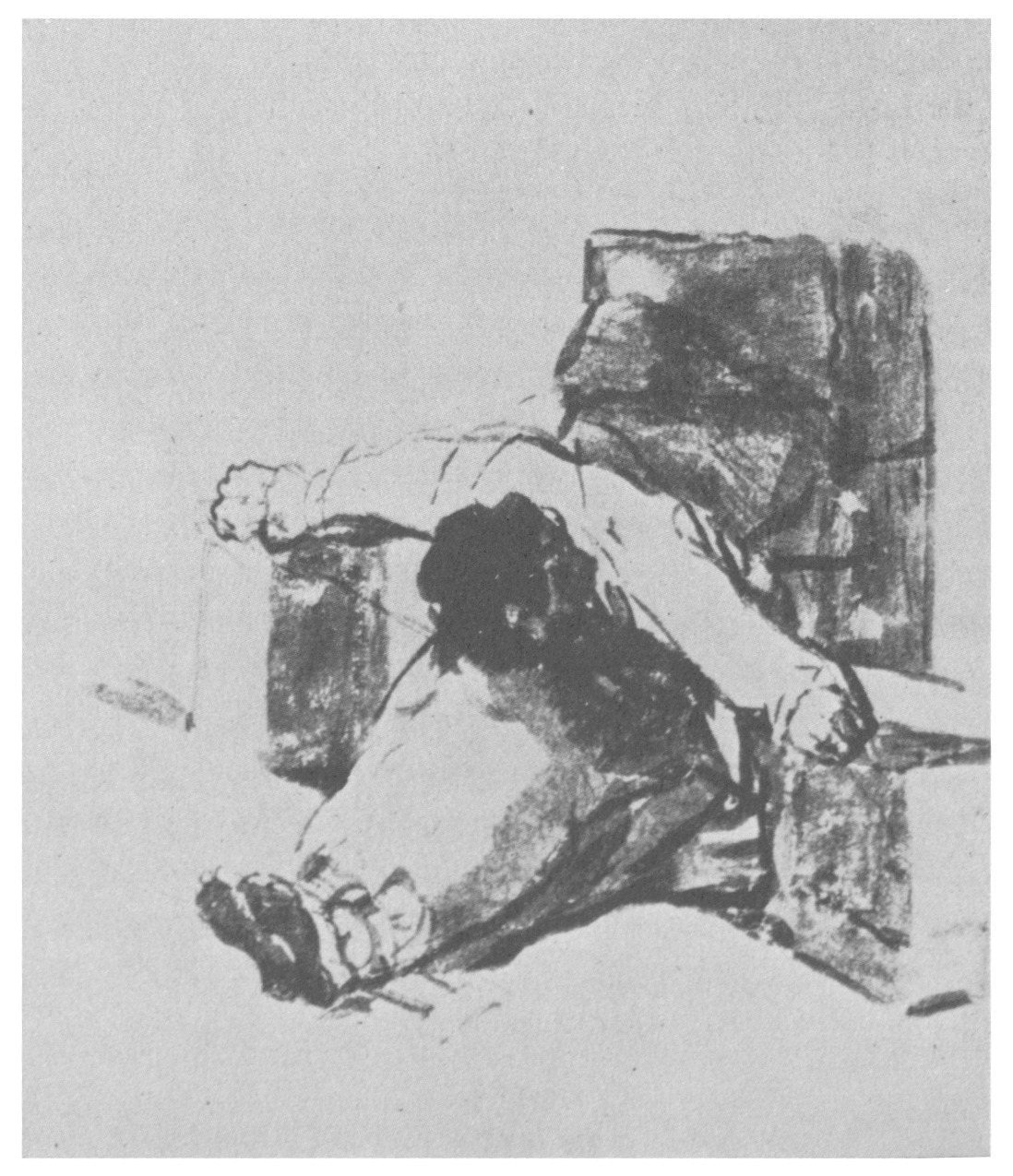
Por descubrir el movimiento de la tierra. Dibujo n.º 94 del «Cuaderno C», de Francisco de Goya. Habitualmente interpretado como una referencia a Galileo, este dibujo es muestra de la visión crítica ilustrada que el pintor mostró en Los Caprichos, pero que en estos dibujos que mantuvo inéditos se permite llevar a un grado más explícito, haciendo claras referencias sobre la persecución inquisitorial hacia los novatores y su desesperación ante el desprecio que la España castiza hace de la ciencia. Otros dibujos del mismo cuaderno, muy similares, son los titulados: No comas, célebre Torrigiano (DC100), en el que se refiere a un escultor renacentista, Zapata, tu gloria será eterna (DC1909), en el que honra al novator español Diego Mateo Zapata, procesado por la Inquisición en 1721, y un genérico No haber escrito para tontos (DC96).

La Edad Moderna española, que historiográficamente se identifica con el periodo que va del siglo XV al XVIII, asimilable al concepto Antiguo Régimen en España, se periodiza tradicionalmente por dinastías: Reyes Católicos (1469-1516), Austrias (1516-1700) y Borbones (1700 en adelante, conviniendo en pasar a la Edad Contemporánea desde 1808). Las ventajas de este esquema cronológico, sobre todo de la oposición entre Austrias (que comparten con los Católicos el Siglo o Siglos de Oro) y Borbones (identificados con las luces de la Ilustración), se intensifican al considerar la decisiva ruptura que significó el final del siglo XVII, momento de triunfo de la Revolución Científica en los países de Europa Noroccidental que salen reforzados de la crisis del siglo XVII (ejemplificados en la Inglaterra de Newton), y que vista desde una perspectiva más amplia ha sido calificada de crisis de la conciencia europea.

### Ciencia y técnica en el Siglo de Oro español

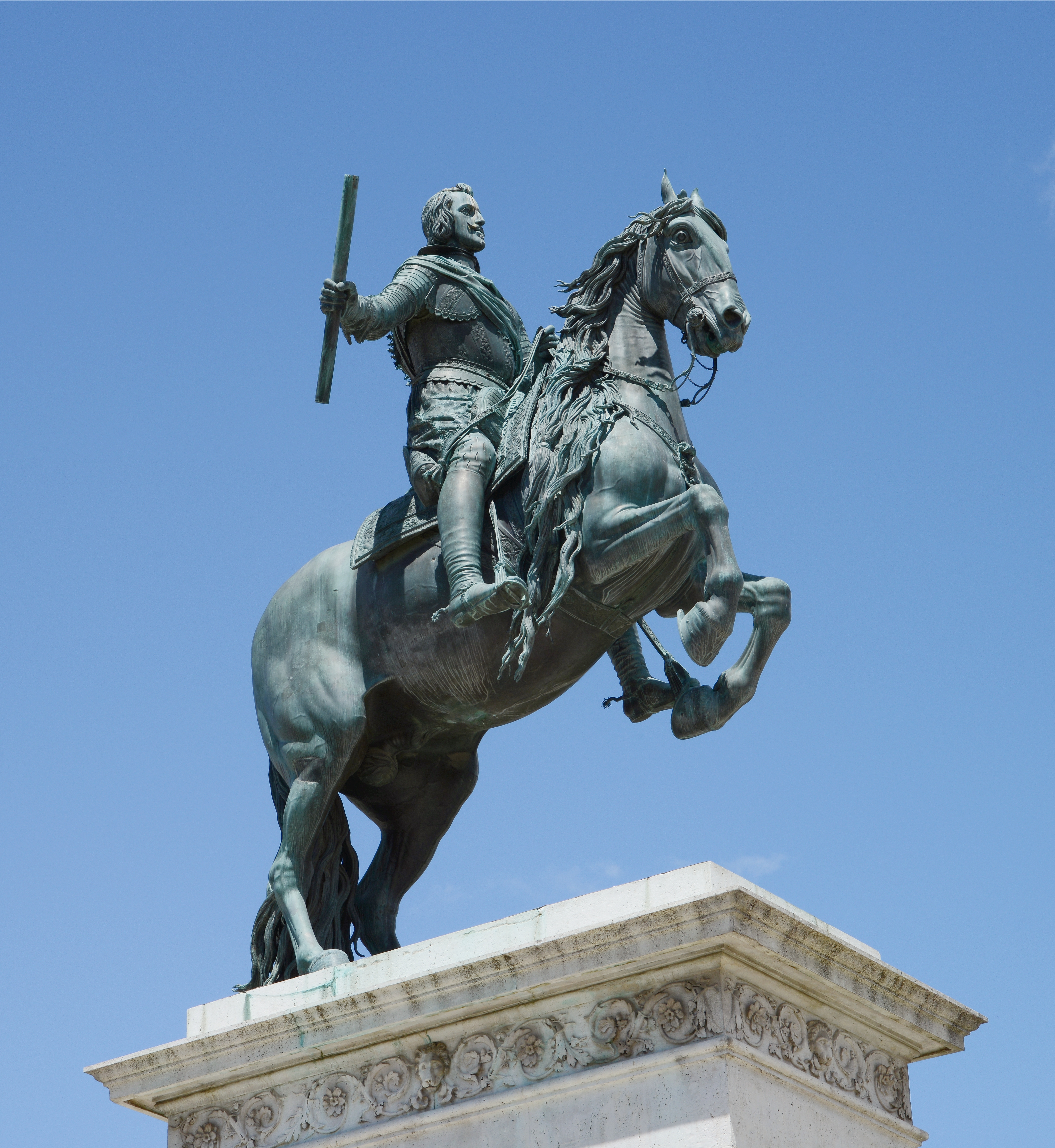
Estatua de Felipe IV de España de la Plaza de Oriente de Madrid. La obra fue realizada por el escultor Pedro Tacca con la colaboración de Diego Velázquez y Juan Martínez Montañés, contando también con el asesoramiento científico de Galileo Galilei para asegurar su equilibrio y estabilidad.

El Siglo de Oro es un término muy apropiado para designar la brillantez de la historia cultural de España en un ámbito cronológico que cubre los siglos XVI y XVII, aunque su exacta dimensión suele situarse entre 1492 y 1681 (o restringirse al periodo de hegemonía española en Europa, entre 1521 y 1648). Un hecho científico-técnico inaugural para el periodo puede encontrarse en la introducción de la imprenta en España (Juan Párix, Sinodal de Aguilafuente, Segovia, 1472); mientras que el punto final suele establecerse en la Carta filosófico-médico-chymica de Juan de Cabriada (1687), cuando la decadencia española (que hacía más de medio siglo venía denunciándose de forma plenamente autoconsciente entre la élite intelectual) enlaza con la general crisis de la conciencia europea que precedió a la Ilustración del siglo XVIII.
El Renacimiento español y el Barroco español son periodos de una impresionante producción artística, pero también en todos los ámbitos de la producción intelectual. En ciencia y tecnología se abren con la Era de los descubrimientos, que situó a España en el centro del mundo: tras el Descubrimiento de América (Cristóbal Colón, 1492) y la apertura de la ruta de Asia a través del extremo sur de África (Bartolomeu Dias, 1488; Vasco da Gama, 1497), el Tratado de Tordesillas (1494) literalmente repartió (con los criterios geográficos más avanzados de la época a la hora de definir un meridiano) el mundo por descubrir entre los reinos peninsulares de Castilla y Portugal, mundo que por primera vez se circunnavegó por una expedición española (expedición de Magallanes-Elcano, 1519-1522) y que probó la esfericidad de la Tierra.

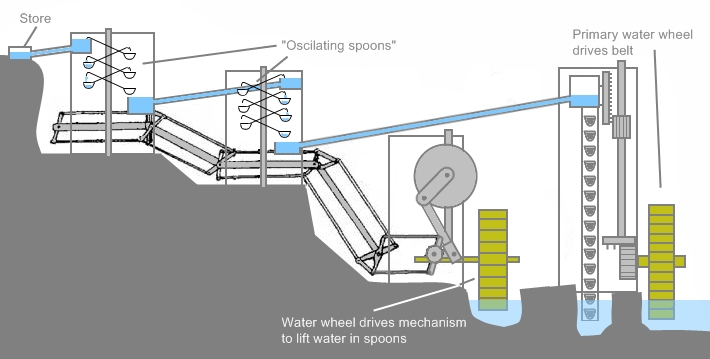
Artificio de Juanelo para subir el agua del Tajo hasta la ciudad de Toledo

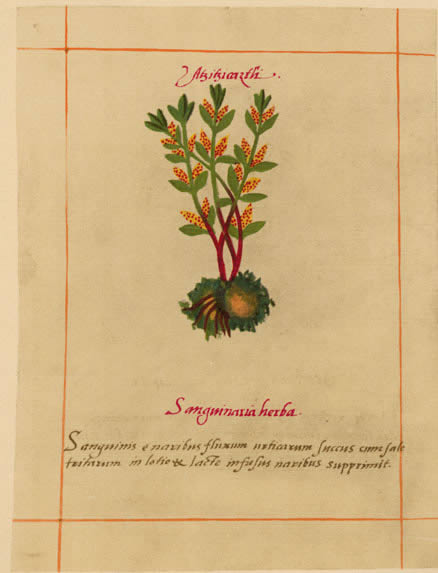
Ilustración y comentario latino de la Sanguinaria, en el Códice De la Cruz-Badiano

En cambio, no se logró una explotación sistemática de los conocimientos obtenidos; por ejemplo, la expedición científica a Nueva España, México, que dirigió entre 1571 y 1577 Francisco Hernández de Toledo y que produjo 38 volúmenes de notas e ilustraciones, no tuvo adecuada publicación; y sus originales, depositados en la Biblioteca de El Escorial, se perdieron en el incendio de 1671. Esta importantísima institución, organizada inicialmente por Benito Arias Montano, contó incluso con la presencia de alguno de los últimos eruditos hispanoárabes, como el médico y traductor morisco Alonso del Castillo (posteriormente involucrado en el fraude de los Plomos del Sacromonte en 1595). La sistematización del conocimiento pre-estadístico y cosmográfico de la propia geografía peninsular y sus recursos también quedó sólo iniciada con las Relaciones Topográficas de Felipe II, (Pedro Esquivel, Pedro Juan de Lastanosa, Felipe de Guevara, Juan de Herrera) a un nivel que no se superó hasta el Catastro de Ensenada, ya en el siglo XVIII.
Otras facetas prometedoras de la ciencia y la técnica en España se manifestaron con ejemplos como la actividad de Juanelo Turriano, constructor de artefactos mecánicos para Carlos V, a quien acompañó en su retiro a Yuste; o la experimentación con máquinas de vapor de Blasco de Garay (galeón Trinidad, Barcelona, 1543) y de Jerónimo de Ayanz y Beaumont, administrador general de Minas del Reino desde 1587 con la patente más antigua de 1606 (y que no serían muy diferentes a las que más tarde harían Salomon de Caus, en 1615, Giovanni Branca en 1629, y Edward Somerset en 1663, o las que se consideran más definitivas, las de Denis Papin y Thomas Savery —ambos de 1698)—. También parece ser española la procedencia del primer catalejo (ollera de larga vista de Juan Roget, Gerona, 1590).

#### El contacto con las culturas precolombinas
El contacto con las culturas precolombinas fue ambivalente: por un lado se produjo una verdadera aculturación por imposición de la cultura española dominante, mientras que por otro pervivieron partes muy importantes de la cultura indígena. En ambos procesos fue determinante la actitud de los misioneros españoles: en algunos casos propiciaban la destrucción de todo rastro de civilización anterior (códices mayas, códices prehispánicos de Mesoamérica), en otros se ocuparon de aprender sus idiomas y conservar testimonios de las culturas en trance de desaparición (como el Popol Vuh y otros ejemplos de literatura maya —códices coloniales de México); así como de producir obras políglotas como el Symbolo Catholico Indiano de Luis Jerónimo de Oré (1598), personalidad que también influyó en la redacción de Primer Nueva coronica y buen gobierno (1615) de Felipe Guamán Poma de Ayala (un noble hispanoinca). En los aspectos científicos y técnicos hubo transferencias por ambas partes: además del espectacular intercambio transatlántico de cultivos que implicó consecuencias extraordinarias en la futura revolución agrícola (caña de azúcar, trigo y vid por el Viejo Mundo, maíz, frijol, patata, pimiento y tomate por el Nuevo); hubo algunos ejemplos de obras científicas mestizas, como el Códice Badiano (Libellus de Medicinalibus Indorum Herbis o Amate-Cehuatl-Xihuitl-Pitli, 1552), elaborado en náhuatl por Martín de la Cruz, médico indio que estudió en el Colegio de Tlatelolco (una de las primeras instituciones educativas españolas en América, fundada en 1533), y Juan Badiano, que lo tradujo al latín. La creación de centros universitarios en la América española destacó por su precocidad (Santo Tomás de Aquino en 1538, San Marcos de Lima en 1551, México en 1553, etc.).

#### Las universidades españolas en el siglo de Oro
Las universidades españolas, esencialmente las que tuvieron colegios mayores (las de Salamanca, Alcalá y Valladolid), pero también otras universidades, colegios o estudios (en la Corona de Aragón las de Zaragoza, Valencia, la Sertoriana de Huesca, las catalanas de Lérida, Gerona y Barcelona —trasladadas y fusionadas en la de Cervera en 1717—, la Luliana de Palma, la de Gandía —hasta la expulsión de los jesuitas— y la de Orihuela; la navarra Pamplona; y otras en la Corona de Castilla: Santiago, Oviedo, Sigüenza, Toledo, Almagro, Sevilla, Granada y Baeza), participaron activamente en el esplendor cultural de los Siglos de Oro, pero, al igual que las demás instituciones universitarias europeas, no fueron el centro del movimiento renovador del pensamiento científico que llevó a la Revolución Científica, papel que correspondió a otras instituciones, como las sociedades científicas y academias y a las propias publicaciones científicas y correspondencia que se intercambiaban los científicos. En líneas generales la universidad permaneció estancada en las formas repetitivas de la escolástica medieval (magister dixit), tendentes a la perpetuación de los paradigmas dominantes (galenismo, geocentrismo) y lo que se ha venido en llamar neoescolástica. No obstante, sus cátedras y colegios acogieron a personalidades de impresionante altura intelectual, y particularmente las españolas se caracterizaron por protagonizar un movimiento cultural de gran influencia que ha venido recibiendo el nombre de humanismo español, dentro del cual puede acotarse un grupo de autores bajo el nombre de escuela de Salamanca. Entre las novedades que aparecieron en la época, cabe citar la primera mujer que dio clases en una universidad europea, Luisa de Medrano, en Salamanca.
- Humanismo español, entre cuyos cultivadores pueden citarse a Juan Martínez Guijarro (Sílíceo), Fernán Pérez de Oliva, Juan Huarte de San Juan, Ambrosio de Morales, Francisco Sánchez «el Escéptico», Francisco Sánchez de las Brozas «el Brocense», Biblia Políglota Complutense, Antonio de Nebrija (Grammatica, 1492), Miguel Servet, Juan de Valdés (Diálogo de la lengua, 1535), Luis Vives (véase Historia del cristianismo en España#Debates teológicos en el siglo XVI y otras secciones), Benito Arias Montano (polígrafo muy influyente en lugares clave, desde el concilio de Trento hasta su función de bibliotecario escurialense), López de Hoyos (el maestro de Cervantes), etc.
- Escuela de Salamanca, neoaristotélica, formada por teólogos y juristas muy influyentes en la conformación de las modernas ciencias sociales: la economía (arbitrismo), el derecho y la teoría política (a través del derecho internacional o derecho de gentes, la teoría del tiranicidio, la polémica de los justos títulos y un destacadísima forma de debatir los problemas jurídico-políticos de la Monarquía Hispánica: las juntas de teólogos y juristas —Junta de Burgos de 1512 y Junta de Valladolid de 1550). A ella se suelen adscribir personalidades de la talla de Francisco de Vitoria, Bartolomé de las Casas, Melchor Cano, Martín de Azpilicueta, Luis de Molina, Francisco Suárez, Domingo de Soto, Juan de Mariana, etc. También dentro de la ciencia de Salamanca, cabe nombrar la figura de Abraham Zacuto, que aunque parece que no dio clases en la Universidad por ser judío, en 1473 compuso unas importantes tablas astronómicas, La gran Composición.

También hubo un nutrido número de profesores españoles que impartieron docencia en universidades de toda Europa, desde la que la percepción de España y sus intelectuales fue ambivalente, muy elogiosa en unos casos y muy crítica en otros, sobre todo a medida que se iban extendiendo los tópicos de la propaganda antiespañola que han recibido el nombre de leyenda negra. En una citadísima expresión, respuesta a la petición de venir a España, y a la que se han atribuido toda clase de causas, desde recelos antijudíos hasta recelos antiinquisitoriales, la cabeza del humanismo europeo llegó a decir: no me gusta España.

Non placet Hispania.
Erasmo de Rotterdam, en carta a Tomás Moro, julio de 1517.

El erasmismo fue, de hecho, la etiqueta que pasó a ser sinónimo de innovación intelectual y se utilizó como bandera tanto por sus partidarios como por sus detractores; los que acabaron por imponerse, convirtiendo a España en líder de la Contrarreforma.

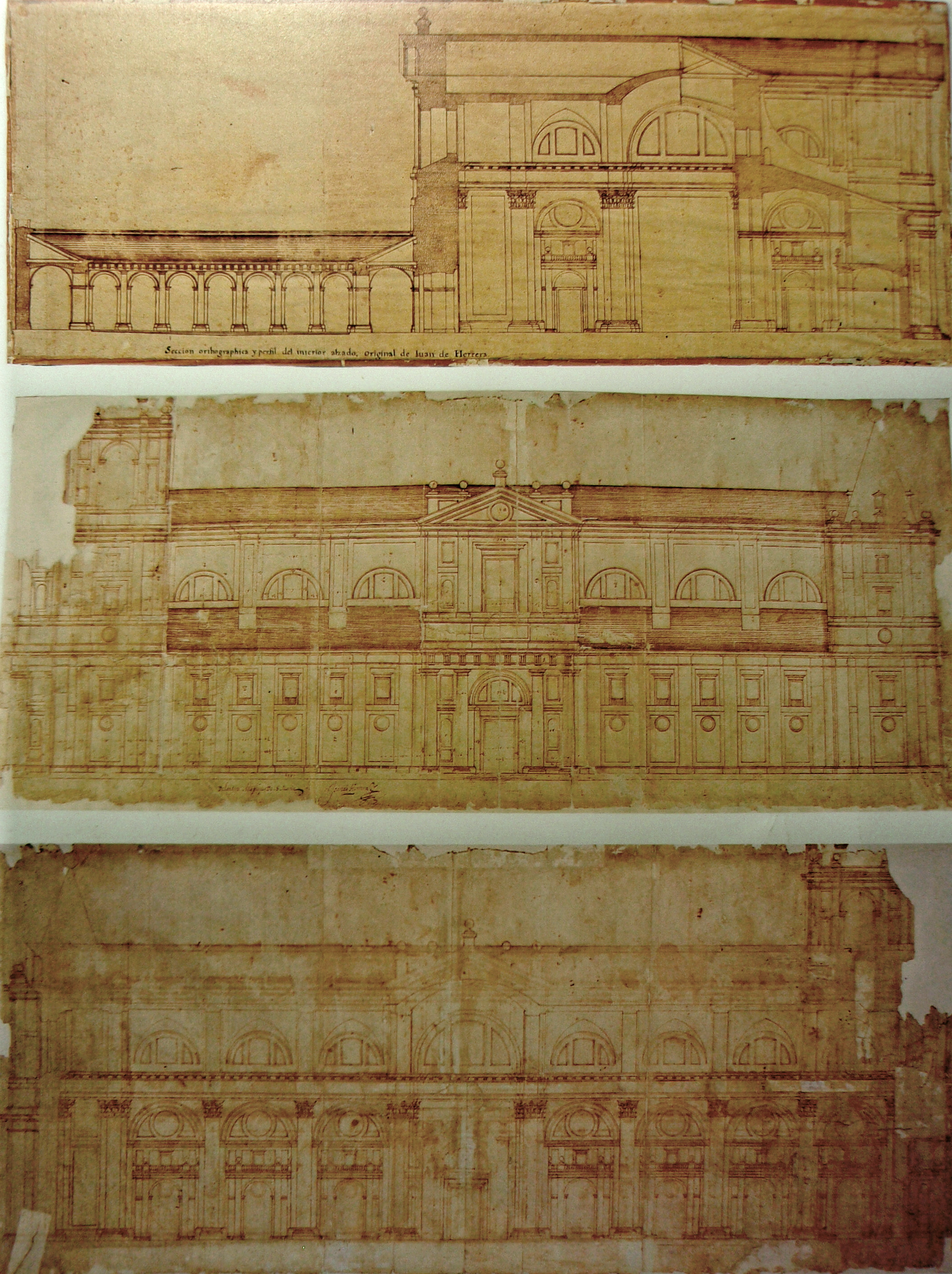
Planos originales del proyecto de Juan de Herrera para la Catedral de Valladolid (1585). El arquitecto de El Escorial, un hombre del Renacimiento de multidisciplinaria actividad, comparable a los artistas italianos, fue una de las personalidades científicas más importantes del Siglo de Oro, e intervino en varios de los mayores proyectos científicos del reinado de Felipe II, como la Academia Real Matemática o las Relaciones Topográficas.

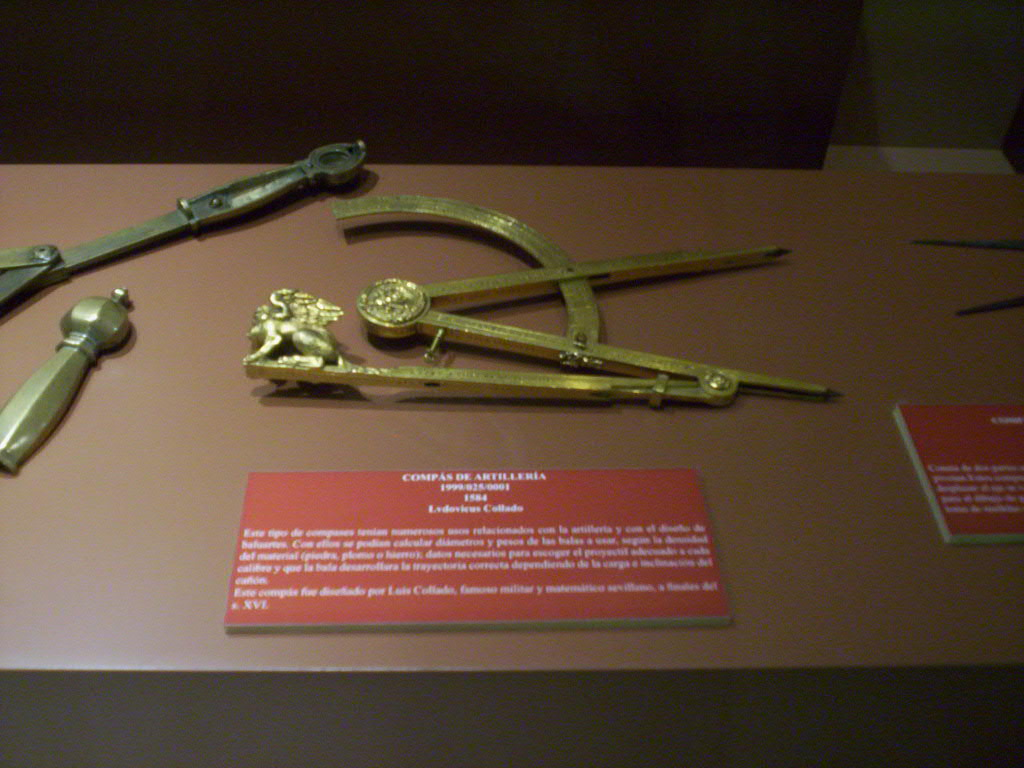
Compás de artillería firmado por Luis Collado (1584) «con el cual se podían realizar medidas de distancias y de ángulos de inclinación, así como obtener el peso de un proyectil dependiendo del material del que está fabricado y su calibre». Museo Nacional de Ciencia y Tecnología.

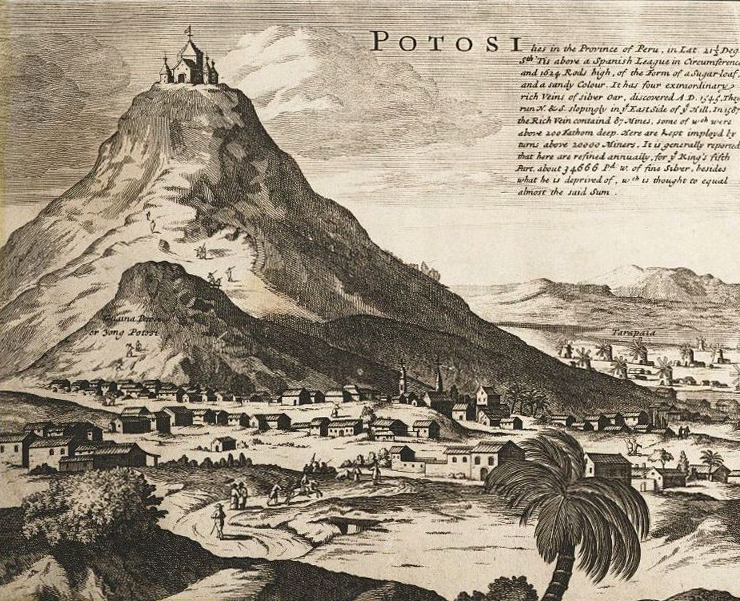
Vista del Cerro de Potosí (Herman Moll, 1715). El método de patio exigía una molienda muy fina del mineral, por lo que se utilizaban cientos de molinos llamados de almadenetas, dos por cada ingenio (a la derecha de la imagen, en Tarapaya). A pesar del aspecto que el artista les da, la mayor parte de ellos no parecen haber sido de viento, sino hidráulicos, aprovechando la Ribera de Potosí. De entre todas las del mundo, la ciudad de Potosí (recién creada en 1545) era lo más parecido a una ciudad industrial en los siglos y.

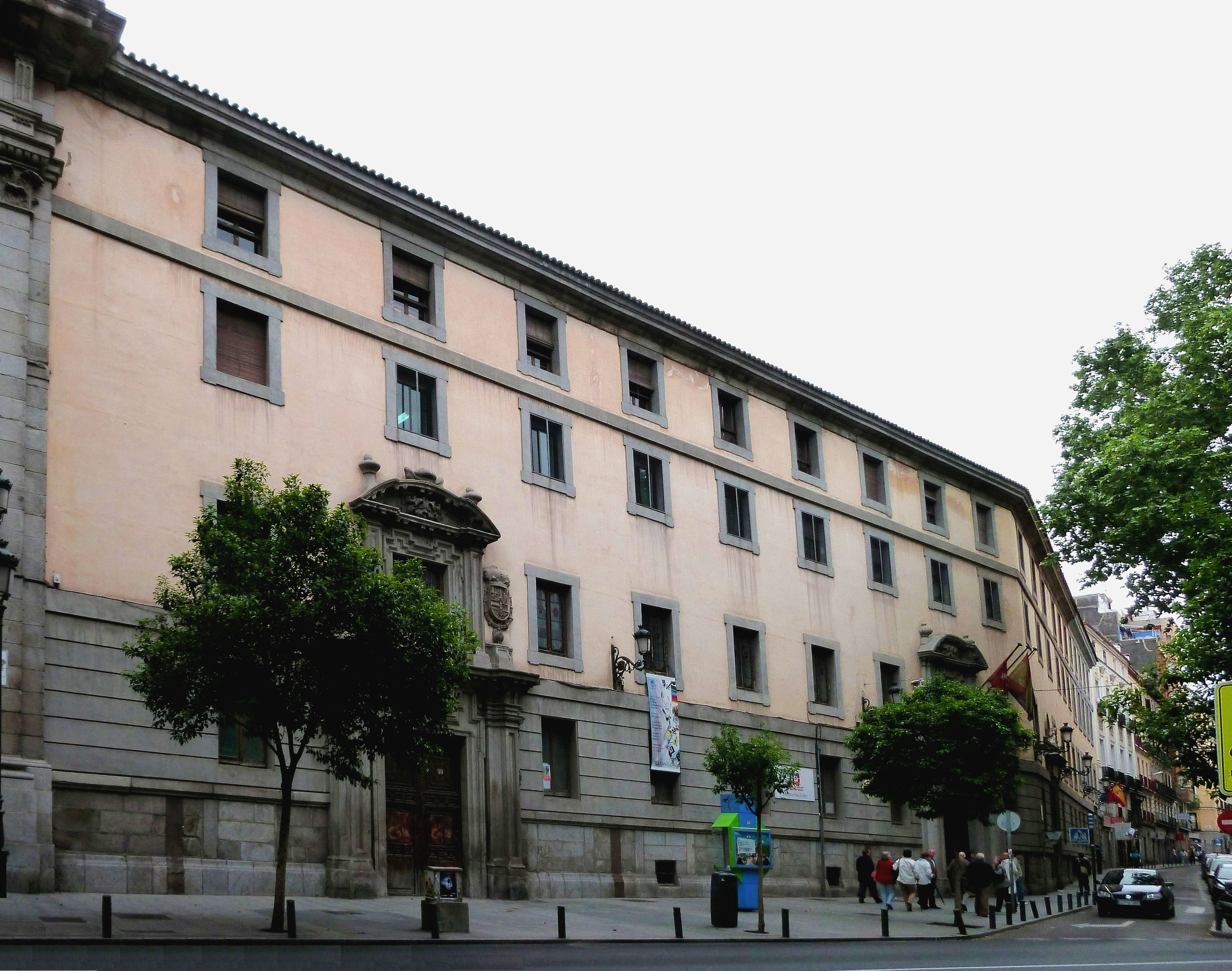
Los jesuitas fundaron instituciones educativas siguiendo el espíritu de la contrarreforma por toda Europa, y fueron especialmente importantes para la recuperación del catolicismo en la Europa Central. Entre sus bases en territorio amigo (la utilización del vocabulario militar es característica de esta Compañía) estaban las de las cortes de los Habsburgo: Viena y Madrid. En la capital española abrieron el Colegio Imperial, también denominado Seminario de Nobles o Reales Estudios de San Isidro. Tras distintas vicisitudes se terminó convirtiendo en Instituto de Educación Secundaria.

#### Instituciones científicas y técnicas de los Siglos de Oro
Los autores destacados por su contribución a algún aspecto de la ciencia y la tecnología en la España de los siglos de Oro configuran una nómina extensísima, y de hecho, su propia enumeración constituye un fin en sí misma de alguno de los estudios de historia de la ciencia española. Lógicamente, ese enfoque personalista no suele ser neutral, sino que obedece a propósitos reivindicativos: sean exaltadores de glorias nacionales, o, al contrario, denunciadores de la ausencia de una verdadera ciencia articulada e institucionalizada. No obstante, sí que existieron instituciones científicas de patrocinio público, que con mejor o peor fortuna desarrollaron una tarea científica o técnica, a la que se sumaron numerosísimas publicaciones (muchas de ellas de trascendencia internacional) y la actividad dispersa, y la mayor parte de las veces poco o nada coordinada, de una pléyade de personalidades provenientes de todo tipo de tradiciones intelectuales y formaciones profesionales.

##### Carrera de Indias. Navegación. Ingeniería
Muchas de las instituciones vinculadas a la Carrera de Indias fueron ubicadas en Sevilla: Universidad de mareantes, Casa de Contratación (piloto mayor, cosmógrafo mayor, Cátedra de Navegación y Cosmografía desde 1552, y más tarde un arqueador y medidor de naos y una Cátedra de Artillería, fortificaciones y escuadrones).
Muy numerosas fueron las figuras que destacaron por sus contribuciones a la ciencia de la navegación, en la que España fue hegemónica (Martín Fernández de Enciso, Valero, Pedro de Medina, Martín Cortés, Juan Escalante de Mendoza, Pedro Núñez, Pedro Menéndez de Avilés, etc. —sus textos se utilizaban para el aprendizaje de los navegantes ingleses y franceses—), a las técnicas militares (Álava, Barroso, Escrivá, Menéndez Valdés, Diego de Salazar); artillería (Fernando del Castillo, Andrés García de Céspedes) o a las fortificaciones (Luis Fuentes, Medina Barba). La Real Fábrica de Artillería de La Cavada surtió de piezas artilleras a la marina desde 1616 (Jean Curtius, Jorge de Bande).
Destacaron por su tarea como ingenieros (aplicados o no a la aventura del Nuevo Mundo) el citado Juanelo Turriano, Juan de Arfe (escultor, perito de metales preciosos en la Real Casa de la Moneda de Segovia —véase ceca y Fábrica Nacional de Moneda y Timbre - Real Casa de la Moneda— y tratadista de arte, anatomía, gnomónica —relojes de sol— y orfebrería), Diego Rivero, Felipe Guillén, Martín Cortés, Antonio Boteller, Bernardo Pérez de Vargas, Garci Sánchez, Carlos Corzo, Pedro de Contreras, Lope de Saavedra, fray Blas del Castillo, Álvaro Alonso Barba, etc.; como cartógrafos y geógrafos Juan de la Cosa, Pedro Teixeira, Alonso de Santa Cruz, Rodrigo Zamorano (cosmógrafo de Felipe II, Cronología y Repertorio de la razón de los tiempos —1585 y 1594— Los seis libros primeros de Euclides traducidos en lengua Española —1576—, Carta de marear —1579—, Compendio de la arte de navegar), Luis Collado de Lebrija (ingeniero que diseñó el compás de artillería), etc. El puesto de cosmógrafo real, cosmógrafo del rey o cosmógrafo mayor estuvo vinculado al cargo de cronista mayor. (Véase también Categoría:Cartógrafos de España, Cosmógrafo Mayor del Virreinato del Perú).
En 1527 la Casa de Contratación prohibió que los pilotos extranjeros tuvieran cartas de navegación. A partir de entonces, el secretismo con el que se preparaban estos documentos, sumado a su propia naturaleza efímera, provocó que se hayan conservado muy pocos. En el Consejo de Indias los mapas estaban considerados documentos secretos, y los asuntos cosmográficos, secretos de estado.

##### Metalurgia. La amalgama: plata y mercurio
La metalurgia, sobre todo la de la plata, fue especialmente desarrollada a partir del perfeccionamiento del método de la amalgama, que implicaba un uso masivo de mercurio (azogue) para la obtención de metales preciosos a partir del mineral bruto. Fue introducido en Pachuca (México) en 1552 por Bartolomé de Medina, quien decía haberlo aprendido de un alemán llamado Maese Lorenzo. Pedro Fernández de Velasco lo aplicó en el virreinato del Perú (la mina principal era el Cerro de Potosí, en la actual Bolivia) desde 1572, con ciertas mejoras (paso del beneficio del patio al beneficio de cajones). Álvaro Alonso Barba en 1640 abarató el proceso con el denominado beneficio de cazo y cocimiento (en el que se utilizaba sal, piritas de cobre y hierro además del mercurio, gran parte del cual podía recuperarse, además de poder utilizarse con minerales de menor grado de metal). La explotación intensiva de las minas de Almadén en España (en funcionamiento desde la Antigüedad hasta su cierre en 2001) y Huancavelica en Perú (1566) fue esencial para este proceso industrial. En 1633, Lope Saavedra Barba desarrolló en Huancavelica unos hornos de aludeles, que trece años más tarde fueron mejorados por Juan Alonso de Bustamante en Almadén (también se llaman bustamantes o busconiles).

##### Matemáticas y astronomía
En Madrid se fundó, en época de Felipe II, la Academia Real Matemática o Academia de Matemáticas de Madrid (1582, con estatutos redactados en 1584 por el arquitecto y maestro mayor Juan de Herrera). Las matemáticas, como la astronomía, salían así del entorno universitario, poco proclive a las innovaciones, en un proceso que en otras partes de Europa condujo a la Revolución científica (de hecho, un poco más tarde, con academias como la Linceana —Roma, 1603—, la del Cimento —Florencia, 1657— o la Royal Society —Inglaterra, 1660); pero lo accidentado de la vida de la institución madrileña es muestra de lo poco que pudo arraigar o de lo poco receptivo que el medio social español de la época era para recibirla. Matemáticos y astrónomos notables fueron Pedro Ciruelo, Martínez Siliceo, Fernán Pérez de Oliva, Fernando de Córdoba, Pedro Juan Oliver, Pedro Juan Monzó, Pedro Jaime Esteve, Andrés de Lorenzo, Lorenzo Victorio Molón, Miguel Francés, Gaspar Lux, Álvaro Thomás, Pedro Núñez, Antich Rocha, Francisco Sánchez; Pedro Chacón y Juan Salmo —asesores del calendario gregoriano—, Jeroni Muñoz (Libro del nuevo cometa, 1573, sobre la supernova de 1572), Juan de Rojas (elementos del astrolabio, proyección ortogonal), Hugo de Omerique, etc. Joan Roget y Pere Roget (artesanos barceloneses —denominados «hermanos Rogetes» por Juderías), estuvieron entre los primeros constructores de telescopios del mundo.
Aplicados a la descripción geográfica, Pedro Esquivel —Descripción de España cierta y cumplida, 1556—, Relaciones Topográficas de Felipe II, Juan González de Mendoza —libro sobre China, 1585—, Luis Mármol Carvajal —Descripción general de África, 1573 a 1599—.
La disputa de la Cátedra de matemática y astrología de la Universidad de Salamanca, que había quedado vacante en 1576 sin que apareciera ningún candidato idóneo de la propia Universidad, enfrentó a Jerónimo Muñoz, de la Universidad de Valencia, y Rodrigo Zamorano, cosmógrafo de la Casa de Contratación de Sevilla, dando oportunidad a ambos para demostrar su excelencia, con curricula impresionantes, investigaciones y publicaciones actualizadas y reconocidas a nivel internacional.

##### Medicina
El Protomedicato fue instaurado por Carlos V, aunque no como una institución centralizada, pues no pretendía sustituir a los colegios de médicos locales, muy dispersos —como el Colegio de San Cosme y San Damián (Pamplona), que ni siquiera tenía jurisdicción en toda Navarra—. La medicina fue la actividad científica más asentada institucionalmente e implantada por todo el territorio, siguiendo la tradición medieval, anquilosada en una universidad que reproducía los textos de Hipócrates y Galeno sin cuestionarse la teoría de los humores. No obstante hubo quienes intentaron un cambio de paradigma (Miguel Servet) y quienes recibieron las innovaciones anatómicas de Vesalio, la yatroquímica de Paracelso o la teoría circulatoria de William Harvey: Francisco Valles el Divino, Gómez Pereira, Pere d'Olesa; Pedro Gimeno y Luis Collado —valencianos discípulos de Andreas Vesalio, que estuvo en España; Dialogus de re medica, 1549—, Juan de Valverde —divulgador de Servet Historia de la composición del cuerpo humano, 1556—, Gómez Pereira —aproximación al materialismo Antoniana Margarita, 1554—, Miguel Sabuco, Juan Huarte de San Juan —doctrina del ingenio Examen de ingenios para las ciencias, 1575—, Luis Mercado —galenista rígido—, Antonio Ponce de Santa Cruz —paracelsiano—, Benito Daza Valdés o Benito Daza de Vadés —sin formación médica, de profesión notario de la Inquisición, escribió un notable tratado de oftalmología y óptica en 1623, en el que se muestra como receptor de Galileo—, Juan de la Torre y Valcárcel —escolástico, contrario a Harvey—, etc.
La sanidad militar española se desarrolló con la creación de los primeros colegios de cirugía en el siglo XVI: el Hospital naval de Cartagena (para la batalla de Lepanto, –véase Cartagena–) y el Hospital naval de Ferrol (para la Armada Invencible, –véase Ferrol–)

##### Colegio Imperial de la Compañía de Jesús
El Colegio Imperial, fundado por los jesuitas en 1625 (Juan Eusebio Nieremberg, Gemma Cornelli Madriti, Claudio Richardi —Claude Richard o Claudio Ricardo—, Johann Baptist Cysat, Jean Charles della Faille, Hugh Sempill —Hugo Sempilius—, Alexius Silvius Polonus, Francisco Antonio Camassa, Jean Francois Petrey, Jacobo Kresa, etc.) fue denominado sucesivamente Reales Estudios de San Isidro o Seminario de Nobles. En los siglos sucesivos sufrió las vicisitudes que afectaron a la propia Compañía de Jesús.

##### Otras ciencias
Otras ciencias físicas y naturales, de denominaciones y fronteras indefinidas por esa época, fueron cultivadas por autores como Juan Aguilera, Diego de Zúñiga, Diego Pérez de Mesa, Pedro Simón Abril, Jerónimo Pardo y Juan de Celaya —física nominalista en el Colegio de Montaigu de la Universidad de París—, Domingo de Soto, Benito Perea y Francisco de Toledo —tratados de filosofía natural—, Gonzalo Fernández de Oviedo, Nicolás Bautista Monardes, José de Acosta —Historia natural—, Gabriel Alonso de Herrera (agrónomo y naturalista), Bernardo Pérez de Vargas (autor de una De re metallica —1569— influida por la obra homónima de Georgius Agricola —1556), Andrés Laguna (médico, farmacólogo y botánico), Gonzalo Fernández de Oviedo, Francisco Micó, Juan Bautista Monardes, Juan Jaraba, Juan Gil Jiménez.

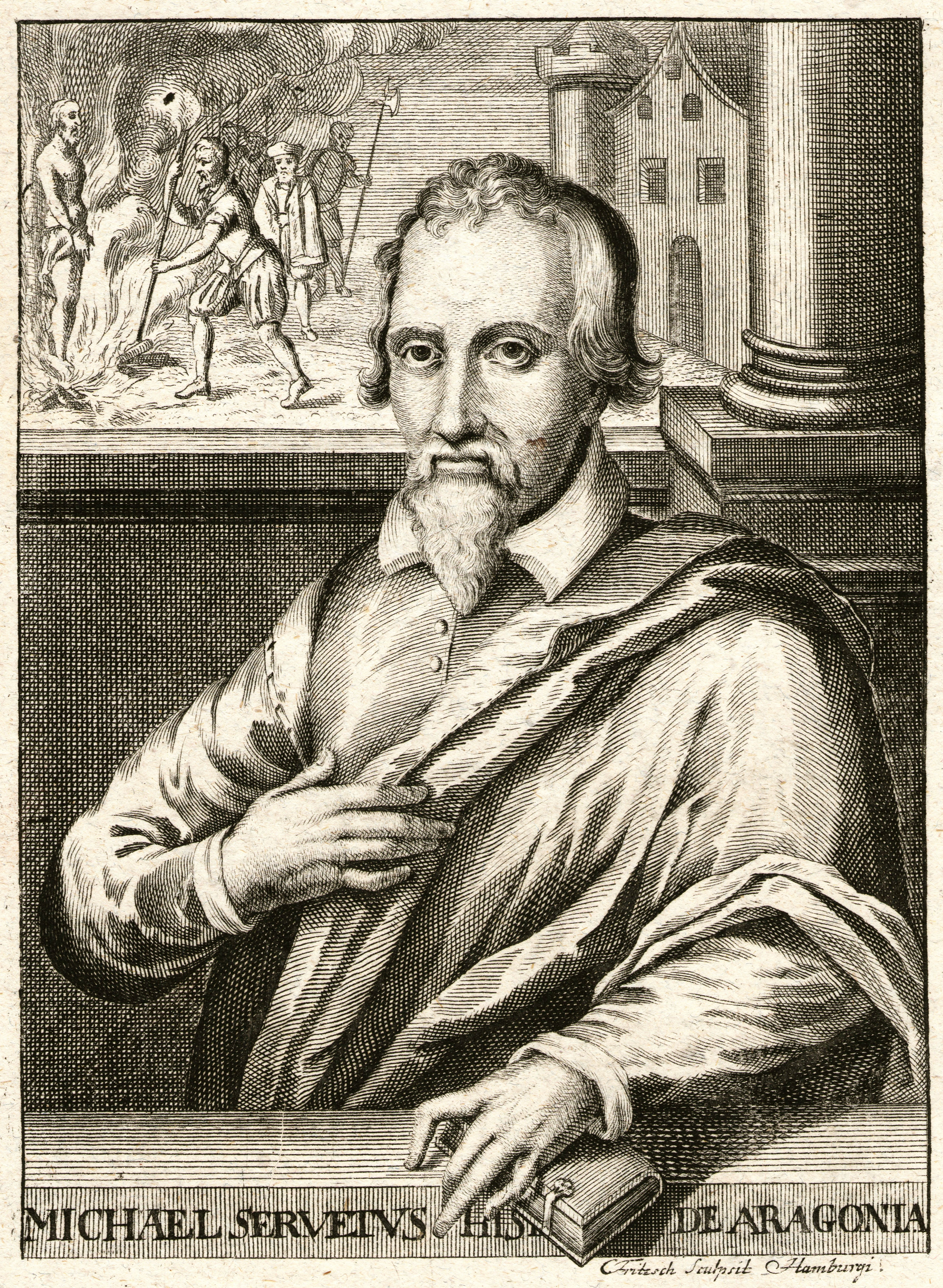
Miguel Servet
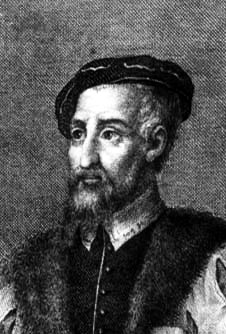
Andrés Laguna
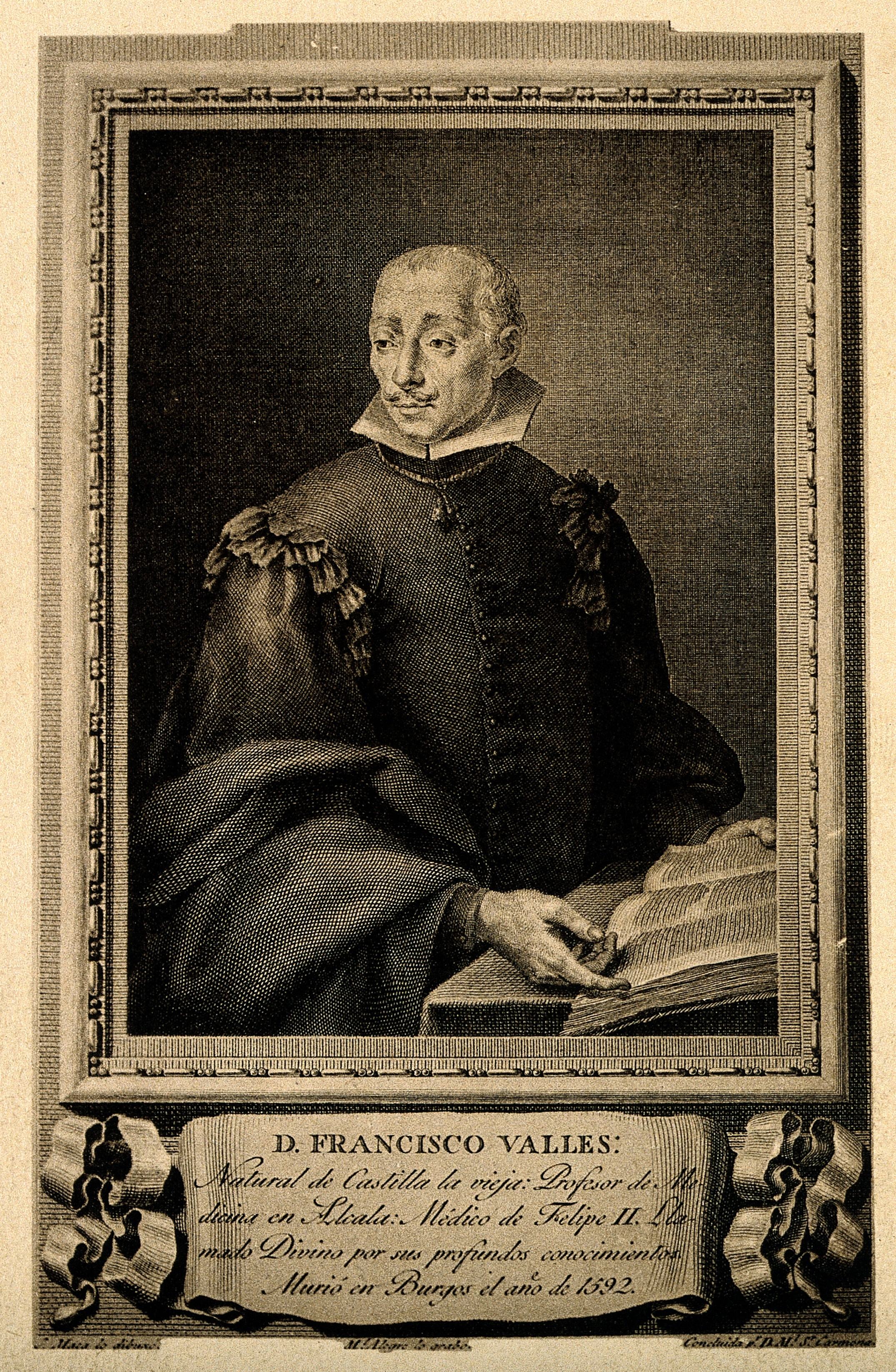
El Divino Valles
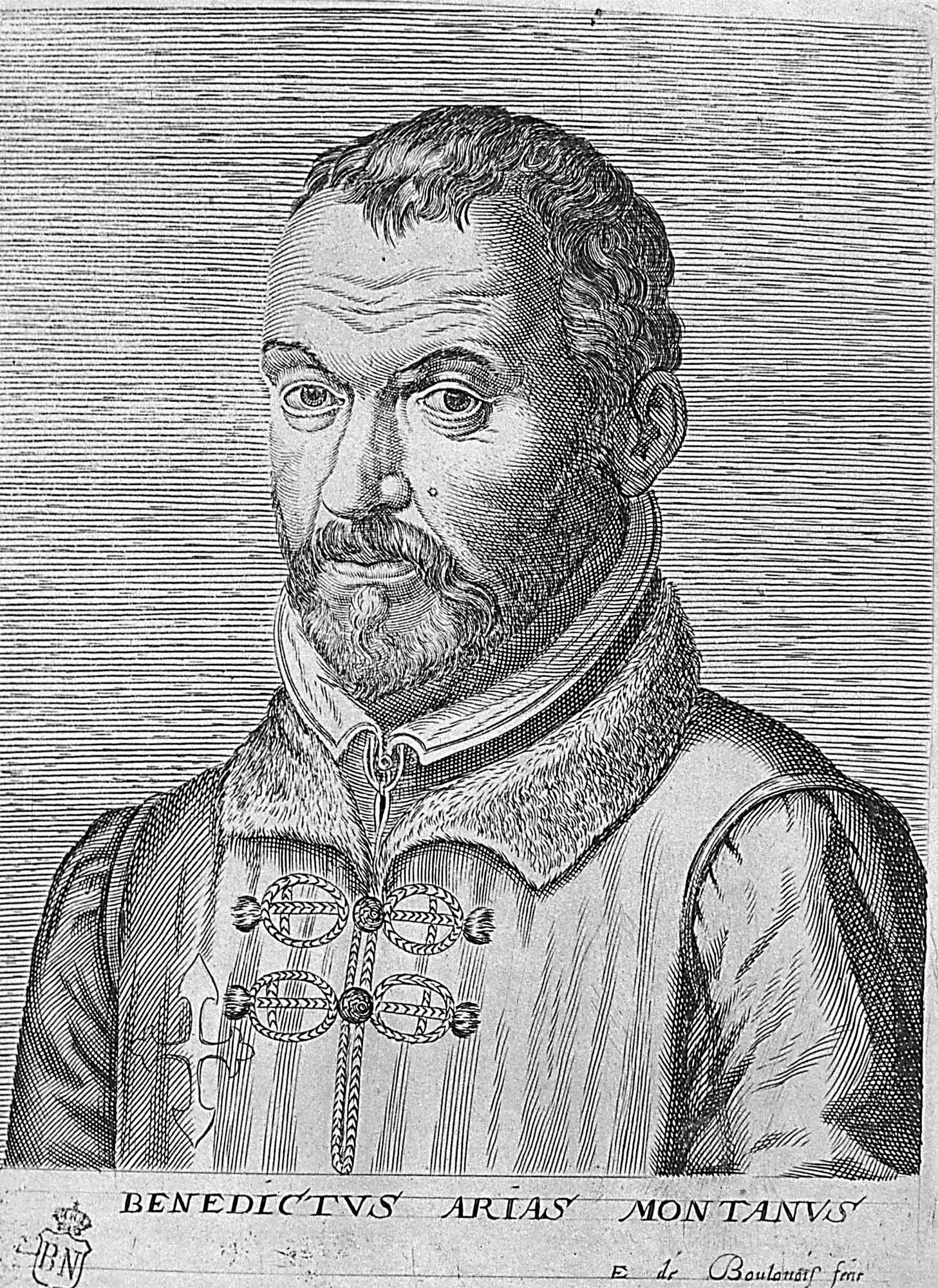
Benito Arias Montano

#### Los novatores
Se considera su hito fundacional la reunión del grupo de novatores de Valencia: Juan Bautista Corachán y Tomás Vicente Tosca en casa de Baltasar Íñigo (1683), en la que surgió la idea de crear una especie de academia matemática que renovara las ideas y las prácticas científicas anquilosadas de la España de su época. De inquietudes similares son personalidades contemporáneas como el matemático y astrónomo Bernardo José Zaragoza (Padre Zaragoza), Isaac Cardoso, Juan Caramuel y Juan de Cabriada, cuya Carta filosófico-médico-chymica (1687) suele considerarse como una especie de manifiesto que resume los propósitos del movimiento.
Otros novatores de esta época serían: Diego Mateo Zapata, Martín Martínez, Vicente Mut, Juan Muñoz y Peralta —Regia Sociedad de Medicina y otras Ciencias de Sevilla—, primero llamada Venerada Tertulia Médica Hispalense y más tarde Real Academia de Medicina y Cirugía de Sevilla: Juan Bautista Juanini —Discurso político y physico, que muestra los movimientos y efectos que produce la fermentación y materias nitrosas, médico de Juan José de Austria—, Crisóstomo Martínez —grabador y microscopista—, Nicolás Francisco San Juan y Domingo —explica por primera vez a Harvey en la universidad de Zaragoza—, Antonio Hugo de Omerique —representante de un grupo de novatores de Cádiz cuyo Analysis geometrica, de 1698, fue elogiado por el propio Newton—, etc.
Otros autores se han considerado como precedentes de los novatores por su temprana cronología, como Pedro Miguel de Heredia («galenista moderado», médico de Felipe IV, autor de un Operum Medicinalium publicado póstumamente en 1688 —murió en 1655), Gaspar Bravo de Sobremonte (receptor de Harvey), Sebastián Izquierdo o Luis Rodríguez de Pedrosa.
A pesar de la conciencia del propio atraso, los novatores se preocuparon de reaccionar contra algunas acusaciones despectivas de científicos extranjeros, como la del médico francés Pierre Régis (calvinista exiliado en Holanda).
El movimiento de los novatores se prolongó en la primera mitad del siglo XVIII, en lo que puede considerarse la primera Ilustración, la Preilustración o la Ilustración anterior a la Enciclopedia: Jerónimo de Uztáriz (Teoría y práctica de comercio y de marina, 1724), Martín Martínez (Anatomía completa del hombre, 1728), Andrés Piquer (Lógica Moderna, 1747) o Mateo Aymerich (Prolusiones Philosophicae, 1756). Incluso se vinculan a ellos los dos grandes científicos militares de ese periodo y que enlazan con el grupo de Cádiz: Jorge Juan y Antonio de Ulloa. En cuanto a la navegación y la construcción naval, la española continuó siendo puntera (Antonio de Gaztañeta).

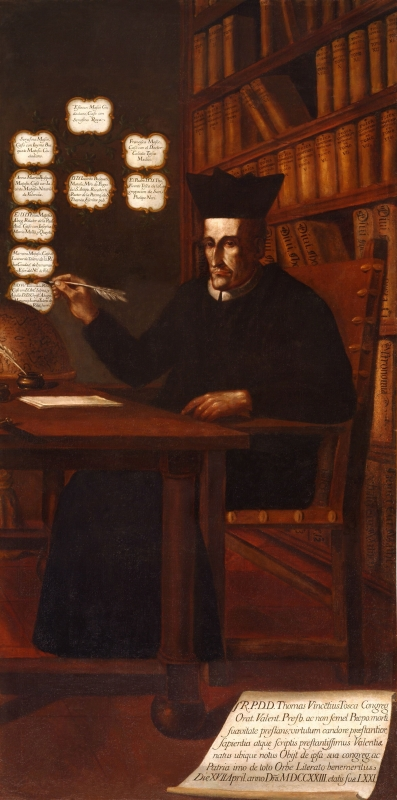
Tomás Vicente Tosca zelosísimo restaurador de los buenos estudios
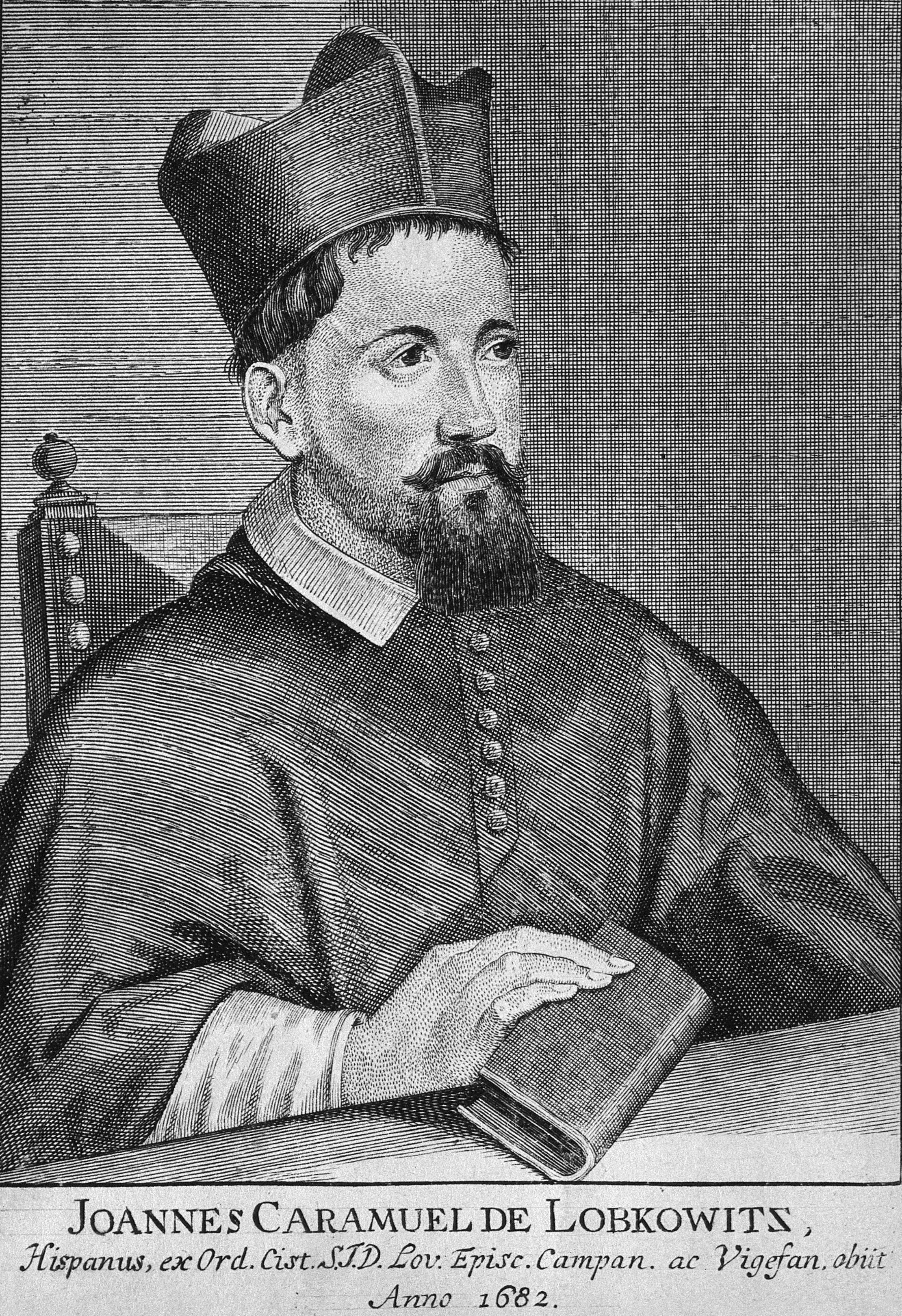
Juan Caramuel
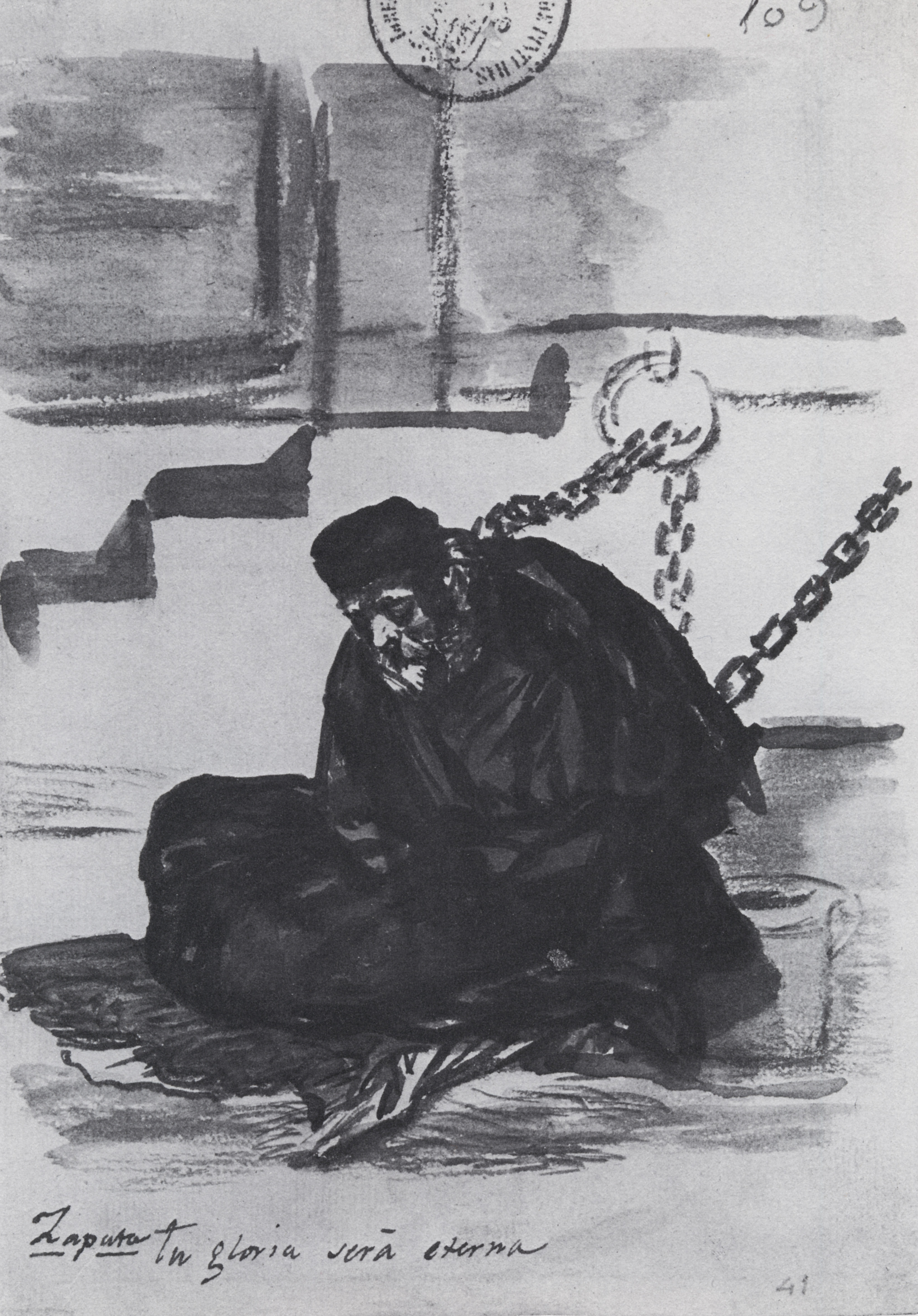
Diego Mateo Zapata, aherrojado en una cárcel de la Inquisición, en un grabado de Goya (Zapata, tu gloria será eterna)

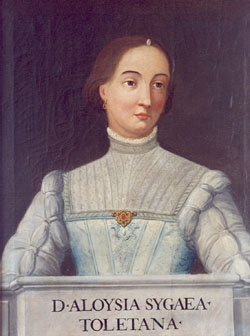
Luisa Sigea

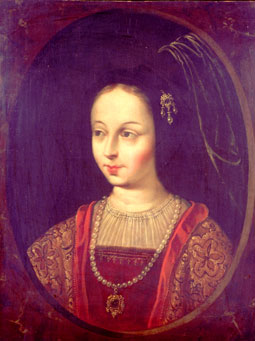
Beatriz Galindo

#### Las mujeres en la ciencia y la cultura del Siglo de Oro español
Se discute si el notable texto Nueva filosofía de la naturaleza del hombre es obra de Miguel Sabuco o de su hija Oliva Sabuco, en cuyo caso estaríamos ante una de las escasas personalidades científicas femeninas de la Edad Moderna.
Otras literatas de fama fueron Beatriz Galindo (la Latina, mujer de confianza de Isabel la Católica que escribía poesía en latín y exhibía conocimientos de teología y medicina —se le atribuyen unos Comentarios a Aristóteles), o Luisa de Medrano, que impartió clases en la Universidad de Salamanca, y en su misma época, la del humanismo renacentista, Francisca Nebrija (hija del gramático), Florencia Pinar, Isabel Vergara, Lorenza Méndez de Zurita o Luisa Sigea (la Minerva, políglota y experta en los clásicos).
La contrarreforma, en buena medida, reorientó la actividad de las mujeres con ambiciones intelectuales al ámbito religioso (santa Teresa de Jesús, sor Juana Inés de la Cruz, sor María de Jesús de Ágreda o Juliana Morella). Menores restricciones tenían las mujeres de la floreciente comunidad sefardí de Ámsterdam, como Isabel Correa.
Más allá del mundo literario, el grado de integración de la mujer en los oficios técnicos, ya de por sí poco documentados, está oculto por la invisibilización general de todo lo que se refiere a la historia de las mujeres, limitándose a su reflejo en personajes ficticios de novelas y obras teatrales y a casos reales tan particulares que suscitaron escándalo o asombro: como el de Elena o Eleno de Céspedes (cirujano condenado por la Inquisición por haberse hecho pasar por hombre, siendo mujer) o Catalina de Erauso (la monja alférez, integrada en el ejército). En las artes plásticas destacan los casos de la italiana Sofonisba Anguissola (que llegó a pintora de la corte española y se le atribuye en la actualidad un retrato de Felipe II antes atribuido a Alonso Sánchez Coello) y de Luisa Roldán ("la Roldana", que llegó a escultora de la corte de Carlos II y Felipe V).

### Ciencia y técnica en la Ilustración española

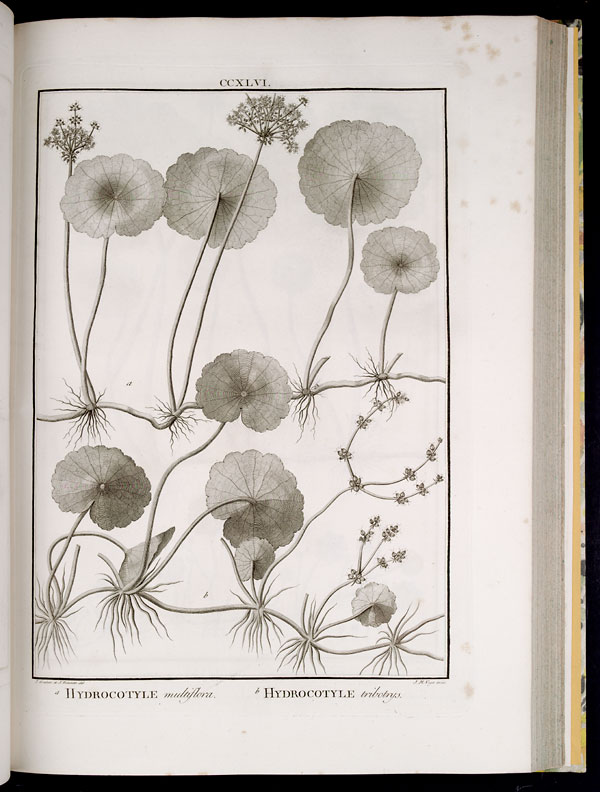
Representación botánica de Hydrocotyle bonariensis e Hydrocotyle tribotrys en Flora Peruviana, et Chilensis : sive, descriptiones, et icones plantarum Peruvianarum, et Chilensium, secundum systema Linnaeanum digestae, cum characteribus plurium generum evulgatorum reformatis, de Hipólito Ruiz y José Pavón (1798-1802).

El explícito título del libro de Jean Sarrailh restringía la Ilustración en España a la segunda mitad del siglo XVIII; y aunque se han producido reivindicaciones de autores más o menos importantes de su primera mitad, no deja de ser reconocido ampliamente que hasta los reinados de Carlos III (1759) y Carlos IV (1788) y el impulso de estadistas como Floridablanca, Campomanes o Jovellanos, no arrancan los programas científicos más ambiciosos, aplicación del nuevo y revolucionario concepto enciclopedista de «progreso» a través de las «ciencias útiles».
A pesar de ello, la primera mitad del siglo presenció la actividad meritoria de figuras aisladas muy prestigiosas, como Benito Jerónimo Feijoo, o la fundación de instituciones de gran proyección literaria (Real Academia, Academia de la Historia) y científica, como la Real Academia Militar de Matemáticas y Fortificación de Barcelona (1720) o la Escuela de Guardiamarinas de Cádiz (1717), de la que saldrían dos de los más importantes personajes del siglo: Jorge Juan y Antonio de Ulloa (Misión Geodésica a Perú, expedición de 1734 coordinada con Francia —La Condamine— para la medición de un grado de meridiano); aunque de la mediocridad general da prueba que una figura tan extravagante como Diego de Torres Villarroel llegara a catedrático de matemáticas de la Universidad de Salamanca.
En cambio, a finales de siglo la conexión entre las instituciones científicas españolas y las europeas eran mucho más habituales; y demostraron ser lo suficientemente atractivas para personalidades extranjeras de la talla de Alexander von Humboldt, cuya extraordinaria expedición a Canarias y América (fragata Pizarro 5 de junio de 1799) se inició con un hecho tan increíble como el descubrimiento de la Meseta Central, al ser el primero en realizar e interpretar correctamente las mediciones altimétricas que le permitieron trazar un perfil topográfico de la península ibérica, de Valencia a La Coruña (no deja de ser significativo, sin embargo, que España no fuera su primera elección o propuesta, gestiones fallidas que realizó previamente en Francia, y que en la corte de Carlos IV halló el entusiasta apoyo del ministro Mariano Luis de Urquijo y la comunidad científica española, encantada de acoger al joven prusiano).
Sin duda, la botánica y la mineralogía fueron las ciencias más destacables en la aportación española a la producción científica puntera de ese periodo. Momentos brillantes fueron los del descubrimiento del wolframio, debido a las investigaciones de Juan José Delhuyar y Fausto Delhuyar; la purificación del platino por François Chavaneau (ambos hechos de 1783, en las cátedras del Real Seminario de Vergara, donde también trabajaba Louis Proust) y el descubrimiento del vanadio en 1801 (que hubiera podido llamarse rionio en honor a Andrés Manuel del Río, catedrático de química y mineralogía del Real Seminario de Minería de la Nueva España —México— dirigido por Fausto Delhuyar). En la botánica, hay que mencionar los estudios sobre la flora de Nueva Granada, realizados por Celestino Mutis, que además fue un notable médico, lingüista e inventor.
No fue menos importante, en este caso para la ingeniería, la apertura del Real Gabinete de Máquinas (1791, a iniciativa de Agustín de Bethencourt y cuya Descripción redactó Juan López Peñalver). Ese gabinete, prometedor resultado de una persistente labor de documentación (o, según se mire, espionaje industrial) en Inglaterra y Francia, sustanciado en una impresionante colección de maquetas e instrucciones para su reproducción a escala; es un buen ejemplo de lo que se repitió como constante en las instituciones científicas españolas de ese periodo: Lo que pudo sobrevivir a la destrucción y dispersión humana y material de la Guerra de la Independencia Española y los sucesivos exilios políticos, no se utilizó; o al menos no aprovechó a la ciencia y técnica en España. En cambio, sí lo hizo en el extranjero: en aquel caso, en su exilio ruso, Bethencourt y el mexicano José María Lanz publicaron un Essay sur la composition des machines (1808) muy divulgado en la educación técnica europea.

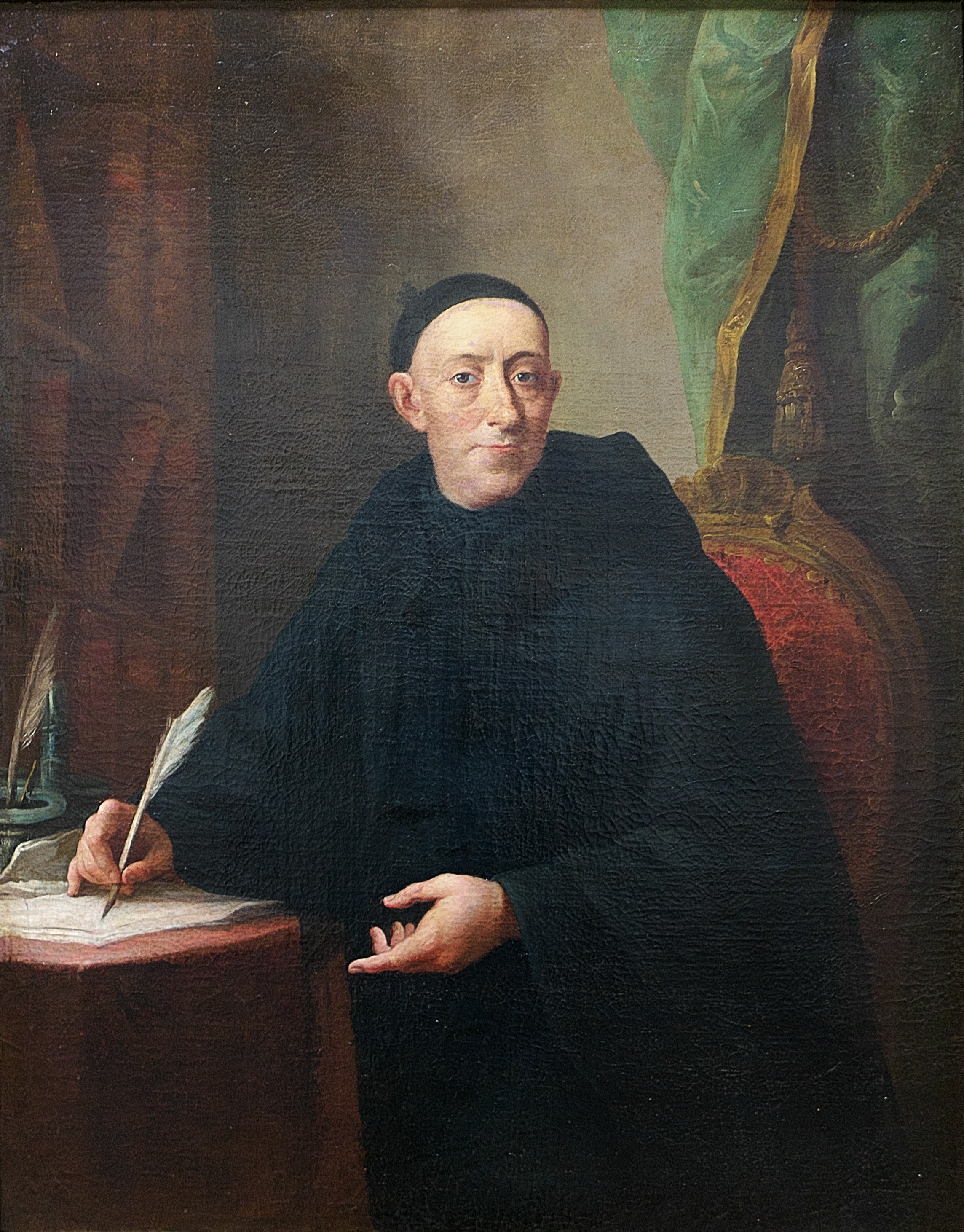
Benito Jerónimo Feijoo
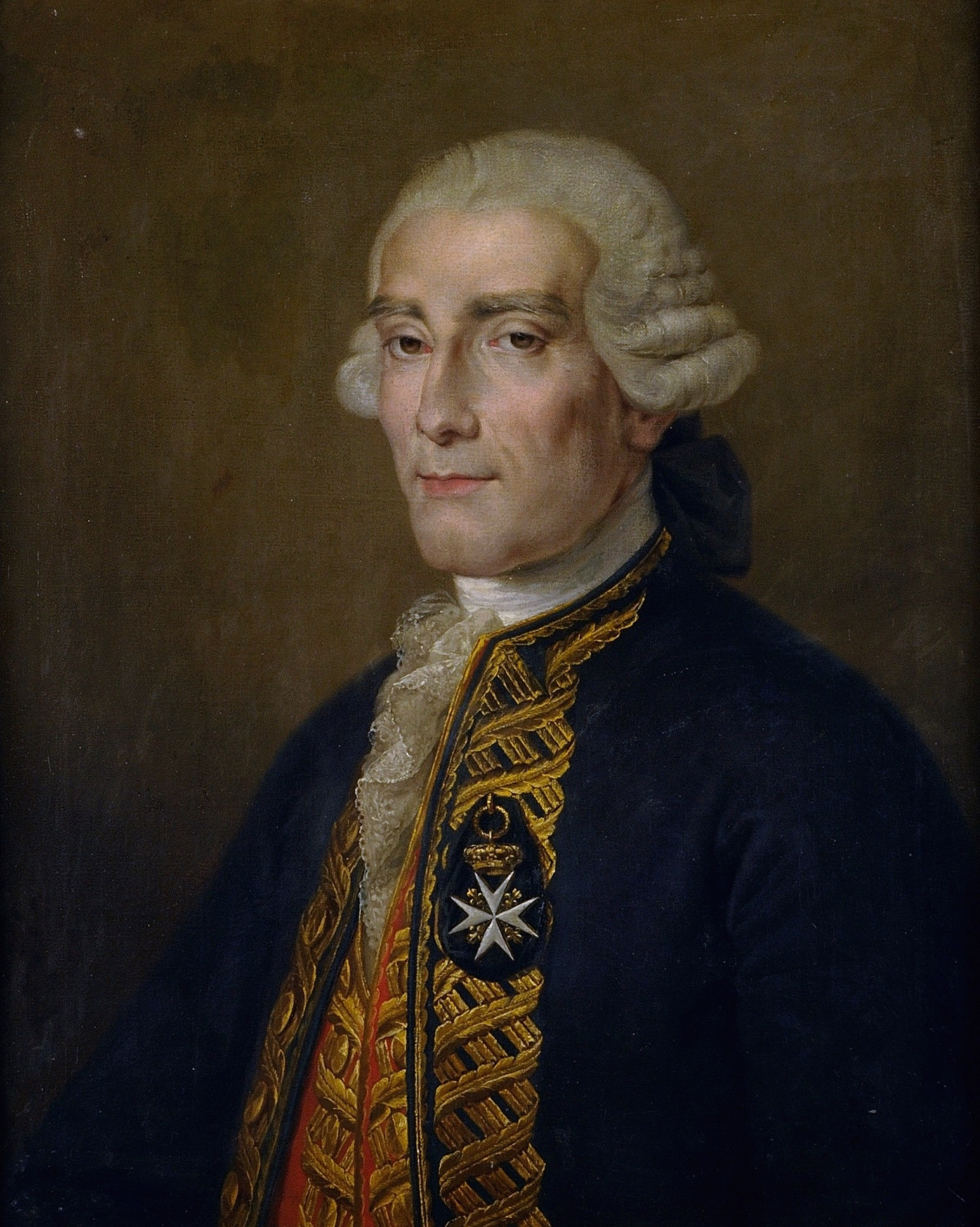
Jorge Juan
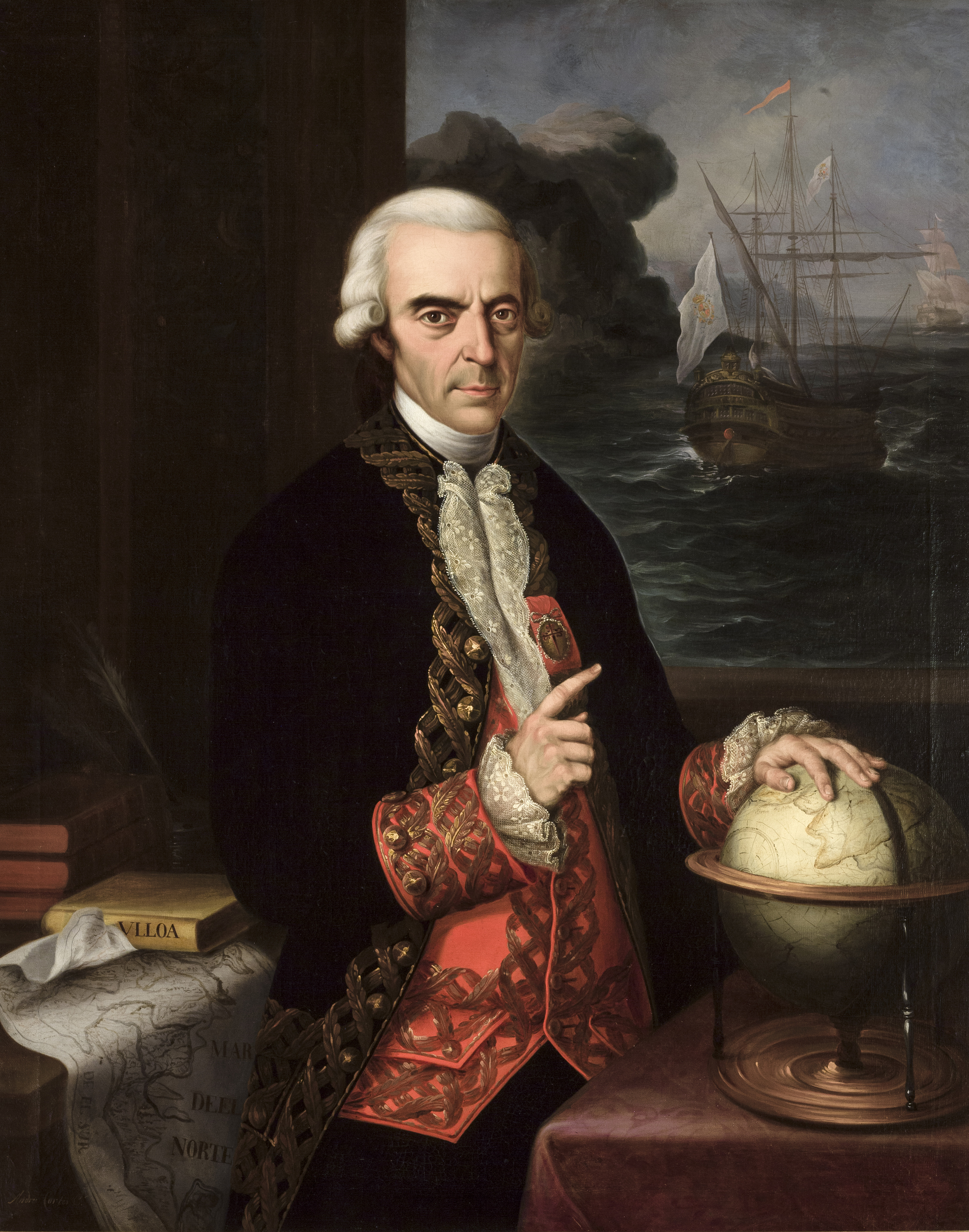
Antonio de Ulloa
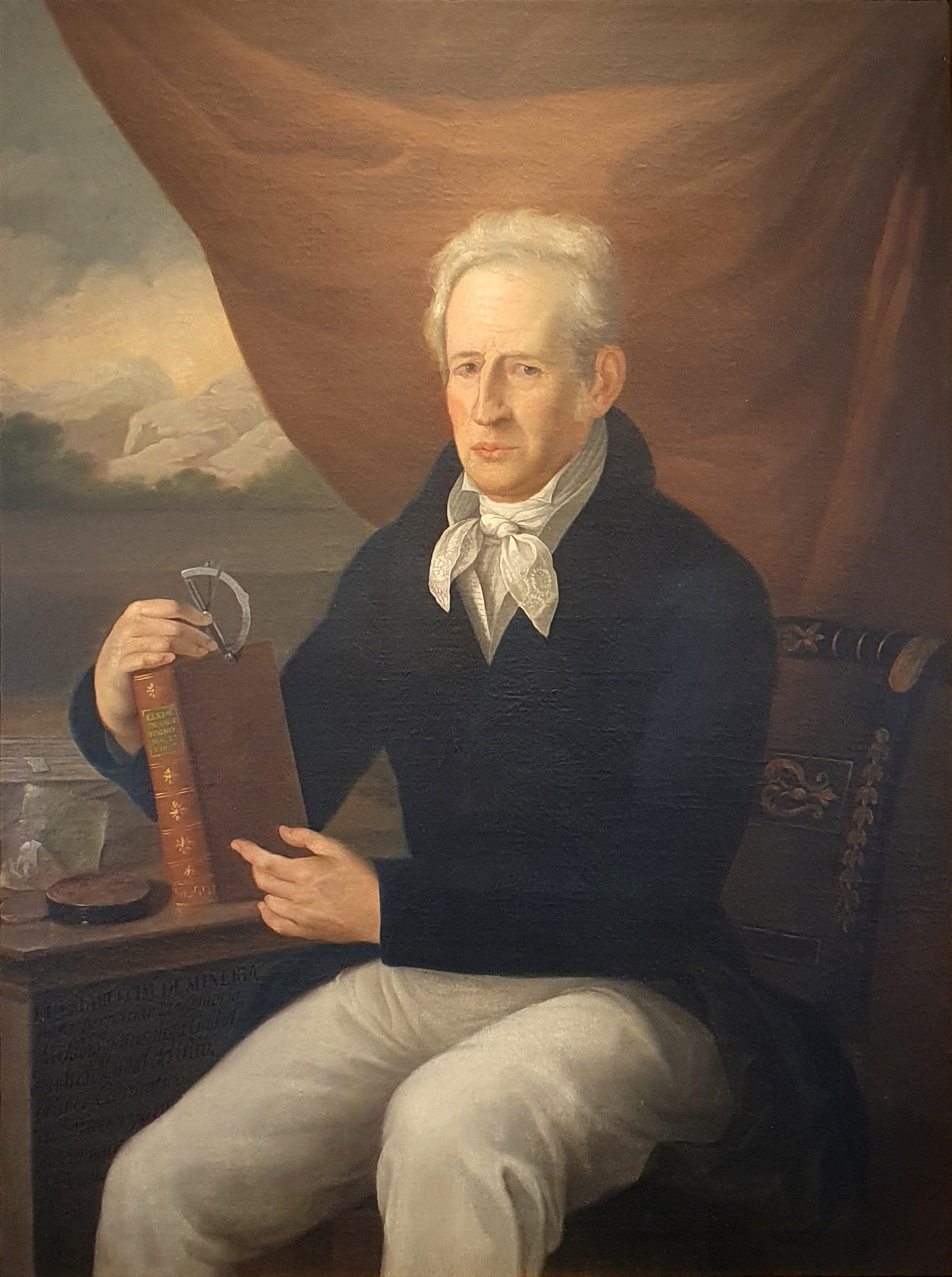
Andrés Manuel del Río
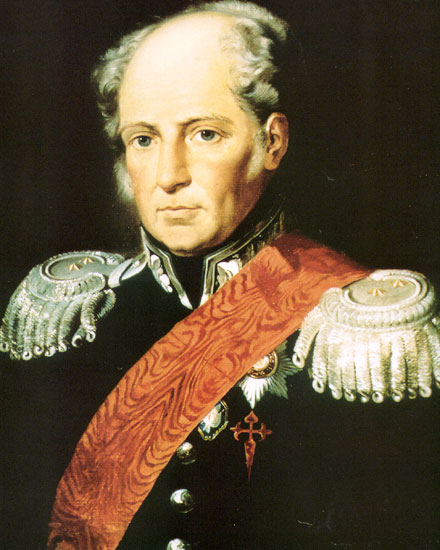
Agustín de Betancourt

- Científicos de la Primera Ilustración: Los novatores que habían iniciado su renovación de la ciencia española en las últimas décadas del siglo XVII, continuaron su actividad en la primera mitad del siglo XVIII, en campos como astronomía y matemáticas (Tomás Vicente Tosca, Juan Bautista Corachán, Francisco Cerdá y Rico) y medicina (Andrés Piquer y médicos catalanes —Gaspar Casal Julián, Pedro Virgili, Antonio Gimbernat y Arbós, Francisco Salvá, Francisco Santpons). Desde otras trayectorias se incorporaron figuras como Benito Jerónimo Feijoo o Gregorio Mayans.
- Científicos de la Ilustración de mediados del siglo XVIII: Jorge Juan y Antonio de Ulloa, que representaron la parte española de la ya citada Misión Geodésica a Perú, desarrollaron una importante actividad en Cádiz: Escuela de Guardiamarinas, Asamblea Literaria Amistosa (compuesta por el médico Pedro Virgili, el geógrafo Vicente Tofiño de San Miguel, Louis Godin director del Observatorio Astronómico). Publicaron diversas obras matemáticas Benito Bails (Elementos de Matemáticas, 1772), José Chaix Isniel (Instituciones de cálculo diferencial e integral). En otras ciencias destacaron Lorenzo Hervás y Panduro, Andrés Piquer, etc.
- Científicos de la Ilustración de finales del siglo XVIII: Agustín de Pedrayes (maestro de matemáticas de la Real Casa de Caballeros pajes de su Majestad —institución fusionada con el exjesuita Seminario de Nobles en 1786— y autor de un Nuevo y uniersal método de cuadraturas determinadas, 1777) y Gabriel Císcar representaron a España en el Congreso Internacional de París (1799) que impulsó el sistema métrico decimal, y se atribuye a Pedrayes (el sabio español) la propuesta de procedimiento de medición del meridiano de Dunkerke a Barcelona, cuya subdivisión (la diezmillonésima parte del cuadrante) dio lugar a la primera definición del metro. Juan Manuel Munárriz (discípulo de Proust, traductor de Lavoisier) desarrolló la purificación del cristal de tártaro. Andrés Manuel del Río (Elementos de Ortognosia, 1800). Juan Pablo Canals (tintes, granza —le hicieron marqués de la Vall-Roja—), Dionisio Alcalá Galiano, etc.
- Geógrafos: Isidoro de Antillón y Marzo, Tomás López, Vicente Tofiño, etc.
- Economistas: si bien el mercantilismo europeo se había iniciado con el arbitrismo español de los siglos XVI y XVII; en la primera mitad del siglo XVIII fue el colbertismo francés, llegado con la dinastía borbónica en 1700, la corriente económica más prestigiosa en España. El marqués de Ensenada (Única contribución vinculada a su «Catastro», 1749) efectuó una propuesta más bien cercana a la fisiocracia (aunque anterior al Tableaux de Quesnay —1758). El liberalismo económico desarrollado por Adam Smith (La riqueza de las naciones, 1776) fue recibido con prontitud en España y desarrollado por los ilustrados de finales de siglo; poco después sería la obra de Jean Baptiste Say.[102] Véase Jerónimo de Uztáriz, López Peñalver, Nicolás de Arriquibar, Pedro Rodríguez Campomanes, Gaspar Melchor de Jovellanos, Francisco Cabarrús, Eugenio Larruga, Valentín de Foronda, Antonio de Capmany, Vicente Alcalá Galiano, Álvaro Flórez Estrada, etc.
- Botánicos y naturalistas: Pehr Löfling, Cristóbal Vélez, José Minuart, José Ortega, José Quer (Jardín Botánico de Madrid, Flora española 1762-1784), Esteban y Claudio Boutelou, Simón de Rojas Clemente y Rubio (Jardín Botánico de Sanlúcar, 1806), Miguel Barnades (Principios de botánica, maestro de Mutis), Casimiro Gómez Ortega (miembro de la tertulia de la Fonda de San Sebastián, traductor de Linneo y autor de Tablas botánicas y Curso elemental de botánica), Antonio José Cavanilles, Francisco Pérez Bayer, Juan Bautista Muñoz (Observaciones sobre la historia nautural valenciana, Materiales para la historia de la botánica, Icones et descriptiones plantarum). José Celestino Mutis, Félix de Azara, Jordán de Asso, etc.[103]

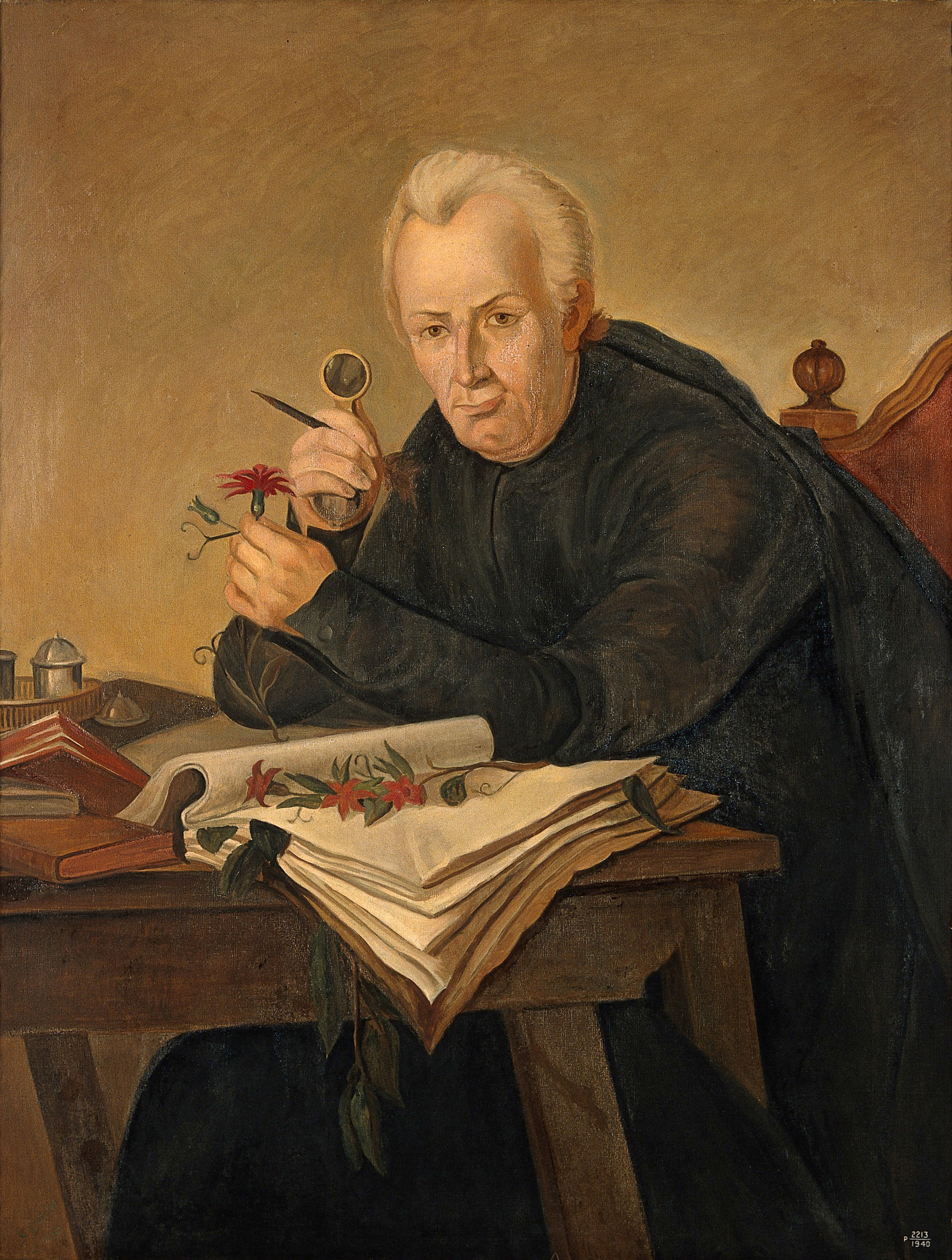
José Celestino Mutis
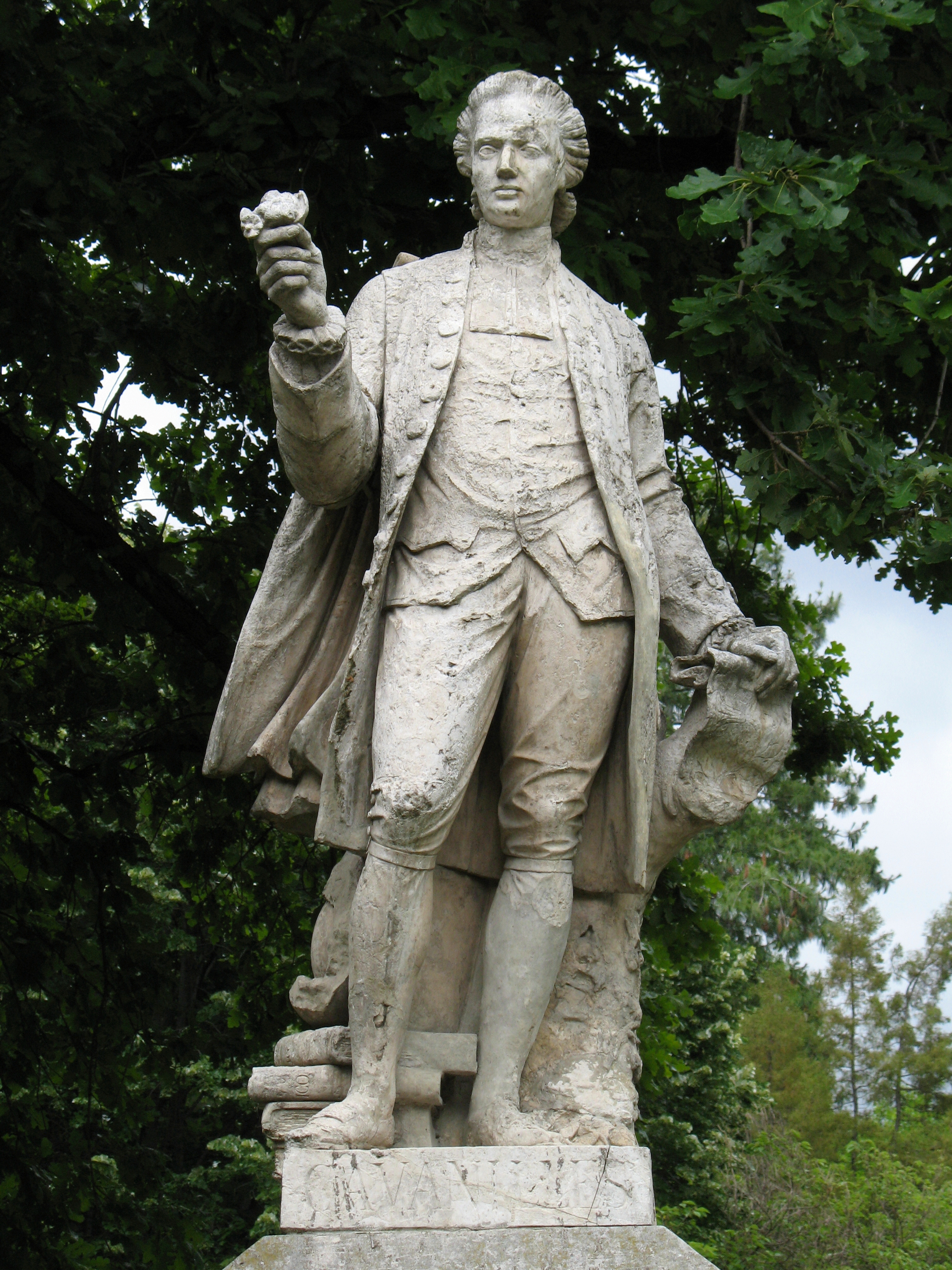
Antonio Cavanilles, estatua del Real Jardín Botánico de Madrid, que cuenta con una galería de botánicos ilustres
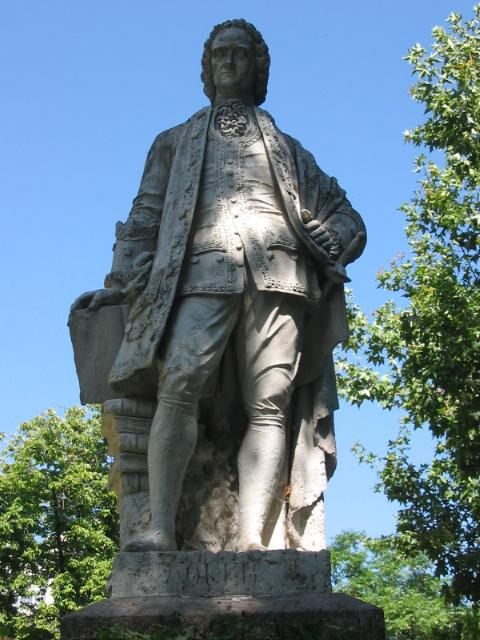
José Quer, en el Botánico de Madrid
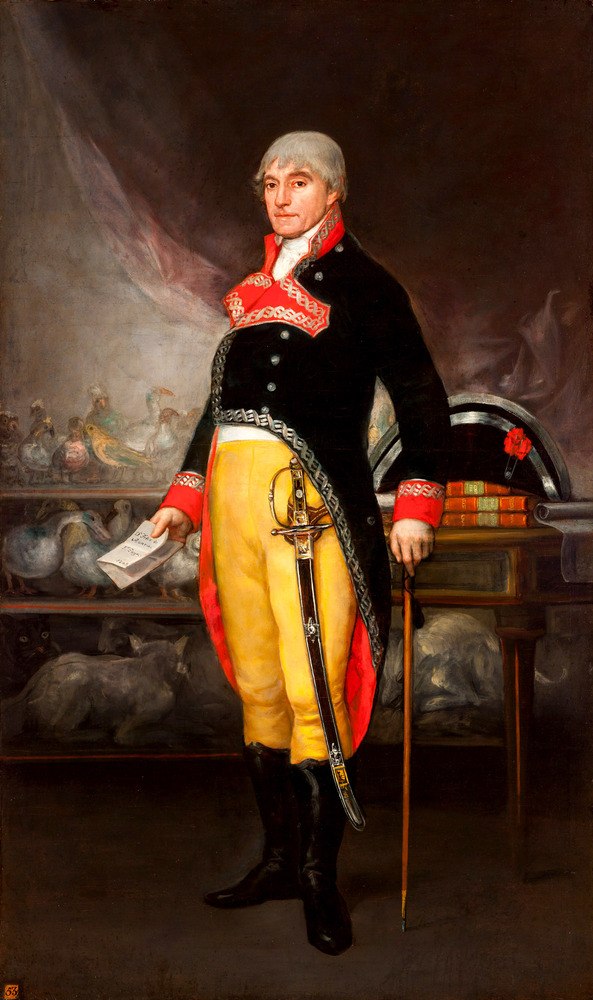
Félix de Azara, por Goya

#### Instituciones científicas y técnicas de la Ilustración española

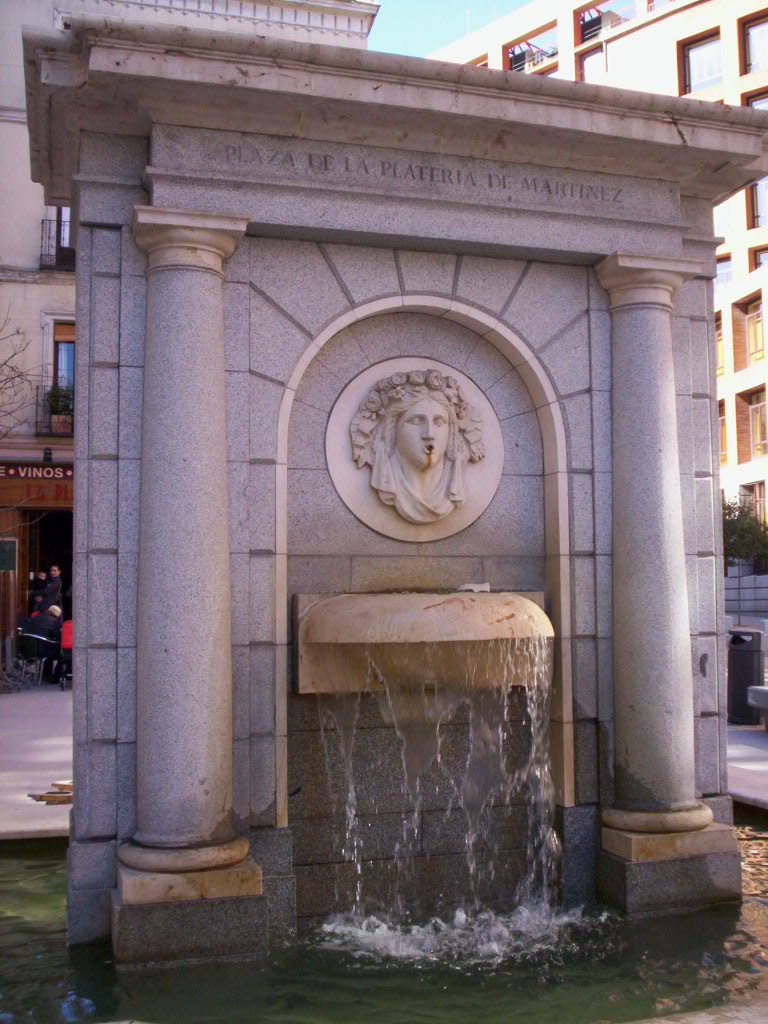
Fuente en la plaza de la Platería de Martínez, donde en el se encontraba esa importante institución madrileña, frente al Jardín Botánico y el edificio proyectado como sede del Real Gabinete de Historia Natural (finalmente asignado al Museo del Prado). A pocos metros al sur, en Atocha, se levantaron instituciones médicas y de enseñanza de la medicina (Hospital de San Carlos); y detrás del Botánico, en el Retiro, el Observatorio Astronómico y la Fábrica de Porcelana del Buen Retiro. Una impresionante concentración de instituciones científicas e industriales punteras, que sufrió una devastadora destrucción durante la Guerra de Independencia (1808-1814).

Las manufacturas reales o Reales Fábricas (una de las aportaciones del mercantilismo borbónico de inspiración colbertista desde la época de Felipe V) producían todo tipo de productos, especialmente de lujo (cristal —La Granja—, porcelana, tapices, relojes —en Madrid) y estratégicos (armamento –La Cavada–, pólvora), pero también de consumo masivo (paños —Guadalajara, Brihuega, San Fernando de Henares—, hilados de algodón —Ávila y Barcelona, que estuvo en el origen del desarrollo textil catalán posterior), especialmente en el caso de los estancados con criterios monopolísticos (tabaco, aguardiente, naipes). A iniciativa de Juan de Goyeneche se fundaron las fábricas de Nuevo Baztán (funcionaron entre 1710-1778). Otras iniciativas locales se centraron en la cerámica, como la del marqués de Sargadelos (cerámica de Sargadelos) o la del conde de Aranda (Alcora).
Gran trascendencia tuvieron varias instituciones militares: la Escuela de Guardiamarinas de Cádiz (1717, que también acogió el Real Instituto y Observatorio de la Armada, 1797 —publicando Efemérides astronómicas o Almanaque náutico desde 1791) y la Academia de Artillería de Segovia (1763, que contó con Louis Proust para enseñar química y metalurgia entre 1786 y 1799). Previamente se habían creado en 1722 escuelas de matemáticas para artilleros en Barcelona (que acogía una Academia Militar de Matemáticas y Fortificación desde 1720, con subsedes situadas en Orán y en Ceuta), Pamplona, Badajoz y Cádiz. Ingenieros militares como el italiano Francesco Sabatini tuvieron una gran presencia en todos los ámbitos de la producción intelectual, incluyendo la cultura y el arte.
No menos trascendencia tuvieron las instituciones mineralógicas, como la Real Academia de Minas de Almadén (1777) y el Instituto Asturiano de Náutica y Mineralogía de Gijón (iniciativa de Gaspar Melchor de Jovellanos, 1794).
Las Reales Sociedades Económicas de Amigos del País se difundieron por toda España siguiendo el ejemplo de la Bascongada (1765, Xavier María de Munibe e Idiáquez, conde de Peñaflorida). Gran importancia tuvo el Seminario Patriótico de Vergara (que utilizó la sede del antiguo Colegio de los jesuitas en esa localidad —expulsados en 1767). Fueron profesores en él Louis Proust, los hermanos Elhúyar, Miguel de Lardizábal y Félix María de Samaniego. Entre sus alumnos estuvo Martín Fernández de Navarrete.
Se intentó paliar la ausencia de ríos navegables (una de las causas principales de las dificultades de comunicación interior que imposibilitaban la formación de un verdadero mercado nacional, a diferencia de Inglaterra o Francia) con canales artificiales como el canal de Castilla (en estudio desde el siglo XVI, e iniciado en 1753), el canal Imperial de Aragón (1776-1790, Ramón Pignatelli, al que se agregó el medieval canal de Tauste) y el canal del Guadarrama (ambiciosísimo proyecto del ingeniero francés Carlos Lemaur —1785— que habría incluido la presa más alta de Europa —presa del Gasco— y que no se completó).
Madrid, sede de la Corte, acogió un considerable número de instituciones de altísimo nivel: el Real Jardín Botánico (1755), la Casa de la platina (o Laboratorio de la platina, 1757, dirigida posteriormente por François Chavaneau), el Real Gabinete de Ciencias o Gabinete de Historia Natural (1772, dirigido por José Clavijo y Fajardo y luego por Eugenio Izquierdo, iniciado a partir de la colección de Pedro Franco Dávila y precedente del actual Museo Nacional de Ciencias Naturales), la Real Escuela de Mineralogía de Madrid (Laboratorio Real de Madrid o Laboratorio de Química Metalúrgica, Chavaneau, 1787; en él Pedro Gutiérrez Bueno desarrolló su Curso de química, teórico y práctica, para la enseñanza del Real Laboratorio de Química de esta Corte, 1788), la Platería Martínez (Real Escuela de Platería y Máquinas, 1778), el Colegio de Cirugía de San Carlos (1787), el Real Observatorio del Retiro (1790) y el citado Gabinete de Máquinas de Bethancourt, que también fue responsable de la creación de la Escuela de Caminos y Canales (1802). Es también en Madrid donde se comenzaron a publicar los Anales de Historia Natural, que suele considerarse la primera revista científica española (1799, Domingo García Fernández y Antonio José de Cavanilles); aunque Louis Proust había sacado con anterioridad dos Anales del Real Laboratorio de Química de Segovia (1791 y 1795), donde publicó textos científicos trascendentales resultado de sus investigaciones (entre otros, la formulación implícita de la Ley de las proporciones definidas, debatida posteriormente por Berthollet y Berzelius y que estuvo en el origen de la teoría atómica de Dalton).
La sanidad militar española continuó su desarrollo con los Reales Colegios de Cirugía: Real Colegio de Cirugía de la Armada (Cádiz), Colegio de Cirugía de Barcelona o Real Colegio de Cirugía de Barcelona (véase Antonio Gimbernat y Arbós y Pedro Virgili), Colegio de Cirugía de San Carlos (Madrid), Colegio de Medicina y Cirugía de San Fernando (Lima) (véase Facultad de Medicina Humana "San Fernando" (UNMSM)); que persistieron hasta 1843, cuando se suprimieron los Reales Colegios y se transforman en Facultades de Ciencias Médicas (véase José Benjumeda y Gens).

#### Expediciones españolas del «Siglo de las Luces»

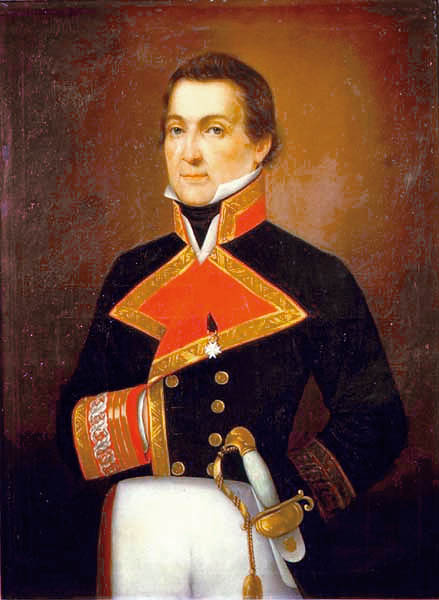
Alejandro Malaspina

Después de la citada expedición de La Condamine, Jorge Juan y Antonio de Ulloa para la medición del meridiano, se abrió un periodo excepcional, en que las expediciones españolas se organizaron con criterios tanto científicos como estratégicos. En el último cuarto del siglo XVIII se hizo evidente que la continuidad (y en su caso el incremento) del Imperio, frente a la competencia de otras potencias y de los nacientes particularismos criollos en América, exigía un programa expedicionario de dimensiones globales, que incluyó estudios científico paralelos a la demostración de la capacidad de presencia naval.
La expedición de Alejandro Malaspina (1789-1794, José Bustamante, cartógrafo Felipe Bauzá, naturalistas Tadeo Haenke, Luis Née y Antonio Pineda, pintores José Guío, José del Pozo, Fernando Brambila, Juan Ravenet y Tomás de Suria) cuyos problemas políticos con Godoy provocaron la incautación y olvido de sus materiales recopilados, que no condujeron a ningún resultado prácticos en España; tuvo un triste destino que, por una circunstancia o por otra, fue compartido por buena parte de los hallazgos de las expediciones de la época, lo que indica la escasa receptividad que la sociedad y el sistema productivo español tenía hacia innovaciones y descubrimientos, hecho mucho más decisivo que la cambiante voluntad de los gobiernos ilustrados que los impulsaban o el entusiasmo de los científicos que los emprendían. Al menos una de estas expediciones sí tuvo un éxito indiscutible: la expedición de la vacuna de Francisco Javier Balmis (1803-1806, José Salvany).

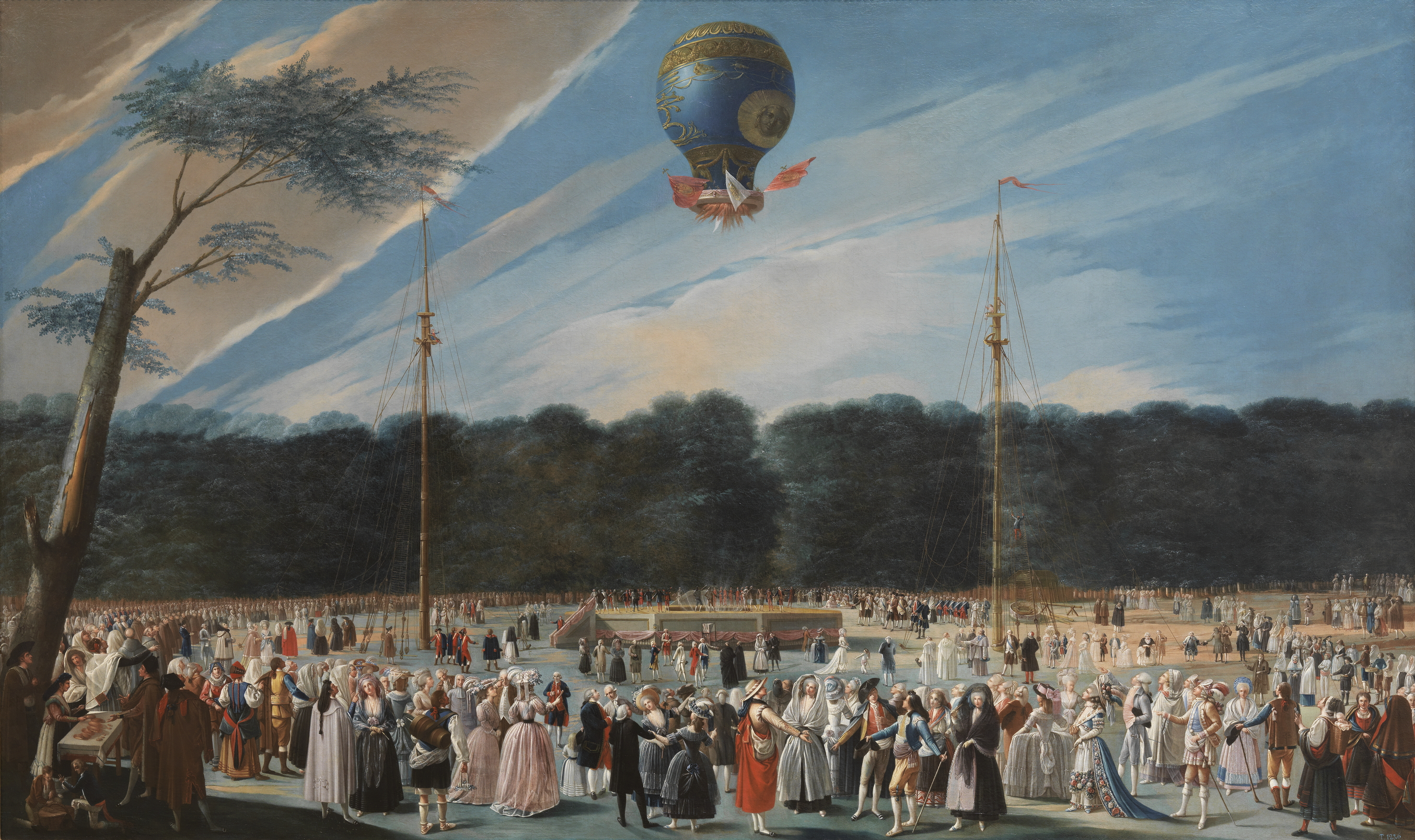
Antonio Carnicero, Ascensión de un globo Montgolfier en Aranjuez, 1784. El 5 de junio de 1784 se produjo este espectáculo en los jardines de Aranjuez, a cargo del francés Charles Bouché. No obstante, se discute si podría representar una ascensión similar que tuvo lugar el 23 de noviembre de 1783 en El Escorial, por el marqués d'Arle y Pilastre de Rozier.

#### Inicios de la aeronáutica
Aunque ya en el siglo IX el andalusí Abbás Ibn Firnás había efectuado pruebas aeronáuticas desde torres en Córdoba (con artefactos no muy distintos a los precedentes del paracaídas y de los planeadores y alas batientes que diseñó Leonardo da Vinci en torno a 1500); no es sino a finales del siglo XVIII que se documentan experiencias significativas en ese ámbito. La aerostación llegó a España por imitación del globo francés Montgolfier de 1783. Tales fueron las experiencias del infante Gabriel en Aranjuez y Madrid, de Charles Bouche en Valencia, de Francesc Salvà i Campillo en Barcelona (médico y físico, que experimentó la aplicación de la electricidad a la telegrafía e inició la serie de observaciones meteorológicas más antigua de España), y algunos otros: Vicente Lunardi, José Campello, Antonio Gull y Rogell. Pocos años más tarde Diego Marín Aguilera, un agricultor autodidacta con inquietudes mecánicas, se convirtió en uno los precursores de la aviación por lograr un vuelo de más de 300 metros al lanzarse junto con su artilugio desde el castillo de Coruña del Conde (1793).

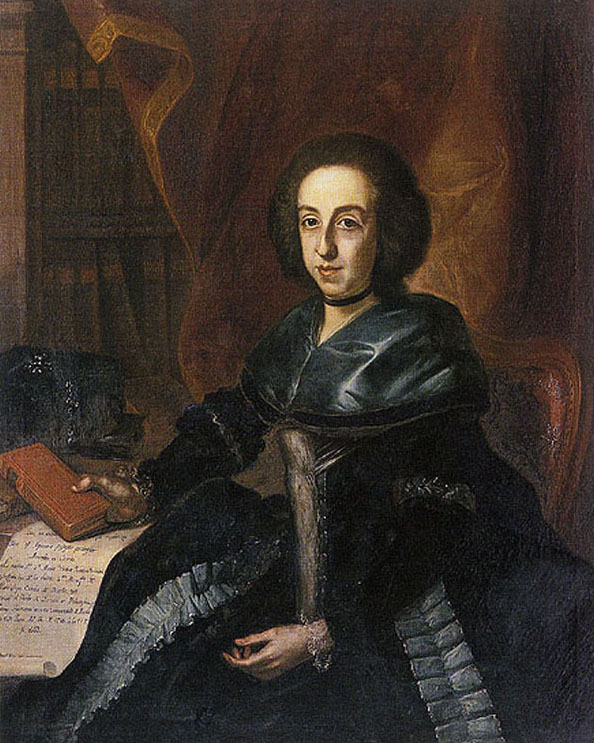
Isidra de Guzmán, entre libros, luce sobre su vestido una muceta, símbolo de su condición doctoral.

#### Las mujeres en la Ilustración española
Alcalá acogió el primer caso de una mujer universitaria: la doctora de Alcalá María Isidra de Guzmán y de la Cerda, a la que la protección de Carlos III allanó toda posible oposición a que alcanzase (en 1785, con 17 años) los títulos de doctora y maestra en la Facultad de Artes y Letras humanas, catedrática de Filosofía, conciliadora y examinadora; además de ser admitida en la Real Academia Española. No obstante, esta excepción no significó ninguna variación en la rígida exclusión de la mujer en el ámbito universitario hasta el siglo XX.
María Andrea Casamayor y de la Coma, educada con los escolapios, escribió dos libros de artimética aplicada y metrología (Tirocinio aritmético, 1738; y El para sí solo, divulgado a su muerte en 1780), lo que la convierte en la primera matemática española, o al menos la primera con obra publicada.
Josefa Amar y Borbón defendió la capacidad de las mujeres para las letras y la necesidad de una educación femenina para el progreso del intelecto y la autonomía moral en términos puramente ilustrados (el logro de la felicidad). A imitación de Francia, los salones dirigidos por mujeres aristocráticas, sobre todo después del impacto revolucionario francés de 1789, pasan a ser tertulias donde todos los temas, incluidos los científicos, son escrutados a la luz de la razón y la crítica, y las mujeres «salen a la calle, a enterarse, a leer», y se incorporan a las academias y sociedades ilustradas.

## Ciencia y técnica en la Edad Contemporánea española: el «fracaso» de la Revolución Industrial

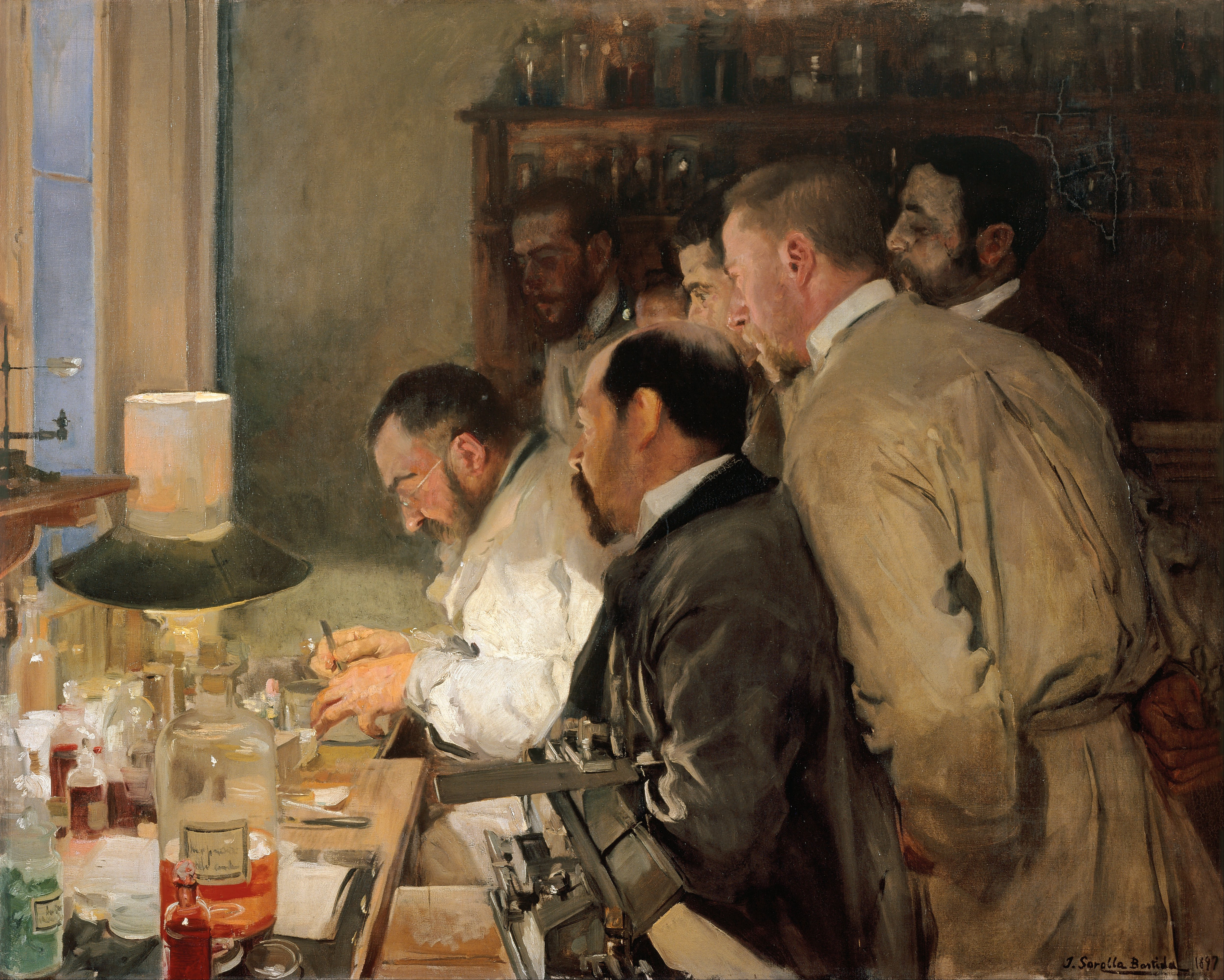
Una investigación (1897), obra de Joaquín Sorolla.

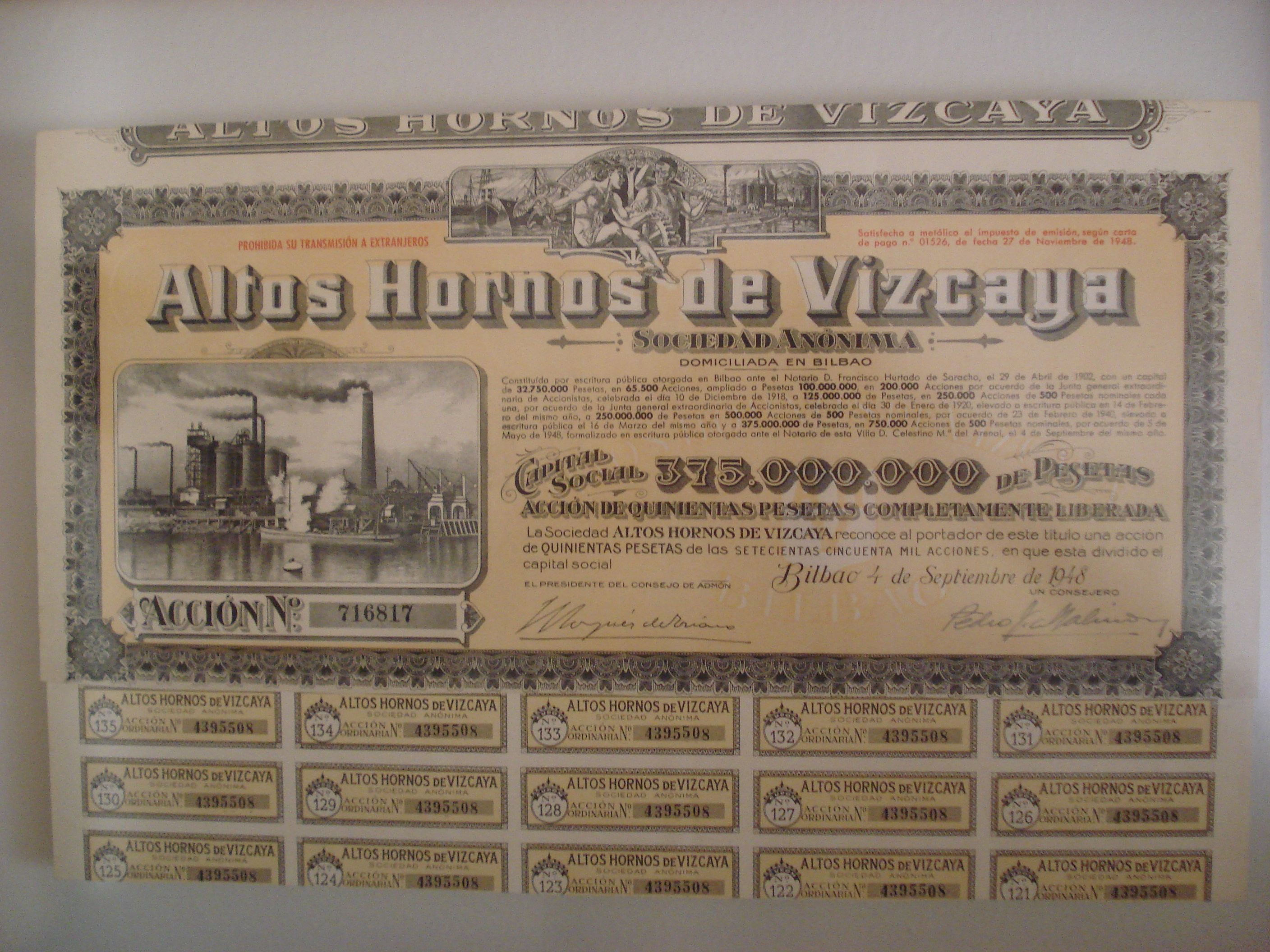
Acción de Altos Hornos de Vizcaya.

La Revolución industrial es la manifestación tecnológico-productiva de los cambios revolucionarios con que se abre la Edad Contemporánea: en lo político-ideológico la revolución liberal y en lo social la revolución burguesa; mientras que en lo científico (en principio, y hasta finales del siglo XIX, no conectado plenamente en un sistema que imbricara ciencia, tecnología y sociedad —CTS) se desarrollaban las consecuencias y aplicaciones del paradigma newtoniano (hasta que encontró sus límites que exigieron la revolución einsteniana de comienzos del siglo XX).
Para España, la Revolución Industrial se ha calificado, según la provocativa tesis de Jordi Nadal, de un fracaso. La Edad Contemporánea en España se inicia con la Guerra de Independencia Española, que, en medio de gravísimas consecuencias para el tejido productivo, la ciencia y la tecnología, manifestó de forma violenta en lo económico, social y político la preexistente crisis del Antiguo Régimen; y se continuó con la Guerra de Independencia Hispanoamericana y una serie ininterrumpida de guerras civiles y golpes de estado. Lo trascendental de todo ello para la ciencia y la tecnología españolas fue lo que implicó de atraso relativo frente a los países más avanzados de Europa, y que puede medirse en un siglo. Mientras que en la mayor parte de éstos la crisis del Antiguo Régmien se cerrará con la revolución de 1848 (o para otros con la Primera Guerra Mundial, 1914-1918), en España seguirá teniendo pervivencias hasta el franquismo, superada la mitad del siglo XX.
Provenientes de las polémicas entre afrancesados y castizos del siglo XVIII, a lo largo de todo el siglo XIX y la primera mitad del XX se sucedieron continuas polémicas entre las élites ilustradas y las élites reaccionarias (que tildaban a sus rivales de representar la Anti-España), y que tuvieron en el pro y anti-darwinismo uno de sus aspectos más significativos: la Circular de Orovio (1875, por el marqués de Orovio, ministro de Fomento del recientemente implantado gobierno de la Restauración borbónica), que impedía la difusión de ideas contrarias al catolicismo, suprimiendo la libertad de cátedra hasta entonces vigente, fue desafiada por Augusto González Linares, que exponía desde su cátedra de Ampliación de Historia Natural en la Universidad de Santiago de Compostela tesis evolucionistas, por lo que fue expulsado, suscitando la denominada segunda cuestión universitaria. La primera, de 1864-1865, que se movió en el ámbito de las ciencias sociales, provenía del enfrentamiento intelectual y político, iniciado décadas antes, entre krausistas (Julián Sanz del Río) y neocatólicos (Jaime Balmes, Donoso Cortés —ambos para entonces ya fallecidos). En ese momento los neos tenían el apoyo del gobierno de Narváez, que promulgó una circular (27 de octubre de 1864, Circular de Alcalá Galiano, por el ministro Antonio Alcalá Galiano) en la que se prohibía la enseñanza o publicación de, entre otras, cualquier opinión contraria al catolicismo o a la fidelidad a la reina (siendo los elementos en cuestión el Concordato y el Patrimonio Real). Se llegó hasta la destitución del rector Juan Manuel Montalbán y del catedrático Emilio Castelar, lo que produjo la dimisión por solidaridad de Nicolás Salmerón y una rebelión estudiantil brutalmente reprimida (la Noche de San Daniel).
La polémica de la ciencia española desencadenada a partir de un texto del tradicionalista Menéndez y Pelayo (1876), y que fue contestada por los identificados con la etiqueta de krausistas (la mayor parte de ellos, expulsados de sus cátedras universitarias y reunidos en torno a la Institución Libre de Enseñanza de Francisco Giner de los Ríos); no tuvo en su aspecto intelectual consecuencias muy positivas o estimulantes para la producción científica. De hecho, más allá de la genérica y desesperada llamada a la modernización del regeneracionismo (el Escuela y Despensa de Joaquín Costa), la actitud ante la técnica y la ciencia entre los intelectuales más lúcidos fue ambivalente: más receptiva entre la denominada generación de 1914 (Gregorio Marañón, José Ortega y Gasset, Meditación de la técnica), mucho más sombría en la generación de 1898. Unamuno llegó a pronunciar un famoso que inventen ellos, a pesar de defender la inteligencia que los militares sublevados de 1936 explícitamente despreciaban («¡Viva la muerte, abajo la inteligencia!», pronunció en un famoso acto el general Millán Astray —en la Universidad de Salamanca y ante el propio Unamuno, su rector—; y el mismísimo Franco dejó dicho que si por él fuera borraría enteros dos siglos: «el siglo XIX por liberal y el XVIII por ilustrado»).
No obstante, la denominada Edad de Plata de las letras y ciencias españolas (1906-1936) no pudo ser sólo un luminoso paréntesis, sino un elemento visible de continuidad con una tradición de actividad científica que, a pesar de su debilidad, ni la guerra civil ni el aislamiento exterior del primer franquismo consiguieron erradicar (fuga de cerebros, exilio interior). A pesar de todo ello, lo evidente es que sólo a partir de los cambios sociales y económicos desatados con el desarrollismo tecnocrático franquista de los años sesenta, y con los cambios políticos de la Transición Española de los setenta, que incluyó la decisiva entrada en el Mercado Común Europeo en 1986, puede hablarse de una ciencia moderna en España, aunque débil y con una muy marcada dependencia de las inversiones públicas, frente a lo que ocurre en otros países desarrollados.

### Ciencia y técnica en elsigloXIXespañol

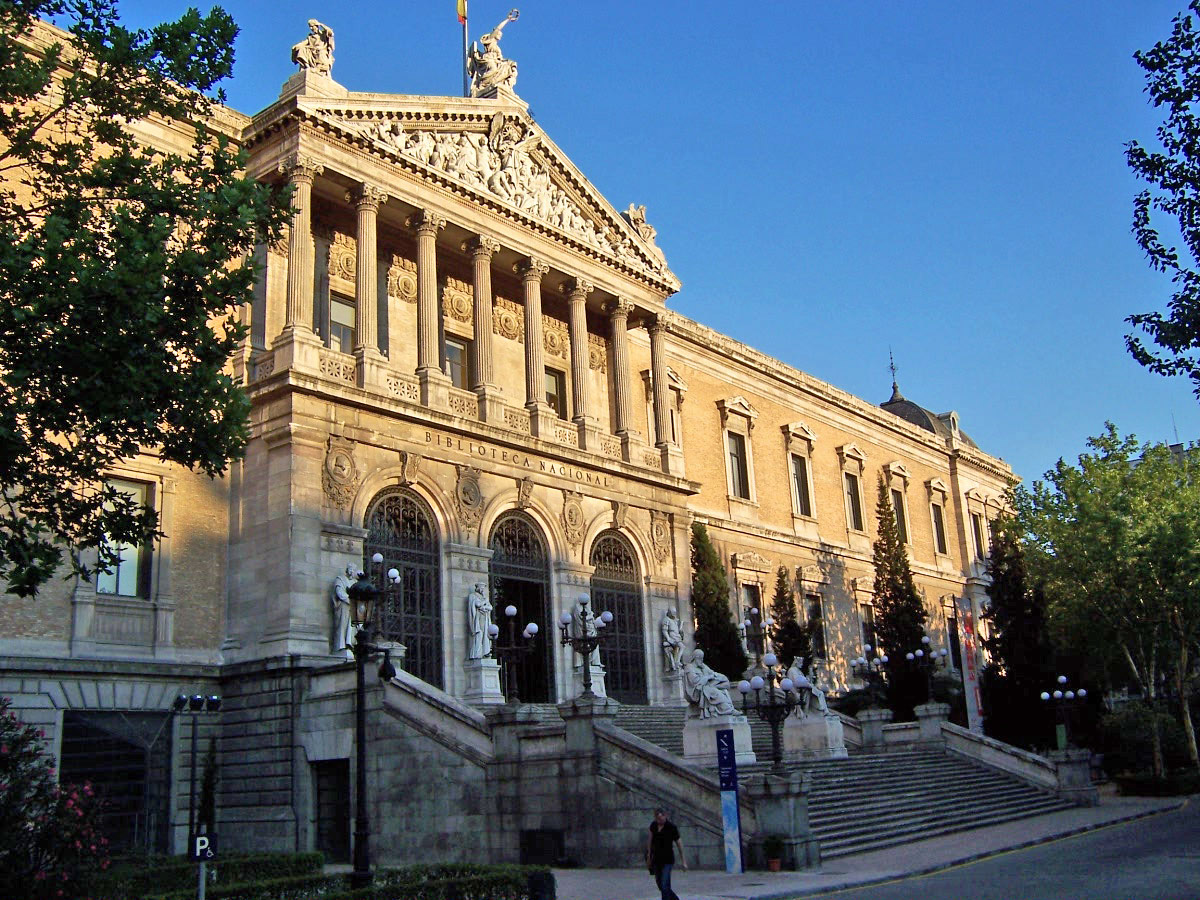
La Biblioteca Nacional, refundada en 1836 a partir de la Biblioteca Real del Palacio Real de Madrid y de los fondos eclesiásticos procedentes de la desamortización, se convirtió en uno de los más importantes centros de conservación del patrimonio bibliográfico del mundo, además de servir de soporte a investigaciones en todos los ámbitos. Desde 1892 ocupa buena parte del edificio destinado a Biblioteca y Museos Nacionales (de los que sólo el Arqueológico ha tenido continuidad en el lugar). El programa escultórico de exhibición orgullosa de las glorias de las letras españolas escogido para la escalinata de la fachada es un ejemplo muy significativo de construcción de la historia nacional, y no discrimina la producción literaria científica de la puramente estética. Incluye, en lugar destacado, a dos lumbreras medievales: san Isidoro y Alfonso X el sabio; más atrás, junto a Miguel de Cervantes y Lope de Vega, a los humanistas Antonio de Nebrija y Luis Vives; y medallones con bustos del Padre Mariana, Arias Montano, Diego Hurtado de Mendoza, Nicolás Antonio y Antonio Agustín junto a los de fray Luis de León, Francisco de Quevedo, Calderón de la Barca, Garcilaso de la Vega, santa Teresa de Jesús y Tirso de Molina. El programa iconográfico del frontón es igualmente significativo, en este caso de otra clave intelectual de la época: la idea de progreso de España a través de las ciencias y las artes. Se representan el Genio, el Estudio, la Paz, la Guerra, la Elocuencia, la Poesía, la Música, la Arquitectura, la Pintura, la Escultura, la Filología, la Industria, el Comercio, la Agricultura, la Filosofía, la Jurisprudencia, la Historia, La Astronomía, la Etnografía, la Geografía, la Química, la Medicina y las Matemáticas.

A pesar del atraso relativo de España durante el siglo XIX en ciencia y técnica, el esfuerzo por generalizar la formación educativa, aunque insuficiente, fue significativo: las cifras del analfabetismo, que hacia 1800 se calculaban en un 94 %, para 1860 eran de un 80 % (69 % entre los varones adultos y 90 % entre las mujeres adultas); cifras sólo equiparables a la Europa meridional y oriental, mientras que Bélgica y Austria (zonas también católicas, que no habían experimentado la generalización de la lectura atribuible a la Reforma protestante) lo habían reducido un 50 %, y el resto de Europa y Norteamérica a cifras incluso algo inferiores. Para 1877, la cifras españolas eran de un 75 %. Tras el Plan Pidal de 1845, la Ley Moyano de 1857 (Ministerio de Fomento), de mayor trayectoria, preveía una estructura educativa basada en una escolarización primaria confiada a los ayuntamientos (que en la práctica no se generalizó en todo el territorio nacional hasta la Segunda República), una enseñanza secundaria enfocada a los varones de las clases medias, con un instituto de bachillerato por provincia (confiados a las diputaciones provinciales, que para 1868 cursaban sólo 28 698 alumnos), y una enseñanza superior con el doctorado centralizado en la Universidad Central de Madrid (traslado de la antigua Universidad Complutense de Alcalá de Henares). Ya en 1847 Nicomedes Pastor Díaz introdujo las Facultades de Filosofía con cuatro secciones: literatura, filosofía, ciencias naturales y ciencias físico matemáticas; donde se cursaban licenciaturas de cinco años. Entre el curso 1857-1858 y el 1867-1868 se había duplicado la matrícula universitaria: de 6104 a 12 023 alumnos. La mayoría eran de leyes (pasaron de 3742 a 4120), medicina (de 1155 a 5648) y farmacia (de 563 a 983). Es significativo que los matriculados en ciencias pasaran de 127 a 642; mientras que los matriculados en teología se redujeran de 326 a 159 en el mismo periodo. La filosofía se incrementaba de 191 a 471. Se mantuvo de forma autónoma la formación técnico científica de los cuerpos navales, del arma de artillería y de los ingenieros militares, de tradición ilustrada (un militar, el general Carlos Ibáñez de Ibero, fundaría el Instituto Geográfico y Estadístico y llegó a dirigir la Oficina Internacional de Pesas y Medidas entre 1872 y 1891); así como la ingeniería civil, tanto las instituciones preexistentes (minería —desde 1772 en Almadén—, de caminos —creada por Bethancourt en 1802) como las que se crearán a lo largo del siglo (industrial —Real Instituto Industrial, creado por Real Decreto del Ministerio de Obras Públicas de 4 de septiembre de 1850, con Escuelas en Madrid, Barcelona, Gijón, Sevilla, Valencia y Vergara—; forestal o de montes —Ordenanzas Generales de Montes, Cuerpo y Escuela de Ingenieros de Montes en las Casas de oficios del Monasterio de El Escorial, 1833; 1862, título de Ayudante de Montes—). No obstante, la capacidad de generar innovaciones tecnológicas originales fue muy escasa, más allá de casos aislados como el de Ramón Verea, que patentó una máquina de calcular en Estados Unidos en 1878.
Aunque durante mucho tiempo la escasa vida científica, junto con la intelectual se restringió a las Sociedades de Amigos del País abiertas a finales del siglo XVIII y a los recientemente creados Ateneos y Casinos (en cuyas tertulias tenían cabida desde las conspiraciones políticas hasta cualquier otro aspecto de la vida social); el prestigio científico de algunas cátedras universitarias españolas fue ganándose lentamente, sobre todo a medida que conseguía establecerse cierta vinculación internacional a sus correspondientes británicas, alemanas o francesas. Salvo la conexión inglesa de algunas zonas de Andalucía, era evidente el predominio del francés como lengua extranjera más utilizada por las élites intelectuales. Un estudio de bibliotecas privadas de políticos, profesionales y militares entre 1830 y 1870 contabiliza de un 10 a un 20 % de libros en francés, sobre todo de temática científica, técnica, derecho, política e historia; a lo que hay que sumar las abundantes traducciones, que en el caso del inglés y el alemán se concretaban en una temática más variada (literatura, pensamiento y ciencia). La industria editorial española (Francisco de Paula Mellado, Gaspar y Roig, Manuel Rivadeneyra —Biblioteca de Autores Españoles—, Sociedad Literaria de Madrid —1842—, Unión Literaria —1843—, La Ilustración, Sociedad Literario-Tipográfica Española) demostró ser una de las de más impulso, lo que determinó su vinculación al nacimiento del movimiento obrero madrileño (varios líderes, como el propio Pablo Iglesias, fueron tipógrafos), por contraste con el caso catalán, vinculado a las factorías textiles.
No obstante, lo más parecido a un texto científico de amplia difusión (sin duda el más divulgado, desde 1840 hasta la actualidad) fue el Calendario Zaragozano de Mariano Castillo y Ocsiero, que además de un calendario con toda clase de efemérides, realiza una predicción meteorológica basada en un método tradicional denominado témporas o cabañuelas.

#### Instituciones científicas delsigloXIX
Instituciones científicas de importancia creadas durante el siglo XIX fueron, entre otras: la Institución Libre de Enseñanza (1875), la Real Sociedad Española de Historia Natural (1871); y un buen número de Reales Academias (a la Real Academia Española, la de Historia y la de Jurisprudencia y Legislación, fundadas en el siglo XVIII, en el XIX se les añadieron las de Ciencias Exactas, Físicas y Naturales —1847, por reorganización de la de Medicina y Ciencias Naturales de 1734—, la de Medicina —1861, también proveniente de la escisión de la anterior—, la de Ciencias Morales y Políticas —1857—; mientras que la de Farmacia es de 1932, por reorganización del Colegio de Farmacéuticos).

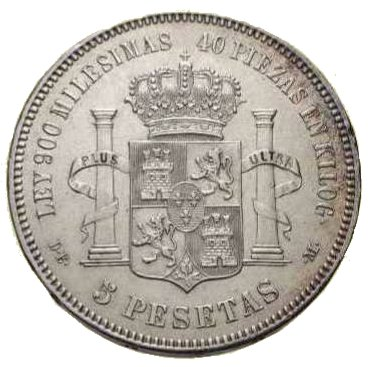
Moneda de cinco pesetas (duro) de Alfonso XII (1874-1885). Como corresponde a la inclusión de España en la Unión Monetaria Latina en 1868, su valor en plata se expresa en cantidades propias del sistema métrico: 40 PIEZAS EN KILOG., o sea, 25 gramos. Es heredero del peso duro, el real de a ocho que contenía gramos de plata; en su momento (la Edad Moderna) el objeto preferente de la tecnología española, que la pérdida de las colonias americanas había convertido en un pasado mitificado.

Los matemáticos José de Echegaray (que obtuvo el primer Premio Nobel otorgado a un español —1904—, pero por su obra literaria), Eduardo Torroja Caballé (1847-1918, padre del ingeniero Eduardo Torroja) y Zoel García de Galdeano (1846-1924) introdujeron las matemáticas contemporáneas en la Universidad y sobre todo en las Escuelas de Ingenieros del último cuarto del siglo XIX. Las cátedras universitarias de matemáticas fueron hasta finales del siglo XIX una institución marginal. En el segundo tercio del siglo (tras la desorganización característica del primero), en colegios, academias, sociedades civiles, religiosas o militares se crean prestigiosas cátedras para individualidades que demostraban sus conocimientos en la materia (clérigos, marinos y militares principalmente). Las matemáticas que se enseñaron en las facultades de ciencias y en las escuelas de ingenieros hasta finales de siglo se caracterizaron por su insistencia en una erudición cada vez más obsoleta, con lo que los pocos que pretendían actualizarse o conseguir aplicaciones prácticas recurrían esencialmente a la ciencia importada.

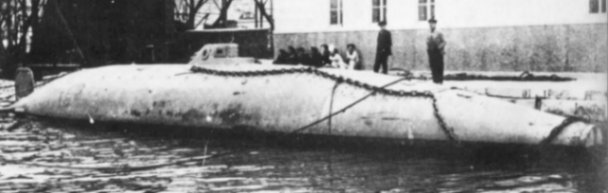
Submarino Peral en 1888. Isaac Peral, marino militar, destacó en trabajos de ingeniería (planos del canal de Simanalés —Filipinas) y misiones de carácter científico, escribió un Tratado teórico práctico sobre huracanes y ocupó la cátedra de Física-Matemática de la Escuela de Ampliación de Estudios de la Armada (1883). Su submarino, construido en el Arsenal de la Carraca de Cádiz, y probado con éxito en Cartagena entre 1888 y 1890, no consiguió el apoyo gubernamental, y no se desarrolló. El propio Peral, objeto de una campaña de desprestigio, se licenció y murió al poco tiempo.

La economía política era ya una disciplina universitaria en Salamanca a finales del siglo XVIII (1788, Ramón de Salas y Cortés), y desde la misma época había estudios comerciales en los consulados de comercio (1798, Mariano Luis de Urquijo), las academias de comercio de Barcelona o Bilbao, y la Escuela Mercantil de Cádiz (1803). La Escuela de Comercio de Madrid se abre en 1823, pero hasta mediados del XIX no se organizaron las escuelas de comercio (Plan General de Estudios de 1836 y Real Decreto de 1857). Más allá de la docencia, los economistas que publicaban textos lo hacían generalmente con el fin de intervenir en el debate público de cuestiones de peso político, y actuaron en buena medida como justificadores de las posiciones económicas de los distintos grupos de interés en torno a los temas clave en cada periodo: especialmente la desamortización y la opción por el librecambismo o el proteccionismo (Eudald Jaumeandreu, Manuel Colmeiro, José Canga Argüelles, Álvaro Flórez Estrada, Laureano Figuerola, Terencio Thos y Codina, Alejandro Mon, Ramón Santillán, etc.). La hacienda pública y la banca fueron las instituciones en que los economistas tenían ocasión de aplicar distintas teorías sobre la moneda, la fiscalidad y las finanzas. El Banco de España se creó en 1856, por fusión de precedentes como el Banco de San Carlos (1782), el Banco de San Fernando (1829), el Banco de Isabel II (1844) y el Banco de Barcelona (1845). Llegó a convertirse en la única banca emisora en 1874 (bajo el ministerio de Echegaray, el matemático). La adhesión a la Unión Monetaria Latina que propiciaba la adopción del sistema métrico decimal dio lugar al nacimiento de la peseta en 1868. El predominio del proteccionismo y de la utilización de autoridades francesas (Jean Baptiste Say, Bastiat) antes que inglesas caracterizó a la denominada Escuela Economista Española. La recepción del pensamiento marxista se produce en España a partir de la divulgación de Paul Lafargue. De 1886 es la primera traducción (incompleta) de El Capital aunque existieron traducciones de otros textos de Marx desde 1869. La primera producción interna de un texto marxista de altura intelectual es el Informe a la Comisión de Reformas Sociales (1884) del médico neurólogo Jaime Vera López (discípulo del doctor Esquerdo).

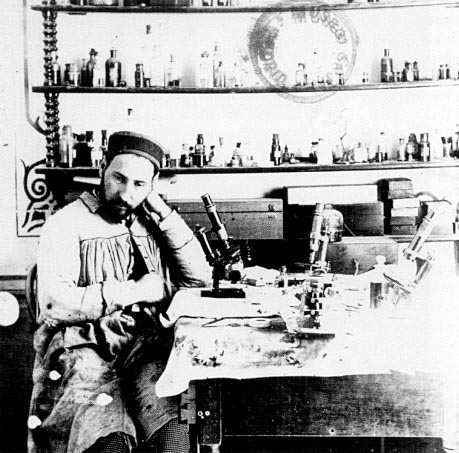
Ramón y Cajal en su laboratorio de Valencia, 1887

Las ciencias naturales del siglo XIX español tuvieron personalidades destacadas (Juan Mieg —Paseo por el Gabinete de Historia Natural de Madrid, 1819—, Antonio Aguilar y Vela —astrónomo, estadístico y meteorólogo—, cuya ideología carlista le llevó al exilio y a la pérdida de su patrimonio, Mariano Lagasca —director del Jardín Botánico cuya ideología liberal le llevó al exilio y la pérdida de su herbario y manuscritos durante la ominosa década, 1823-1833, periodo en el que continuó sus investigaciones en Inglaterra—, y otros botánicos, como Juan Isern, que participó en la Comisión Científica del Pacífico; Mariano de la Paz Graells —director del Museo de Ciencias cuya energía y longevidad le permitió presidir la vida científica española durante décadas—, etc.); especialmente en el ámbito de la geología, aplicada a la explotación minera (véase en su sección, más adelante). Pero fue en la fisiología y medicina donde los esfuerzos personales de meritorias individualidades iniciaron las bases y constituyeron los equipos (vinculados a departamentos universitarios de las facultades de medicina) de lo que en el siglo siguiente constituirá la parte más brillante de la actividad científica española. Entre ellos pueden citarse Mateo Orfila (toxicología), Diego de Argumosa (cirugía), Ramón Turró (fisiología y psicología), José María Esquerdo (neuropsiquiatría), Jaime Ferrán (bacteriología), Luis Simarro y Nicolás Achúcarro (neurocientíficos). Pese a ello, la penuria de medios caracterizó toda esa época.

¡Ah! ¡Quién tuviera esos magníficos objetivos a que Flemming, Strasburger y Carnoy deben sus descubrimientos! ¡quién pudiera poseer un Seibert 1/16 o un Zeiss 1/18! Aquí desgraciadamente las facultades no tienen material y, aunque yo me empeñara en pedir uno de esos objetivos, no me lo permitiría el decano por falta de fondos. Mucho envidio más aún esa riqueza de medios técnicos de que ustedes gozan, con la que se hace cuanto se quiere. Yo tengo que resignarme con un objetivo 8 de inmersión Verick y éste gracias a que es de mi propiedad [se lo había comprado en 1877], que por la Facultad no tendría más que un 5 ó 6 Nachet.
Carta de Santiago Ramón y Cajal a Antonio Vicente Dolz, 1 de enero de 1885 (el destinatario estaba en Lovaina).

En el mismo año 1885 Cajal consiguió de la Diputación de Zaragoza un Zeiss, en agradecimiento por su informe sobre la campaña (muy incomprendida) de vacunación contra la epidemia de cólera de Jaime Ferrán en Valencia. Gracias al regalo pudo abordar, sin recelos y con la debida eficiencia, los delicados problemas de la estructura de las células y del mecanismo de su multiplicación.

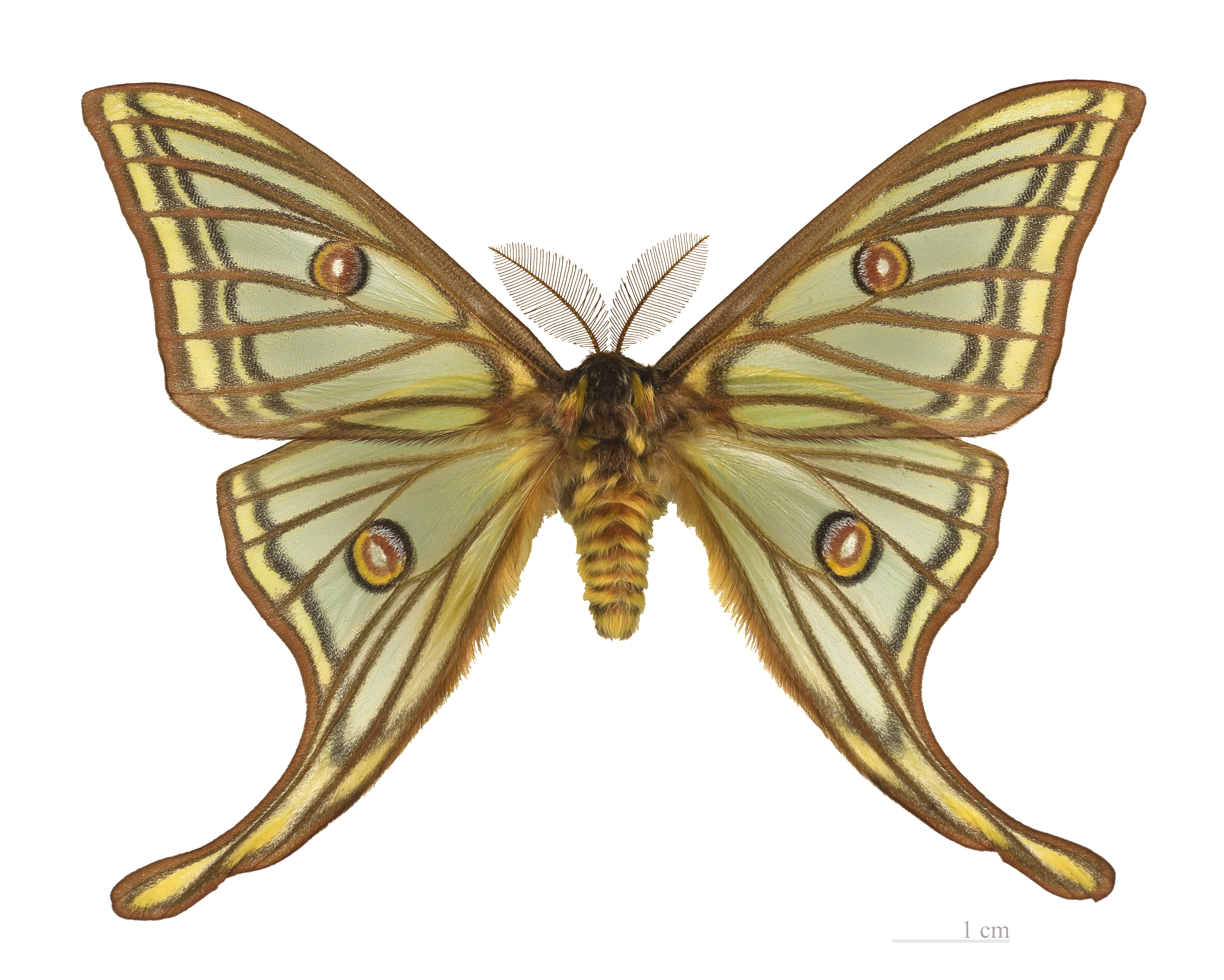
Graellsia isabellae, cuyo nombre se debe a la reina Isabel II de España y a su descubridor, el naturalista Mariano de la Paz Graells (quien la estuvo buscando entre 1837 y 1848, para confirmar los rumores de la existencia de una espectacular mariposa desconocida).[137] Durante mucho tiempo se consideró endémica de la sierra de Guadarrama, y en la actualidad se han localizado poblaciones dispersas en algunas otras cordilleras peninsulares, e incluso se la ha introducido artificialmente en Francia.
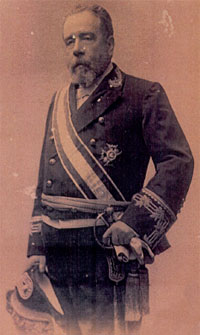
Rogelio Inchaurrandieta y Páez, ingeniero, geólogo y arqueólogo. Director de la Escuela de Ingenieros de Caminos, Canales y Puertos de Madrid, intervino en algunas de las más importantes obras públicas de mediados del siglo XIX, como el Canal de Isabel II.
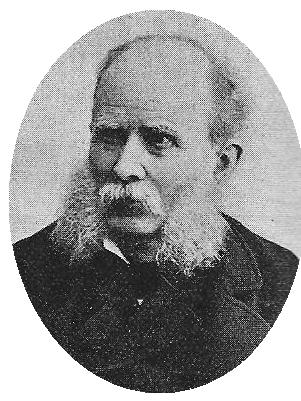
Narciso Monturiol, diseñador de otro de los precedentes del submarino: el Ictíneo I, que fue probado en Barcelona en 1859 (propulsión manual a cargo de tres tripulantes). Para construir un segundo modelo, mucho más sofisticado, constituyó una sociedad (La Navegación Submarina —pensaba emplearlo en la explotación del coral). Al no conseguir superar las muchas dificultades del diseño y construcción, el proyecto acabó en fracaso (1868).

#### La recepción del evolucionismo

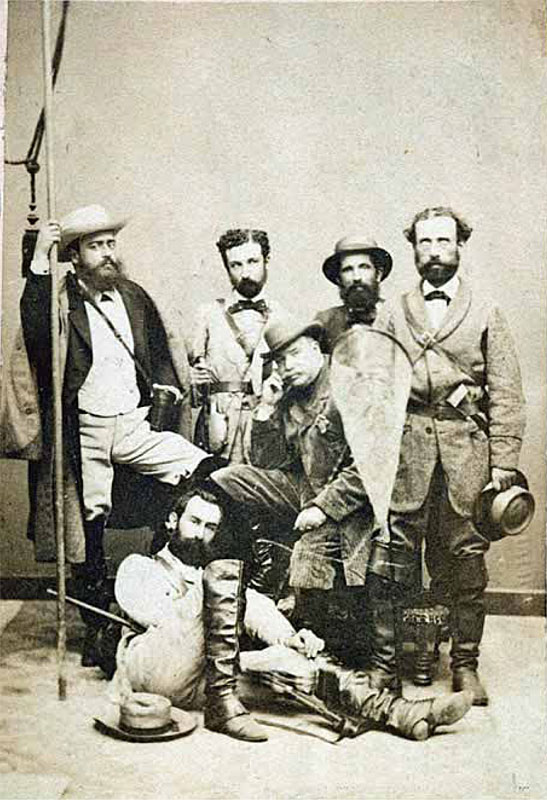
Comisión Científica del Pacífico (1862-1865, formada por Marcos Jiménez de la Espada y otros expedicionarios, entre los que estuvieron el zoólogo Francisco de Paula Martínez y Sáez, el antropólogo cubano Manuel Almagro y el botánico Juan Isern y Battló. El fotógrafo de la expedición (uno de los primeros documentalistas) fue Rafael Castro y Ordóñez.

José de Letamendi habría sido el primero en hablar de las ideas de Darwin, para criticarlas desde una perspectiva tomista, en el Ateneo Catalán (1867). En sentido similar fue el discurso de Antonio Cánovas del Castillo en el Ateneo de Madrid (1872), «tan elocuentemente escrito como flojamente documentado», según Ramón y Cajal; y un poema satírico de Núñez de Arce (sin esperanza en Dios, sin fe en sí mismo, / cuando le borre su divino emblema, / esa ciencia blasfema, / como la piedra rodará al abismo), criticado –en cuanto a su contenido– por Juan Valera. En 1876 se articulan los defensores del evolucionismo en torno a la Revista Contemporánea de José del Perojo. El anatomista Peregrín Casanova Ciurana entró en contacto con Haeckel (correspondencia entre 1876 y 1886). Su discípulo, Ramón Gómez Ferrer, publicó en 1884 un estudio sistemático sobre las ideas vigentes acerca de la herencia. A partir de entonces, la escuela histológica española (Luis Simarro y Santiago Ramón y Cajal y las Sociedades de Anatomía e Histología, fundadas en Madrid durante la revolución de 1868) tendrá al evolucionismo como supuesto, aunque con malinterpretaciones vitalistas y finalistas. Lo mismo ocurría en manuales como el de fisiología general de Balbino Quesada (1880). Otro campo interesado fue la geología (Juan Vilanova y Piera, seguidor de Armand de Quatrefages). También la Sociedad Antropológica Española fue una institución receptiva al evolucionismo, al contrario que otras totalmente opuestas, como las Academias de la Lengua y de la Historia; aunque en general las ciencias sociales fueron las más entusiastas en defender el evolucionismo (Instituto de Sociología de Madrid, fundado por Manuel Sales y Ferré y Pedro Estasen y Cortada—, y personalidades intelectuales de otros ámbitos, como Miguel de Unamuno, Valentín Almirall y Antonio Machado y Núñez —médico, antropólogo, zoólogo y abuelo del poeta homónimo—). La polémica entre darwinistas y antidarwinistas no se limitó a la anteriormente referida expulsión del catedrático de Santiago González Linares y los demás que encontraron refugio en la Institución Libre de Enseñanza, sino que se extendió a todos los rincones de España: por ejemplo, la publicación por fascículos de la Historia Natural de Canarias de Gregorio Chil y Naranjo (Las Palmas, 1876) produjo un considerable escándalo, con intervención del obispo, y que suscitó su defensa por Paul Broca en la Sociedad Antropológica de París. En otras zonas fueron catedráticos de instituto (Rafael García y Álvarez en Granada, Máximo Fuertes Acevedo en Badajoz) los que se enfrentaron a los reaccionarios locales, con consecuencias más o menos penosas.

El amigo o amiba,

Que del agua nació con alma viva,

Cuando le dio la gana

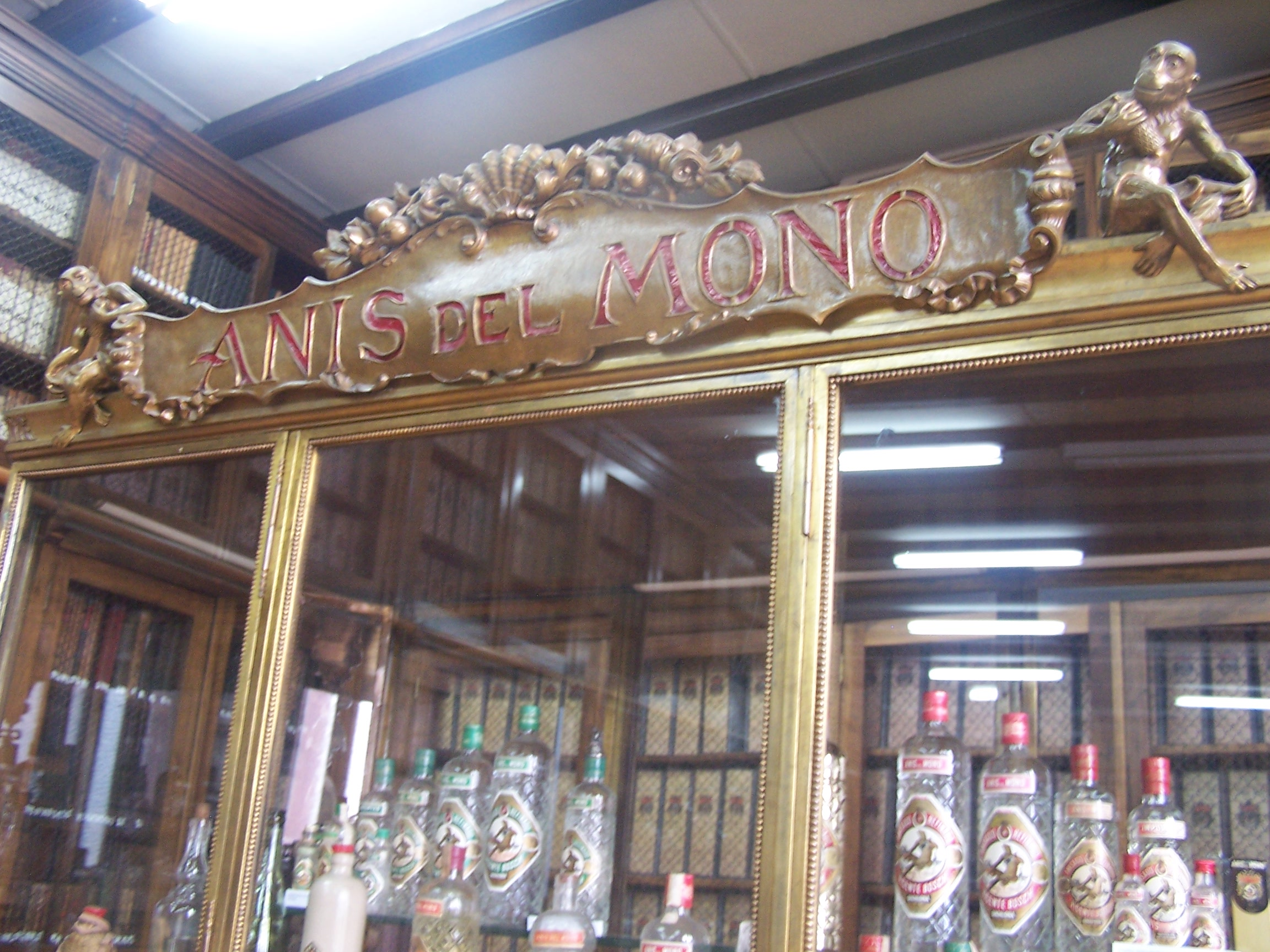
El diseño de la etiqueta de Anís del Mono (Ramón Casas, 1897) se hizo con claras referencias a Darwin, cuyo rostro se caricaturiza en el de un mono que exhibe este cartel: Es el mejor. La ciencia lo dijo y yo no miento.

En pez se transformó, si no fue en rana;

Ensanchando más tarde sus pellejos

Formó... varios bichejos.

De estas transformaciones como fruto

Resultó él Director de un Instituto.

Si éste sigue la norma

Veremos en qué bicho se transforma.
Poema satírico contra Máximo Fuertes Acevedo.

Las represalias antidarwinistas continuaban en fechas tan tardías como 1895, cuando Odón de Buen fue separado de su cátedra de Barcelona; pero la respuesta social fue mucho más viva: las movilizaciones estudiantiles de protesta obligaron a cerrar dos meses la Universidad y terminaron haciendo que el gobierno de Cánovas del Castillo revocase su decisión.
Pocos años más tarde, en 1909, centenario del nacimiento de Darwin, la prensa se hizo eco de la polémica pro y antidarwinista, siendo notable la repercusión del homenaje de los estudiantes de medicina de Valencia (se llegó a decir que había sido mayor que el de Londres); una buena muestra de la normalización del pensamiento darwinista en la enseñanza superior española, la profundidad y amplitud de la popularización del mismo, y la continuidad de la utilización polarización del tema en la España de la Restauración.

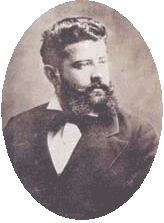
Augusto González Linares
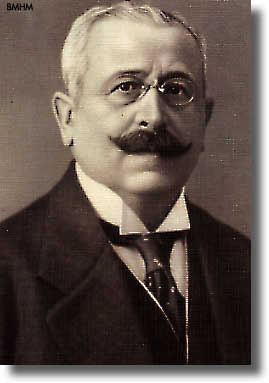
Peregrín Casanova
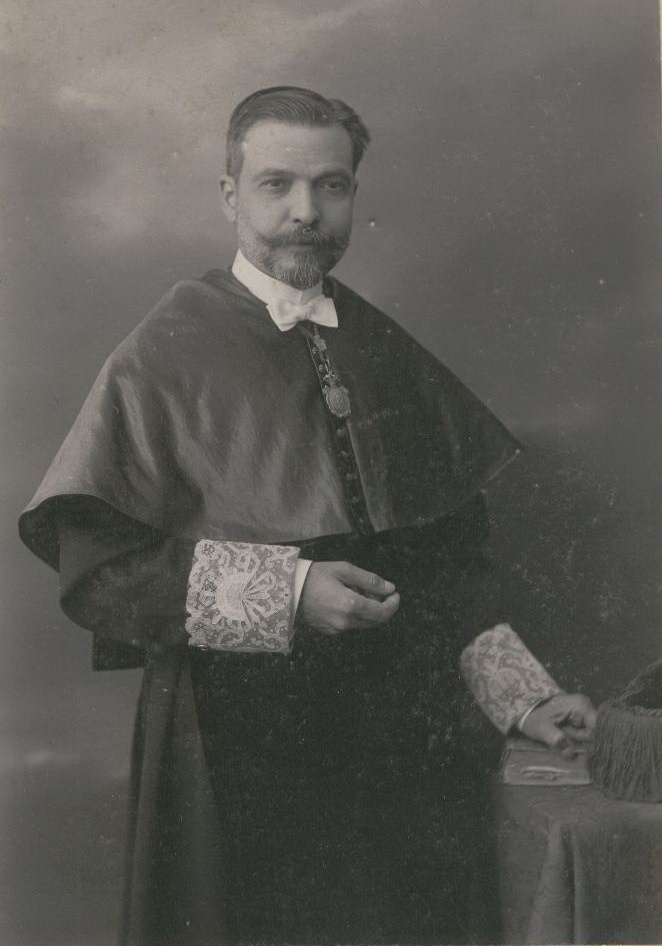
Ramón Gómez Ferrer
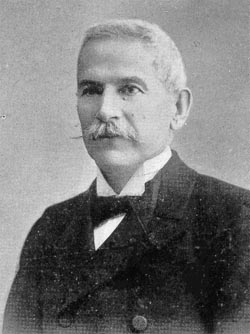
Manuel Sales y Ferré

#### Expediciones españolas delsigloXIX
Aunque de dimensiones mucho más modestas que las expediciones de la época del imperialismo europeo, hubo algunas expediciones científicas españolas herederas de las del siglo XVIII: la de la Comisión Científica del Pacífico (Marcos Jiménez de la Espada, 1862-1865); la expedición (esencialmente militar) a Guinea Ecuatorial de Juan José Lerena y Barry (1843), también inventor del telégrafo óptico de uso naval en 1829 (que se implantó en líneas terrestres entre Madrid, Aranjuez y La Granja —de 1831 a 1838); la expedición científica del comandante Julio Cervera, el geólogo Francisco Quiroga y el intérprete Felipe Rizzo al Sáhara Occidental en 1886; La de Francisco Noroña al océano Índico y Filipinas; las de Manuel Iradier (1868 y 1877); y algunos otros periplos individuales o colectivos con fines más o menos científicos o aventureros (Francisco de Paula Marín —introductor de la piña en Hawái—, José Luis Ceacero Inguanzo —explorador de las Islas Babuyán y Batanes—, José María de Murga y Mugártegui —el «Moro Vizcaíno»—, Joaquín Gatell y Folch —«Caíd Ismail», Marruecos y el Sahara—, Juan Víctor Abargues de Sostén —Mar Rojo y Abisinia—, Cristóbal Benítez —Tumbuctú y Senegal—, Bonelli, Álvarez Pérez, Bens y Capaz —Río de Oro e Ifni).
Se fundó en 1876 una Sociedad Geográfica de Madrid (posteriormente denominada Real Sociedad Geográfica), con propósitos similares a otras como la francesa (1821), la prusiana (1828), la Royal Geographical Society (británica, 1830), o la más tardía National Geographic Society (estadounidense, 1888). En 1877 se creó la Asociación Española para la Exploración de África (filial de la Asociación para la Exploración del Congo vinculada a Leopoldo II de Bélgica), y en 1883, a iniciativa de Joaquín Costa una Sociedad Española de Africanistas y Colonistas (sic). Con implantación en Barcelona se creó la Sociedad de Geografía Comercial; y en Granada, con participación de Ángel Ganivet, la Unión Hispano-Mauritana (arabistas y universitarios tanto españoles como norteafricanos, que editaba La Estrella de Occidente —1880— y la revista Al Andalus).

#### Inicios de la fotografía y el cine
El primer daguerrotipo se impresionó en Barcelona en 1839. Desde los años 1840 José de Albiñana se profesionalizó como fotógrafo, llegando a retratista de cámara de Su Majestad, aunque la fotografía española de mediados del siglo XIX se caracterizó por la presencia de fotógrafos extranjeros, como el inglés Charles Clifford o el francés Jean Laurent.
Hay documentación escrita de alguna actividad cinematográfica en España en 1895, aunque su manifestación pública con mayor repercusión tuvo lugar en mayo de 1896, cuando con pocos días de diferencia un Teatrograph (similar a las máquinas Edison) y una máquina Lumière (del equipo de Alexandre Promio) se presentaron en los días previos a las fiestas de San Isidro de Madrid, filmando y exhibiendo sus películas. En octubre del mismo año se filmaron dos escenas de las fiestas del Pilar de Zaragoza por los primeros camarógrafos españoles (Eduardo Jimeno padre e hijo), y poco después se rodó en Barcelona la primera película de ficción (Riña en un café, Fructuoso Gelabert, 1897 —la fecha es sólo probable). La mayor figura de los inicios fue sin duda Segundo de Chomón (1871–1929), aunque desarrolló su carrera en París como el discípulo más aventajado y original de Georges Meliès, creando numerosos trucajes cinematográficos inéditos, inventando el «Pathécolor» y la técnica de animación «paso de manivela» o stop motion.
Destacó como director pionero del cine mudo y técnico de trucajes

#### Los inicios de la electrificación en España
En 1875 la Escuela de Ingenieros importó una máquina Gramme y una luz de arco que utilizó para el alumbrado, en su gabinete de física. Desde entonces se divulgó lentamente la electrificación, gracias a ingenieros como Narcís Xifra Masmitjà, Francisco de Paula Rojas y Caballero-Infante, Lluís Muntadas Rovira o Josep Mestre Borrell (véase Ingeniería industrial (España)). En 1881 se fundó la Sociedad Española de Electricidad en Barcelona, primera empresa que producía y distribuía fluido eléctrico a otros consumidores. También construía diversos aparatos eléctricos, y sobre todo promocionó la electrificación de las principales ciudades (Barcelona, Madrid, Valencia y Bilbao). La primera red de alumbrado público urbano se inauguró en Gerona en 1886, y poco después la primera línea de tranvía con tracción eléctrica en Bilbao. En 1897-1899 se instaló a orillas del Ebro la Sociedad Electroquímica de Flix, primera industria española de ese tipo (tercera de Europa) para la fabricación del cloro y la sosa demandados por la industria textil.

#### Los ferrocarriles en España

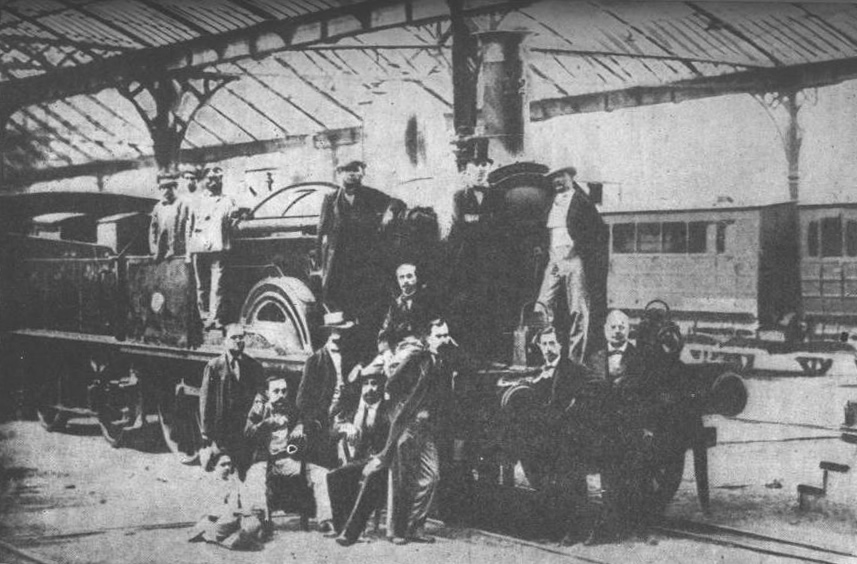
Impulsores, accionistas e ingenieros de la línea Barcelona-Mataró. Locomotora número 12. Estación término, actualmente Estación de Francia, 1848.

El primer ferrocarril español en territorio europeo cubrió la línea Barcelona-Mataró (28 de octubre de 1848), a cargo de una compañía de capital inglés y español (principalmente catalán y cubano), y con tecnología e ingenieros ingleses. Diez años antes, el 19 de noviembre de 1837, se había abierto el primer ferrocarril español, pero en América: la línea La Habana-Bejucal, en Cuba. La línea Madrid-Aranjuez (Tren de la Fresa) se inauguró el 9 de febrero de 1851. El diseño del trazado nacional fue esencialmente radial (une Madrid con la periferia), con pocas conexiones transversales (alguna de ellas, como la Santander-Mediterráneo nunca se concluyó); y a pesar de su baja densidad en comparación con otros casos europeos, fue de muy lenta construcción: no completó sus partes esenciales hasta finales de siglo.
La dificultad más importante del trazado ferroviario español era la necesidad de salvar fuertes desniveles que caracterizan el aislamiento orográfico de la Meseta central con las demás unidades geográficas, y de cada una de estas entre sí. La razón esgrimida para optar por un ancho de vía mayor que el europeo (ancho ibérico) por el informe de la Comisión de Ingenieros de caminos de la Dirección general del ramo de 2 de noviembre de 1844 (ingenieros Juan Subercase Krets y Calixto Santacruz) fue permitir un mayor tamaño de las ruedas y con ellas una mayor velocidad. También un mayor ancho permite un mayor tamaño de las calderas. Otra de las razones que suele esgrimirse (y que se pone en relación con que también Rusia optó por un ancho mayor) es el dificultar por ese medio una hipotética invasión militar, aunque no parece que fuera la que más influyó en la decisión; de hecho, Portugal optó por el ancho español. La Ley General de Caminos de Hierro de 1855 homogeneizó el ancho español que siguieron las líneas principales, a excepción de las líneas del Cantábrico (por razones orográficas: un ancho menor ahorra costes en el trazado de las curvas, allí muy abundantes, lo que determinó que se usase la vía estrecha).
Las principales compañías ferroviarias se formaron con predominio de capital extranjero (francés, inglés y belga) y se beneficiaron de una legislación protectora que les permitía importar prácticamente libre de derechos todo su material: Compañía de los Caminos de Hierro del Norte de España —la propietaria de la Estación del Norte de Madrid—, Compañía del Ferrocarril de Madrid a Zaragoza y Alicante (MZA) –la propietaria de la Estación de Atocha de Madrid—, la Compañía Nacional de los Ferrocarriles del Oeste y la Compañía de los Ferrocarriles Andaluces, fusionadas en 1941 en la Red Nacional de los Ferrocarriles Españoles (RENFE).

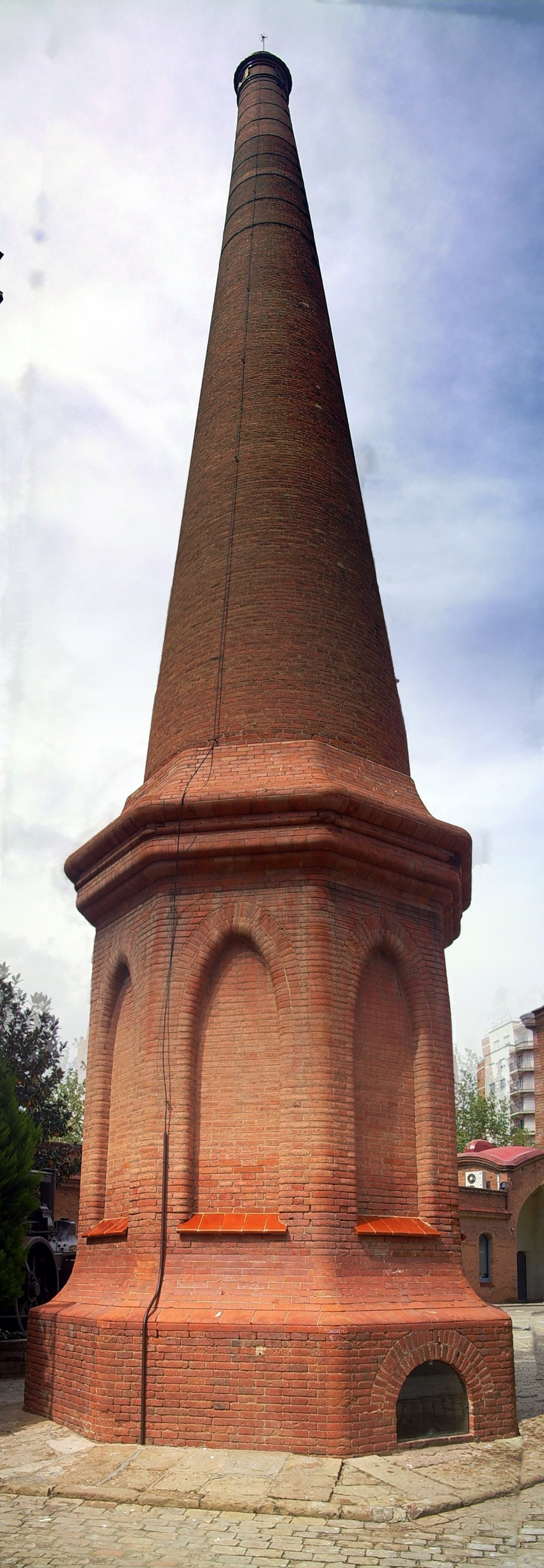
Chimenea de la fábrica textil El Vapor Aymerich, Amat i Jover, Tarrasa (arquitecto Lluís Muncunill, 1907-1908). El edificio se ha transformado en el actual Museo de la Ciencia y de la Técnica de Cataluña, que exhibe una amplia muestra de maquinaria textil y de otro tipo de industrias, de todas las épocas.

#### El textil y la ingeniería en Cataluña
Los inicios de la industria textil catalana fueron muy precoces (las indianas del siglo XVIII) y no carentes de innovaciones, por ejemplo la creación autóctona de la máquina hiladora «bergadana» (Ramon Farguell, 1790-1795), un caso de transferencia tecnológica por imitación de la jenny, la famosa hiladora manual inglesa. Desde comienzos del siglo XIX se importaban unidades de la «mula» de Samuel Crompton (hiladora con tracción adaptable tanto a rueda hidráulica como a máquina de vapor). La fábrica «El Vapor» (hermanos Bonaplata, 1832) fue incendiada poco tiempo después en una acción similar a la de los luditas ingleses, aunque en el contexto de la quema de conventos de 1835. En la década de 1840 la siguiente generación de maquinaria recibió el curioso nombre de «selfactinas» (adaptación del inglés self-acting machines), aun así, con un nivel técnico inferior al británico. A pesar de todo ello, la trayectoria industrial de los textiles catalanes, sufrió a lo largo del siglo XIX graves discontinuidades debidas fundamentalmente a coyunturas bélicas y políticas (guerra de Independencia española, guerras carlistas, golpes militares en que se basó la alternancia entre moderados y progresistas y —que incluyeron el bombardeo de Barcelona por Espartero o la quema de conventos de 1835—, y la desaparición del mercado colonial por la Independencia Hispanoamericana —a excepción de Cuba hasta 1898— o levantamientos obreros como el conflicto de las selfactinas). A la reserva de ese mercado cautivo para los productos textiles catalanes se sumaba la del depauperado mercado interno español, sobre el que se exigían barreras proteccionistas en discusión con los intereses de exportación al exterior de la oligarquía terrateniente castellano-andaluza (formada por los intereses compartidos de la alta nobleza y burguesía tras la desamortización), que conseguían altos precios para las exportaciones agrícolas en un mercado internacional sometido periódicamente a tensiones (guerra de Crimea, crisis de la filoxera). A finales del siglo XIX, la pérdida de Cuba y la crisis agrícola precipitó un consenso de ambos grupos de interés en sentido proteccionista, lo que convirtió a España en uno de los países más proteccionistas del mundo, al menos hasta 1959.
Las sinergias que la industria textil contribuyó a generar supuso el desarrollo de un significativo número de proyectos industriales metalúrgicos y mecánicos en Cataluña (Valentín Esparó Giralt —Valentín Esparó y Consocios, adquirida a la compañía Bonaplata en 1839—, Sociedad La Barcelonesa —Tous, Ascacíbar y Compañía, Nicolás Tous Mirapeix y Celedonio Ascacíbar, 1838—, La España Industrial —primera gran instalación industrial de Barcelona, 1847—, Maquinista Terrestre y Marítima, 1855), así como de instituciones científicas asociadas Escuela Técnica Superior de Ingenieros Industriales de Barcelona (1851).

#### La explotación minera en elsigloXIX. La siderurgia malagueña, asturiana y vasca

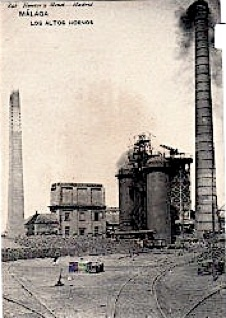
Altos Hornos de Málaga. Fábrica de La Constancia, 1847

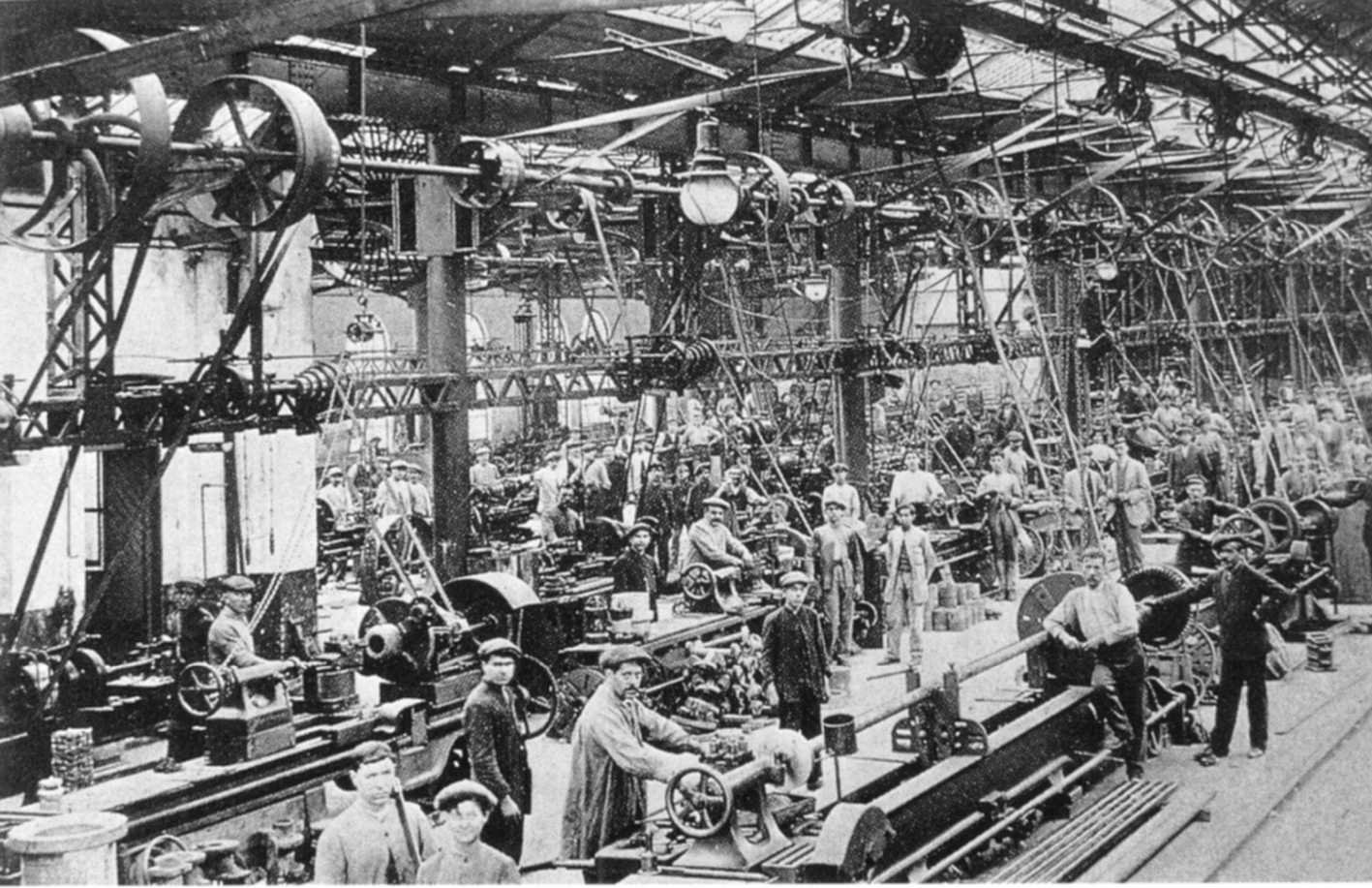
Taller de la Rio Tinto Company Limited.

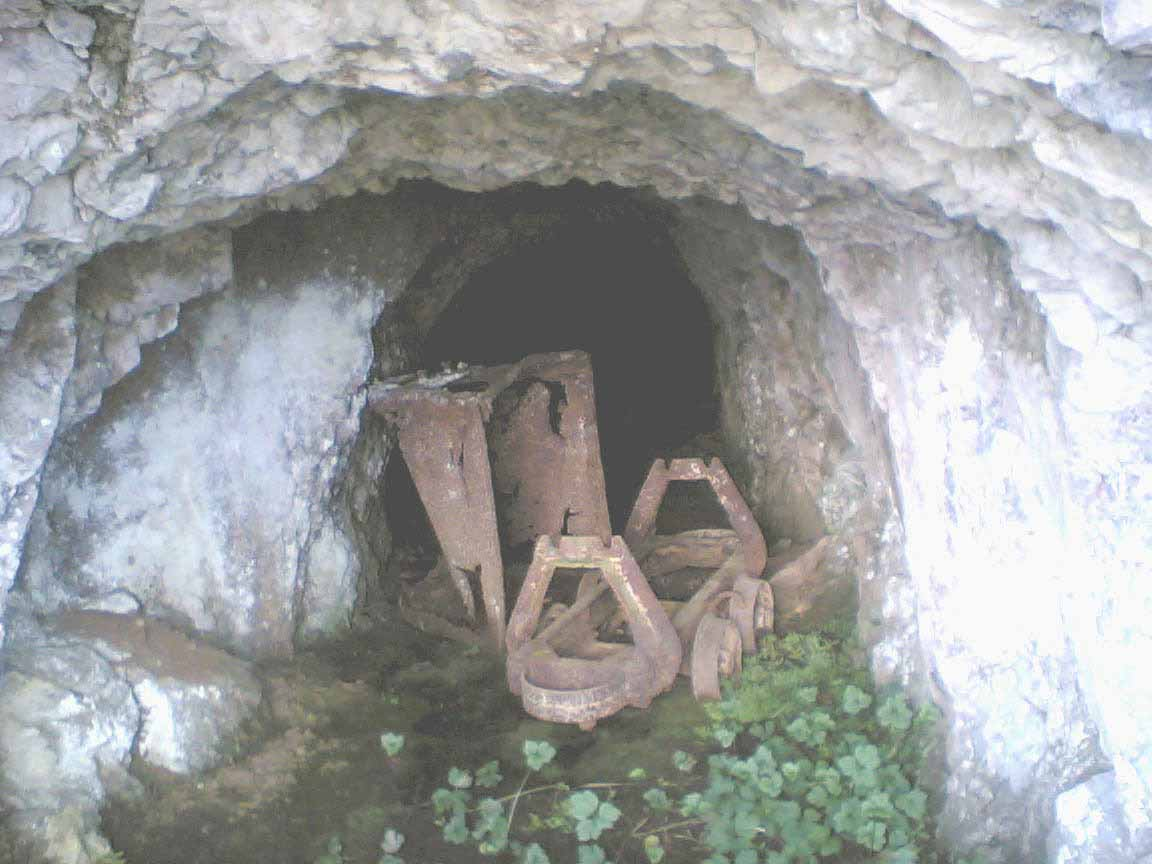
Vagoneta abandonada en una boca de las minas de cobre de Texeo (Riosa, Asturias), utilizadas desde la prehistoria y redescubiertas en 1888 por el ingeniero belga Alejandro Van Straalem (que trabajaba en las minas de mercurio de Soterraña). Fueron explotadas por The Aramo Cooper Minas Ltd, y más adelante por ENSIDESA y HUNOSA.

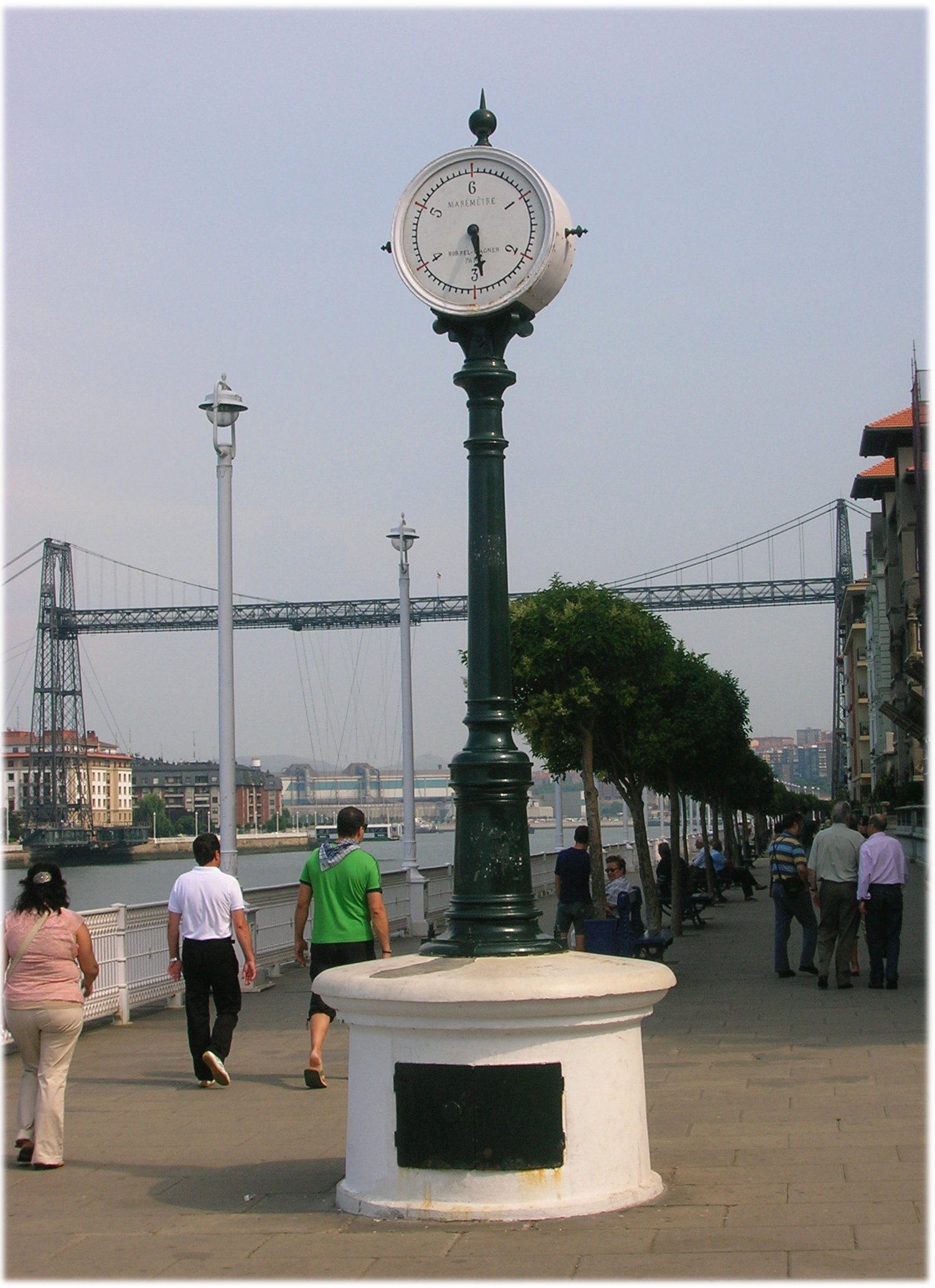
El puente colgante denominado de Vizcaya, construido entre 1888 y 1893, cruza la ría del Nervión de Portugalete a Las Arenas. En primer plano de esta imagen, el mareómetro.

El primer complejo siderúrgico español importante en la época de la primera Revolución Industrial se llevó a cabo en la provincia de Málaga, con unos altos hornos en la Fábrica de La Concepción (1826) en Marbella, y otros en Málaga en la Fábrica de La Constancia (1833), ambos impulsados por el industrial Manuel Agustín de Heredia. Otra siderúrgica malagueña se denominó El Ángel, esta por iniciativa de Juan Giró. La diversificación en otros sectores corrió a cargo del mismo grupo de familias de la oligarquía burguesa malagueña, como los Larios o Loring que fundaron conjuntamente en 1846 Industria Malagueña S.A.. También fue importante la actividad del financiero e inversor en los ferrocarriles José de Salamanca y Mayol. El problema de este foco industrial era la inexistencia de hulla local, lo que produjo la deforestación del entorno (por el carboneo para obtener carbón vegetal) y la necesidad de importar carbón desde Inglaterra al puerto de Málaga, debido a la falta de puertos industriales en Asturias que posibilitasen embarcar el carbón nacional, beneficiado por la política proteccionista (el Estado gravaba la importación de carbón británico con tasas de hasta el 50 %). La consiguiente elevación de los costes de producción de la industria malacitana, perjudicó su viabilidad o posible crecimiento; que tampoco tuvo remedio con el proyecto de ferrocarril (iniciativa de varios de estos industriales y uno de los primeros de España), en 1851, de la línea Córdoba-Málaga, pues las obras y los trámites administrativos se dilataron en el tiempo (finalizado en 1866). Cuando llegó carbón mineral a Málaga, los productos catalanes y vascos ya eran más competitivos. El declive de la actividad fue visible desde 1860.
La «localización racional» sería la que se impondría por factores geológicos y de transporte: una gran ventaja era la cercanía a las cuencas de carbón mineral de Asturias (Mieres y Langreo), que tenían la Fábrica de Mieres (1848, inglesa, comprada en 1852 por la Compagnie Minière et Métallurgique des Asturies, disuelta en 1868 y readquirida por Numa Guilhou) y La Felguera (Pedro Duro y cía.). La minería y la siderurgia asturiana se habían desarrollado desde que a finales del siglo XVIII la intervención de Jovellanos y del Conde de Toreno (Descripción de varios minerales..., 1781) pusieran de manifiesto sus potencialidades. En 1773 ya existió una Compañía de San Luis con técnicos ingleses, y el primer horno de coque fue instalado por Fernando Casado de Torres en 1792. En 1794, se creó la Fábrica de municiones gruesas de Trubia (para evitar la cercanía a la frontera de la navarra de Orbaiceta). La Real Compañía Asturiana de Minas de Carbón fue fundada en 1833 por el marqués de Casa Riera, la Aguado Muriel y Cía por el financiero Alejandro Aguado en 1836 y la Asturian Mining Company por John Manby en 1844. La introducción de técnicas modernas vino con más lentitud (primer lavadero mecánico por el ingeniero Luis Adaro, un verdadero empresario schumpeteriano, primera fábrica de cemento en Tudela Veguín, de la Banca Masaveu).
Los sucesivos cambios en la Ley de Minas de España, terminaron produciendo una verdadera desamortización del subsuelo que desató una carrera internacional por participar en la explotación de las riquezas mineras españolas. En ella destacó la intervención de capitales, tecnología, personal científico y técnico y know-how de origen británico, francés y belga principalmente. De 1834 data el primer mapa geológico, del cartógrafo francés Frederic Le Play, centrado en una zona de alto interés: Extremadura y el norte de Andalucía. Poco después se realizó el Mapa Petrográfico del Reino de Galicia, de Guillermo Schulz (1835). El Instituto Geológico y Minero de España se fundó en 1849. Notables geólogos fueron Casiano del Prado, José Macpherson y Hemas, Eduardo Hernández-Pacheco y Estevan, Augusto González de Linares, Lucas Mallada, etc.
La ley de Minas de 1825 establecía el principio del dominio eminente de la Corona sobre las minas, dejando en situación precaria a los concesionarios privados. Las reformas sucesivas (Ley de minas de 1849 y Ley de minas de 1859) fueron menos regalistas y más favorables a la iniciativa privada, pero no fue hasta la Revolución de 1868 (ley de bases sobre minas de 29 de diciembre de 1868) que se desató una verdadera fiebre minera que se prolongó hasta finales del siglo XIX. Esa ley de minas de 1868 simplificó la adjudicación de concesiones y proporcionaba suficiente seguridad al concesionario. A ello se sumó, entre otras medidas complementarias y la política general de los gobiernos del Sexenio Revolucionario, la ley de libertad de creación de sociedades mercantiles e industriales de 19 de octubre de 1869, que incluía a las sociedades mineras.
Entre las razones que se aducen para explicar esa política de concesiones mineras a empresas extranjeras, están las dificultades presupuestarias (la deuda pública, proveniente de la quiebra de la monarquía absoluta y que se intensificó con las guerras carlistas, hizo que el escaso crédito internacional de España convirtiese en una inversión arriesgada cualquiera que se proyectase para ese país), la ideología liberal y librecambista de los revolucionarios de 1868; y más técnicamente los factores de demanda (es decir, no sólo el deseo del gobierno, sino fundamentalmente la creciente demanda internacional de minerales: cobre, azufre, cinc, plomo). Para responder a esa demanda era necesario levantar una industria metalúrgica de implosible creación con los escaasos recursos internos: ni el capital ni la técnica necesaria se podían improvisar; ni era previsible que los fuera a haber en mucho tiempo. La decisión ante la que se enfrentaban las autoridades hacia 1870 era permitir la explotación de las minas con ayuda sustancial del capital extranjero y con vistas a la exportación, o condenarlas a permanecer inactivas.
Para el caso concreto del hierro, la industria siderúrgica inglesa (el taller del mundo durante la era victoriana) fue determinante para el desarrollo minero y metalúrgico español. Las transferencias tecnológicas en el sector del acero supusieron la introducción del convertidor Bessemer, que precisa un lingote libre de fósforo, proveniente de un mineral de hierro cuya presencia en la naturaleza es relativamente escasa. El mejor situado era el de la cuenca minera vizcaíno-santanderina. Los yacimientos malagueños estaban bastante más lejos para los ingleses; mientras que los suecos (Kiruna-Gallivare) se encuentran mucho más apartados de la costa. Desde 1871 se fundaron más de veinte compañías británicas con presencia en la minería española del hierro: la Orconera Iron Ore and Railway Company, la Salvador Spanish Iron Company, y la Marbella Iron Ore Company. También francesas: Schneider, Franco-Belge des Mines de Somorrostro (Valle de Somorrostro). Incluso hubo algunas españolas (Ybarra). A finales del siglo XIX España era el mayor exportador de mineral de hierro en Europa, con una enorme desproporción entre producción y exportación.
El valor acumulado a lo largo del siglo XIX de las exportaciones de plomo superó al del hierro, al exportarse ya beneficiado. Su localización también era diferente, al situarse sobre todo al sur peninsular (Sierra de Gádor, Sierra Almagrera y Sierra minera de Cartagena-La Unión). El cobre se concentraba en Huelva, principalmente en las cuencas mineras de Riotinto-Nerva y Tharsis-La Zarza, siendo explotado por la Rio Tinto Company Limited. Las piritas para la obtención de sosa cáustica y ácido sulfúrico se explotaron desde 1866 por la Tharsis Sulphur and Copper Company (por subrogación de la Compagnie des Mines de Cuivre d'Huelva, 1855). El mercurio de las Minas de Almadén fue arrendado por los Rothschild. El cinc de Reocín fue explotado por la Real Compañía Asturiana de Minas de capital belga.
Véase también: Categoría:Minería de España, minería andaluza (minería onubense —Rio Tinto Company Limited (1873)— Pozoblanco, Los Pedroches, Aznalcóllar, Linares) minería extremeña (Mina La Jayona, 1900), minería murciana (Historia de Cartagena, Portmán, La Unión), minería asturiana, minería leonesa, minería vasca, minería aragonesa, etc.
La siderurgia vizcaína tenía la ventaja del mineral de hierro, con ferrerías desde la Edad Media, pero subdesarrollada hasta mediados del siglo XIX. En 1841 Santa Ana de Bolueta (Begoña) tuvo la primera sociedad anónima, constituida por un grupo bilbaíno, que levantó un alto horno en 1848 y dos más en 1860. La familia Ybarra comenzó con una ferrería tradicional en 1827 que se convirtió en fábrica en Baracaldo en 1854, convertida en compañía comanditaria (Ybarra y Compañía) en 1860. El gran negocio de la exportación de hierro a Inglaterra permitió el desarrollo de una siderurgia que utilizara el retorno de los barcos, que para no dejar vacías las bodegas, volvían cargados de carbón inglés, lo que convertía a la ría del Nervión en una verdadera bocamina de los dos elementos necesarios (carbón y hierro). Francisco de las Rivas y Ubieta, convertido en conde de Mudela, abrió la Fábrica de San Francisco (el Desierto, Sestao, 1879); mientras que Ybarra se convirtió en sociedad anónima (Altos Hornos y Fábricas de Hierro y Acero, 1882, con capital y dirección combinado entre capitalistas vascos y catalanes). También de 1882 es La Vizcaya, mientras que de 1888 es la Sociedad Anónima Iberia. Las tres empresas se fusionaron en Altos Hornos de Vizcaya (1902). La introducción de tecnología puntera fue muy ágil: la sustitución de los hornos de pudelar y el método del crisol (métodos en los que la proporción de hierro y carbono —para obtener hierro forjado o dulce, acero o hierro colado— se hacía con criterios prácticamente artesanales) se produjo a mediados de los 1880, con el sistema Bessemer, poco después los hornos Martin-Siemens y el Thomas-Gilchrist, que permiten la precisión necesaria para fabricar acero en cantidades masivas. En 1897 se creó la Escuela de Ingenieros Industriales de Bilbao, que no se pondría en funcionamiento hasta 1899. Desde 1846, el Colegio General de Vizcaya (fundado a iniciativa del Consulado, Ayuntamiento y Diputación) impartía enseñanzas industriales, normalizadas desde 1850 con el plan estatal, y en 1879 las mismas instituciones impulsaron la creación de la Escuela de Artes y Oficios de Bilbao tomando como modelo la de Barcelona. Desde 1886, el Colegio de Estudios Superiores de Deusto incluyó entre sus estudios una Preparatoria de Ingenieros y Arquitectos.

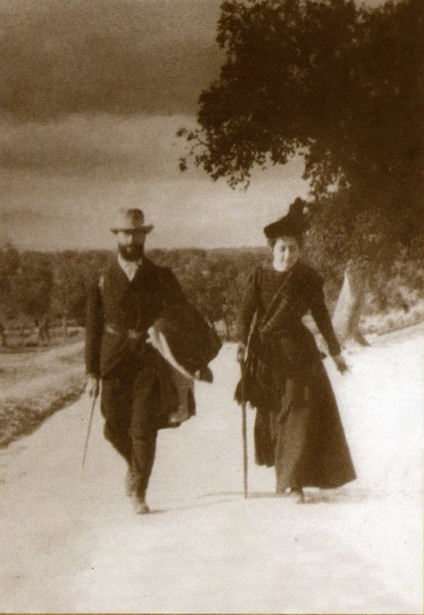
Ramón Menéndez Pidal y María Goyri en 1900, haciendo la ruta del Cid en su viaje de bodas.

#### La incorporación de la mujer a las instituciones culturales españolas delsigloXIX
En 1837 se concedió por primera vez acceso a la Biblioteca Real de Madrid a las mujeres, tras la solicitud de Antonia Gutiérrez Bueno (hija del químico ilustrado).
La revolución de 1868 permitió el acceso de la mujer a la Universidad, una posibilidad que en la Edad Media y el Renacimiento se había dado esporádicamente (y no tanto para la obtención de títulos como para el seguimiento informal de los estudios) y que la Contrarreforma había cerrado drásticamente (con la excepción señalada de Isidra de Guzmán a finales del siglo XVIII). Una ley de 1880 planteó la necesidad de un permiso especial para la admisión de mujeres, requisito que se suprimió en 1910. Ninguna mujer fue profesora universitaria hasta que Julio Burell creó la Cátedra de Literaturas Románicas de la Universidad de Madrid para Emilia Pardo Bazán (1916). Ella y Concepción Arenal (que había asistido clandestinamente, vestida de hombre, a la facultad de derecho en 1841) fueron las dos personalidades más destacadas que desde mediados del siglo XIX venían impulsando con su ejemplo intelectual y vital la incorporación de la mujer a las instalaciones culturales españolas, como por ejemplo el Ateneo de Madrid.
Una generación más tarde, ya hubo varias mujeres que pudieron incluso plantearse acudir a la universidad, para lo que tuvieron que salvar no pocos obstáculos. Solían ser las ciencias sociales y la literatura los ámbitos a los que por entonces se dirigían las pretensiones femeninas, como por ejemplo las de María Goyri y Carmen Gallardo (1891); pero anteriormente hubo mujeres matriculadas en medicina: María Elena Maseras (Barcelona, 1872) y Manuela Solís Clarás (Valencia, 1882), que llegó a publicar en 1907 un tratado sobre embarazo y lactancia que prologó su antiguo profesor Ramón y Cajal. Otra de las que suelen ser citadas como primera universitaria fue Matilde Padrón (1888), de quien Ortega y Gasset dijo, en una muy poco feminista expresión, que era «la mujer más inteligente que había conocido».

¡No quiero doctores con faldas!
De un catedrático de medicina a una de las primeras universitarias.

La mujer ni puede ni debe ejercer las diversas profesiones del hombre (...) jamás cedamos a sus halagadores engaños de sirena (...) pronto vendrían a quedarse con toda la casa.
Revista Siglo Médico, 1889.

Una misionera protestante, Alice Gordon Gulick, fundó el International Institute for Girls in Spain, con sedes en Santander y San Sebastián, donde profesoras norteamericanas daban clase a jóvenes españolas. Más adelante, en 1915, esta institución contribuyó a la creación de la Residencia de Señoritas de Madrid, dentro de la que destacaba el Laboratorio Foster de Química.

### Ciencia y técnica en elsigloXXespañol

#### Las últimas expediciones coloniales
El primer tercio del siglo XX constituye la última oportunidad de expansión colonial para un Imperio español que había sufrido el trauma del desastre de 1898 con la pérdida de Cuba, Puerto Rico y Filipinas en beneficio de Estados Unidos (lo que también obligó a liquidar por venta a Alemania el resto de islas del Pacífico, que quedaban sin posible gestión). La única posibilidad era aumentar la presencia en África Occidental, zona a la que se orientaron los esfuerzos militares, diplomáticos y científicos. En el aspecto institucional, se creó la Liga Africanista Española en 1913, tras la adjudicación a España de una zona del protectorado de Marruecos.

#### Expediciones al interior: el «redescubrimiento de España»
Orientadas al interior de las fronteras de la metrópoli, se efectuaron otro tipo de expediciones científicas, como la Comisión Científica a Galicia (1921-1929), la expedición a Canarias de César Labrado (1905-1906), los estudios y exploración florística de la Mancha de José González-Albo (1934) o las Campañas Ictiológicas y Pesqueras de 1939. Responden al redescubrimiento de España, su paisaje y paisanaje, característico del ambiente intelectual krausista y regeneracionista, cuya dimensión literaria fue la generación de 1898, y que se expresó también en el surgimiento de la pedagogía del excursionismo (muy utilizada por la Institución Libre de Enseñanza) y las sociedades excursionistas (Centro Excursionista de Cataluña, Sociedad Castellana de Excursiones —1903—, Grupo Excursionista y Deportivo Gerundense —1919).
Consideración especial mereció la zona de Las Hurdes, objeto de un divulgadísimo conjunto de viajes antropológicos y de preocupación social iniciados por Maurice Legendre y que terminaron implicando a Miguel de Unamuno (1914), Gregorio Marañón (Comisión Sanitaria de abril de 1922) y al propio rey Alfonso XIII (junio de 1922); a raíz de los cuales se filmó el polémico documental de Luis Buñuel (Las Hurdes, tierra sin pan, 1933).
También en la provincia de Cáceres, identificada como la zona más afectada por la malaria en España, se estableció en 1925 el Instituto Antipalúdico de Navalmoral de la Mata, centro de investigación y experimentación impulsado por el doctor Gustavo Pittaluga y dirigido por Sadí de Buen.
A principios del siglo XX comienza la extensión de una red de observatorios específicamente meteorológicos, emancipados de los observatorios astronómicos que hasta entonces habían acogido la recogida de datos meteorológicos como un apéndice de su principal función (Real Instituto y Observatorio de la Armada —Cádiz— y Real Observatorio Astronómico —Madrid—, creados en el siglo XVIII). El primero fue el observatorio de Monte Igueldo de San Sebastián (1905, por el párroco de Zarauz Juan Miguel Orcolaga), y poco después el observatorio de Fabra (en el Tibidabo de Barcelona, fundado por Camilo Fabra, marqués de Alella en 1901, pero cuya construcción no finalizó hasta 1905), el observatorio del Ebro (vinculado a los jesuitas, que lo fundaron en 1904 —Roquetes, cerca de Tortosa, en el Bajo Ebro— como observatorio astronómico —relaciones Sol-Tierra— y se integró en la red meteorológica en 1920), el observatorio de Toledo (1908, dependiente del Instituto de Bachillerato —profesor Miguel Liso) y muchos otros. El Instituto Nacional de Meteorología remonta sus primeras instituciones fundacionales a mediados del siglo XIX, aunque su primera configuración como Instituto Central Meteorológico no se realizó hasta 1888, por la insistencia de Francisco Giner de los Ríos, que promovió el nombramiento de Augusto Arcimis como primer director, y que hasta 1906 no dispuso de más personal que un ayudante y un ordenanza. Asociado a ambos tipos de observatorios se fue completando una red de observatorios geofísicos (sismógrafos, mediciones magnéticas, etc.).

#### El desarrollo de la electrificación en España
El Metro de Madrid se inauguró el 17 de octubre de 1919. Ese mismo año se produjo la primera gran huelga del sector: la huelga de La Canadiense, lo que testimonia que tanto el número de trabajadores como sus condiciones de trabajo se habían equiparado significativamente con los demás sectores industriales. La dictadura de Primo de Rivera impulsó, desde una perspectiva de nacionalismo económico, sectores de vanguardia en telecomunicaciones, como la radiodifusión (véase Radio en España) y la telefonía (Compañía Telefónica Nacional de España, en régimen de monopolio). La autarquía del primer franquismo impulsó la concentración y nacionalización parcial del sistema de generación y distribución eléctrica, lo que produjo un oligopolio de empresas, que se reordenó con las privatizaciones y fusiones propias de la economía española posterior a la incorporación a la Unión Europea (1986).

#### La ciencia y la tecnología en la «Edad de Plata»

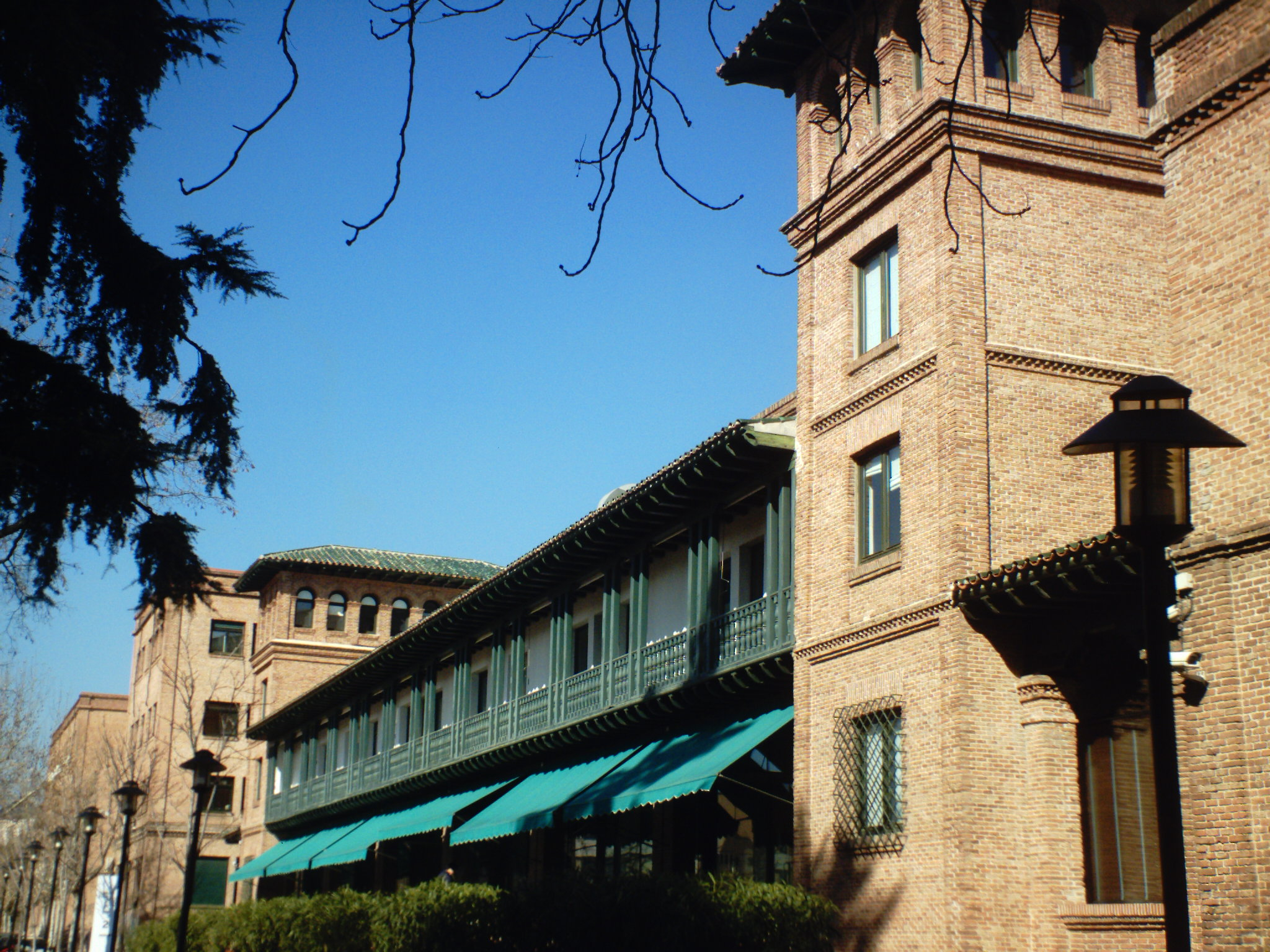
Residencia de Estudiantes. Enclavada desde 1910 en una zona de lo que entonces eran las afueras del norte de Madrid (los Altos del Hipódromo, donde desde 1887 ya estaba el Museo Nacional de Ciencias Naturales —heredero del Real Gabinete de Ciencias— y que posteriormente acogió también al CSIC), sirvió de centro de intercambio de ideas de la juventud vanguardista española entre sí y con sus maestros, lo que en ese momento (la denominada edad de plata) significaba el contacto de tres generaciones decisivas para la cultura española (las denominadas generación de 1898, generación de 1914 y generación de 1927). También se concibió para una esencial proyección internacional (era resultado de la actividad de la Junta para la Ampliación de Estudios), y acogió visitas de científicos del máximo prestigio, como el propio Albert Einstein en su gira por España de 1923, que incluyó a Barcelona y Zaragoza. Entre las personalidades con que el genial físico tomó contacto se contaron, en el mundo literario: Pío Baroja, José Ortega y Gasset, Ramón Gómez de la Serna, Eugenio d'Ors, Miguel de Unamuno o Bartolomé Cossío; y entre las de formación científica: Julio Rey Pastor, Blas Cabrera, Esteban Terradas, Gregorio Marañón y José Rodríguez Carracido.

La Edad de Plata de las letras y ciencias españolas es el nombre con el que suele designarse al primer tercio del siglo XX, caracterizado por un esperanzador florecimiento de las actividades científicas y literarias, de una calidad y repercusión internacional incomparable desde el Siglo de Oro. Comenzó con un hito espectacular: el Premio Nobel de Santiago Ramón y Cajal (1906) y terminó trágicamente con el estallido de la guerra civil española (1936).
La mentalidad regeneracionista impregna a los gobiernos de muy distinta orientación política de la monarquía de Alfonso XIII, la dictadura de Primo de Rivera (impulsora de obras públicas de todo tipo, de la electrificación y de los inicios de la telefonía y la radiodifusión) y la Segunda República Española. Particularmente esta última (o al menos la élite intelectual que impulsó su instauración —Niceto Alcalá Zamora, Manuel Azaña, Julián Besteiro, Fernando de los Ríos, la Agrupación al Servicio de la República —José Ortega y Gasset, Gregorio Marañón, Ramón Pérez de Ayala) se percibía a sí misma como un régimen político orientado a la transformación social de España en un sentido laico e ilustrado, que veía a la educación, la ciencia y la tecnología como herramientas esenciales de un progreso en todos los ámbitos (económico, social, institucional), imprescindible para la superación del atraso nacional (cuya conciencia se expresaba contemporáneamente en el denominado debate sobre el Ser de España).
La neutralidad de España en la Primera Guerra Mundial (1914-1918) significó unas oportunidades de negocio que aprovechó una clase empresarial recién salida del impacto de la pérdida del mercado colonial (1898), aunque no tuviera consecuencias sociales muy positivas (crisis de 1917). Uno de los momentos más brillantes del periodo previo a la Segunda República fue el de las exposiciones internacionales que coincidieron en 1929 y que sirvieron de escaparate internacional de España: la Exposición Iberoamericana de Sevilla y la Exposición Internacional de Barcelona.

##### El acceso de las mujeres a los estudios y titulaciones universitarias
Fue en 1910 cuando, al tiempo que se inauguraba la Residencia de Estudiantes, se aprobaron dos Reales Órdenes, la 9 de marzo y la de 4 de septiembre, que derogaban el requisito, exigido a las mujeres, de autorización administrativa previa a la matriculación, permitiendo el libre acceso en igualdad con los varones. Además, la nueva normativa reconoció la validez del título universitario expedido a las mujeres, para ejercer profesionalmente en instituciones públicas dependientes del Ministerio de Instrucción Pública y Bellas Artes.

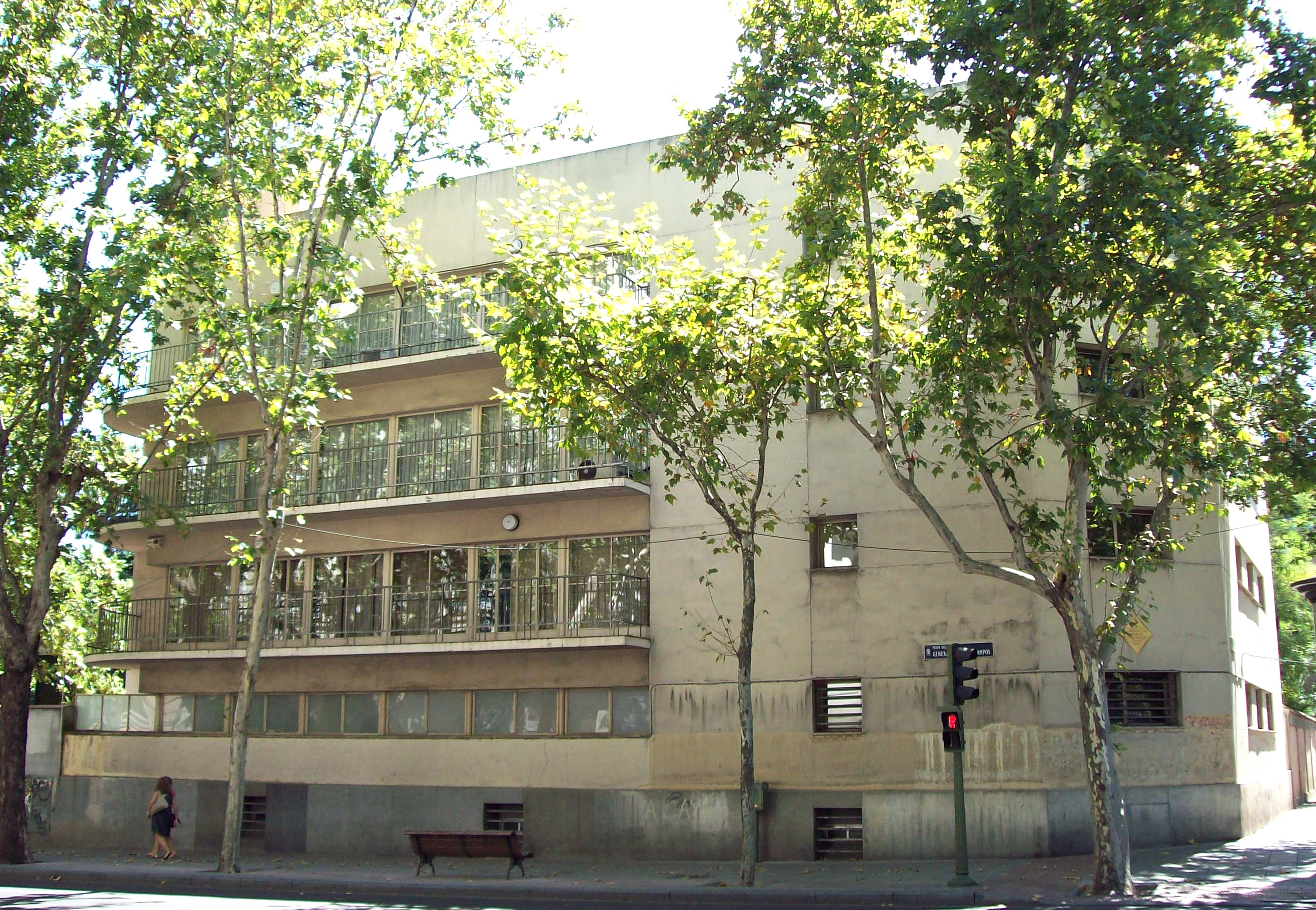
Sede principal de la Fundación Ortega-Marañón, en Madrid. El edificio fue proyectado en 1932 por Carlos Arniches Moltó y construido de 1932 a 1933 como parte de la Residencia de Señoritas de la Junta para Ampliación de Estudios.

En 1915 se fundó la Residencia de Señoritas, versión femenina de la Residencia de Estudiantes, que se configuró como un espacio formativo, de cultura y convivencia entre mujeres. Entre las residentes estuvieron Victoria Kent, María Luz Navarro Mayor, Francisca Bohigas Gavilanes, Felisa Martín Bravo.

##### Instituciones científicas y tecnológicas de la «Edad de Plata»
Instituciones clave del periodo fueron la Asociación Española para el Progreso de las Ciencias (1908) y la Junta para la Ampliación de Estudios e Investigaciones Científicas (1907), de origen krausista (el mundo intelectual proveniente de la Institución Libre de Enseñanza). Dependientes de ella, se crearon un conjunto de instituciones anejas: la Residencia de Estudiantes (1910 —véase pie de imagen), el Instituto Nacional de Ciencias Físico-Naturales (1910, dirigido por Cajal) del que a su vez dependía el Laboratorio de Investigaciones Físicas (dirigido por Blas Cabrera, y que fue transformado en Instituto Nacional de Física y Química en 1932 —actual Instituto Rocasolano del CSIC), el Seminario y Laboratorio Matemático (Julio Rey Pastor, 1915), etc. En el mismo ambiente institucionista se fundó el Instituto Escuela (1918 —enseñanza secundaria, hoy convertido en el IES Ramiro de Maeztu). Las ciencias sociales no fueron ajenas al impulso: Centro de Estudios Históricos y Escuela Española en Roma de Arqueología e Historia (dirigidos por Ramón Menéndez Pidal, 1910).
Otras iniciativas, de muy diverso origen e inspiración, rivalizaron en la fundación de instituciones científicas y tecnológicas de primer nivel: el Instituto Católico de Artes e Industrias (ICAI, 1908, dirigido por los jesuitas —Enrique Jiménez, José Agustín Pérez del Pulgar y Enric de Rafael—, orden que volvió a sufrir, como en 1767, una legislación que la suprimía en España, con la Constitución republicana de 1931; el propio edificio del ICAI fue incendiado en los disturbios anticlericales), el Laboratorio de Sanidad Municipal, la Academia de Ciencias Exactas, Físico-Químicas y Naturales de Zaragoza (1916), el Laboratorio de Investigaciones Bioquímicas de Zaragoza (Antonio de Gregorio Rocasolano, 1918) o el Instituto Español de Oceanografía. Cataluña se demostró especialmente dinámica: Escuela Industrial de Barcelona (patronato creado en 1904, que en 1916 ya había creado siete escuelas), Instituto Químico de Sarriá (Eduardo Vitoria Miralles, 1916), Observatorio Fabra (1904), Instituto de Estudios Catalanes (1907).
El Instituto de Radiactividad fue uno de los pioneros en Europa (1910 o 1911, el de Viena es de 1908 y los de París y Londres de 1910; mientras que el alemán Kaiser Wilhelm Gesellschaft es de 1912), y es también conocido por el nombre de Laboratorio Amaniel, por la calle de Madrid donde se trasladó en 1914. Su director, José Muñoz del Castillo había comenzado a investigar en su propio laboratorio privado desde 1903 (seis años después del descubrimiento de Henri Becquerel, y el mismo año que éste recibió el Nobel), tras asistir como delegado especial de España al quinto Congreso Internacional de Química Aplicada de Berlín, donde quedó impresionado por el radiotelurio (polonio) de Willy Marckwald. Con gran apoyo académico y político y una singular visión comercial, Muñoz del Castillo realizó el Mapa de la radiactividad en España (1905) y certificaba la radiactividad de aguas termales (con colaboración de los médicos hidrólogos) y de abonos radiactivos (que parecían ser una prometedora aplicación para la radioagricultura). Desde 1909 publicó el Boletín de Radiactividad. La oposición tenaz de Muñoz a admitir la hipótesis de la desintegración radiactiva le fue aislando de los grupos de investigación europeos. Tras su jubilación (1920) el laboratorio se convirtió en una institución marginal. Los equipos y el edificio de la calle Amaniel permanecieron inutilizables entre 1940 y 1980 debido a su fuerte contaminación radiológica.
La ingeniería tuvo sus principales figuras en Leonardo Torres Quevedo (Centro de Ensayos de Aeronáutica, Laboratorio de Aeronáutica, Asociación de Laboratorios, Laboratorio de Mecánica Aplicada o Automática del Ateneo de Madrid), quien desarrolló dirigibles, transbordadores, sistemas de radiocontrol y calculadoras; y Esteban Terradas, quien además era un científico de gran altura, del que el propio Einstein diría He descubierto un hombre extraordinario. No obstante, protagonizó un escándalo que dividió al mundo científico en bandos políticos: su nombramiento como catedrático de Ecuaciones Diferenciales (durante la Dictadura) fue revocado en 1931 (tras la proclamación de la República) por cuestiones formales, y al presentarse a oposiciones al año siguiente fue suspendido por un tribunal compuesto por José Barinaga, Fernando Lorente de Nó y Roberto Araujo, quienes a su vez serían represaliados tras la Guerra Civil (por el gobierno de Franco).
En 1930, el arquitecto Fernando García Mercadal impulsó la fundación del Grupo de Artistas y Técnicos Españoles para el Progreso de la Arquitectura Contemporánea (GATEPAC) como rama española del Congreso Internacional de Arquitectura Moderna (CIAM). Un grupo de arquitectos catalanes creó la rama catalana de la organización (Grupo de Arquitectos y Técnicos Catalanes para el Progreso de la Arquitectura Contemporánea, GATCPAC).
El automovilismo español nació con empresas como La Hispano-Suiza e instituciones sociales y deportivas como el Real Automóvil Club de España.
La aeronáutica española o aviación española, vinculada al ejército desde el 1896 (Servicio de Aerostación Militar dirigido por Pedro Vives y Vich, Parque Aerostático de Guadalajara del Cuerpo de Ingenieros, participante en la Comisión Internacional para la Aerostación Científica), fue una de las más precoces de Europa, y se le atribuye el primer bombardeo aéreo planificado del mundo (Marruecos, 1913). Heraclio Alfaro Fournier construyó el primer avión español, que sobrevoló Vitoria en 1914. El innovador más importante fue Juan de la Cierva y Codorníu (autogiro), aunque el héroe mediático fue Ramón Franco (Vuelo del Plus Ultra, que cruzó el Atlántico sur en 1926, un año antes que el Spirit of St. Louis cruzara el Atlántico norte). El vuelo del Cuatro Vientos (1933, Barberán y Collar) abrió la ruta aérea del Atlántico central, pero terminó trágicamente en su última escala (La Habana-México). La aviación militar española fue objeto de una cuidada organización (Historia del Ejército del Aire de España, Emilio Herrera Linares, Alfredo Kindelán), y a partir de ella se desarrollaron unas también precoces aviación civil española (Iberia —1927—, Horacio Echevarrieta) e industria aeronáutica española (Construcciones Aeronáuticas S.A. —1923—, José Ortiz Echagüe).
Los viajes de ampliación de estudios al extranjero caracterizaron la renovación de la ciencia económica española en el primer tercio del siglo, ejemplo de la cual fue el Servicio de Estudios del Banco de España (1930-1936). Una primera generación del 98 (Antonio Flores de Lemus, Francisco Bernis Carrasco y José María Zumalacárregui Prat) dio paso a una segunda generación del 14 (Luis Olariaga Pujana, Olegario Fernández Baños, Germán Bernácer Tormo, Ramón Carande, A. Viñuelas, G. Franco y A. Cienfuegos) y a una tercera del 27 (Román Perpiñá Grau y Josep Anton Vandellós —o Valdellós).

##### La recepción de la revolución relativista
A pesar de que Esteban Terradas y Blas Cabrera presentaron las teorías de Albert Einstein en 1908, sólo tres años después de los famosos artículos de 1905 (Primer Congreso de la Asociación Española para el Progreso de las Ciencias, Zaragoza), y que algunos físicos, como José María Plans se mostraban receptivos, la mayor parte de los científicos españoles acogieron con mucho recelo el debate científico en torno a la Teoría de la Relatividad y posteriormente la Mecánica cuántica, y evitaron cuanto fue posible el cuestionamiento de los modelos clásicos diseñados para la pervivencia del paradigma newtoniano (teoría del éter).

¡Cuántos capítulos de la vieja mecánica habría que modificar profundamente si se aceptase como buena esta última negación! [se refiere a la inexistencia del movimiento absoluto]
José de Echegaray, 1912.

El sistema de Einstein, desde el punto de vista rigurosamente científico, no es válido: es una extraña mezcla de imaginación metafórica, de interpretaciones erróneas, de experiencias e hipótesis injustificadas, cuyas absurdas conclusiones se han procurado disimular durante algún tiempo, pero que ahora se hacen ya evidentes.
Ricardo Royo Villanova, «La crisis de la ciencia.» 1936.

No obstante, la visita de Albert Einstein a España (1923) se celebró como un acontecimiento científico y social de gran repercusión, y entre el año 1933 y 1935 (cuando se planteaba dejar Alemania) se le ofreció insistentemente una cátedra en España, que acabó postergando en beneficio de los Estados Unidos. Algún colaborador de Einstein, como Jakob Laub, u otros físicos extranjeros de renombre, como Tullio Levi-Civita, Hermann Weyl, Arnold Sommerfeld y Kasimir Fajans, sí desarrollarán algún periodo de su actividad científica en España.

##### Otros científicos españoles del primer tercio delsigloXX
La nómina de científicos españoles que comienzan su carrera investigadora en el primer tercio del siglo es impresionante. Una gran mayoría, dada su identificación con los perdedores de la Guerra Civil, se vieron forzados al exilio, enriqueciendo las universidades de países hispanoamericanos (Exilio español en México, Historia de la ciencia en la Argentina), de los Estados Unidos o de la Unión Soviética. Una significativa minoría, de perfil político menos acusado, o directamente afín al régimen franquista, pasó a la tarea de la reconstrucción de la destruida ciencia y tecnología española de la posguerra.
- Ciencias biológicas: Ignacio Bolívar, su hijo, Cándido Bolívar, los genetistas José Fernández Nonídez y Antonio Zulueta,[196] August Pi i Sunyer (1879-1965, iniciador de la microbiología en Venezuela); los distinguidos neurocientíficos de la Escuela Neurológica Española (o Escuela de Cajal) Francisco Tello, Domingo Sánchez, Nicolás Achúcarro, Pío del Río Hortega, Fernando de Castro Rodríguez, Rafael Lorente de Nó, Pedro Ramón y Cajal (hermano menor de Santiago Ramón y Cajal) y Gonzalo Rodríguez Lafora (Pío del Río-Hortega, Fernando de Castro y Rafael Lorente de Nó fueron firmes candidatos al Premio Nobel en Fisiología o Medicina en diversas ocasiones, desde finales de la década de 1920 hasta la de 1960, y constituyen, sin duda la más fecunda escuela científica del ámbito de la Biomedicina mundial junto a la del infectólogo francés Louis Pasteur); Juan Negrín (fisiólogo, que ocupó el cargo de presidente del gobierno de la República durante la guerra), Carlos Jiménez Díaz (Instituto de Investigaciones Médicas), Francisco Grande Covián (Instituto de Alimentación de Valencia), Severo Ochoa (Premio Nobel en Fisiología o Medicina en 1959, ya con nacionalidad estadounidense), José Puche Álvarez (fisiólogo), Gustavo Pittaluga (italiano nacionalizado español, que desarrolló la lucha contra la malaria), Ángel Garma (psiquiatra y psicoanalista).
- Ciencias físico-matemáticas: Julio Palacios (termología, estructuras cristalinas, difracción por rayos X), Arturo Duperier (electromagnetismo, ley de Cabrera-Duperier —corrección de la del paramagnetismo de Curie-Weiss),[197] Manuel Martínez Risco (física teórica, óptica y acústica), Miguel Catalán Sañudo (electroscopista), Enrique Moles (químico), Luis Santaló (uno de los fundadores de la geometría integral), José María Plans (físico y matemático), Rafael Campalans (ingeniero, físico y político de orientación socialista y catalanista), Casimiro Lana (ingeniero químico y político —Izquierda Republicana),[198] Ferrán Tallada, Tomás Rodríguez Bachiller (análisis matemático).[126]
- Ciencias geológicas: José Royo Gómez (paleontólogo), Juan Carandell Pericay (geólogo).

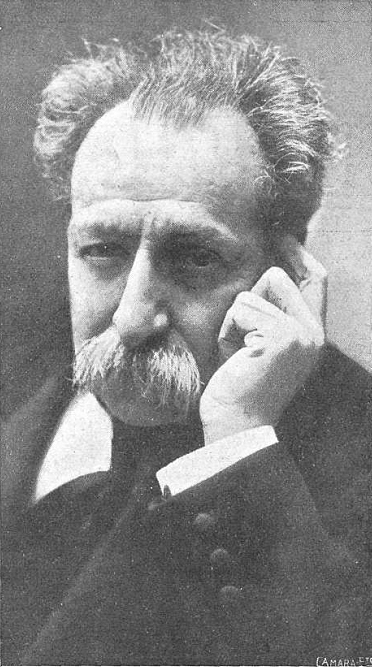
José Rodríguez Carracido.
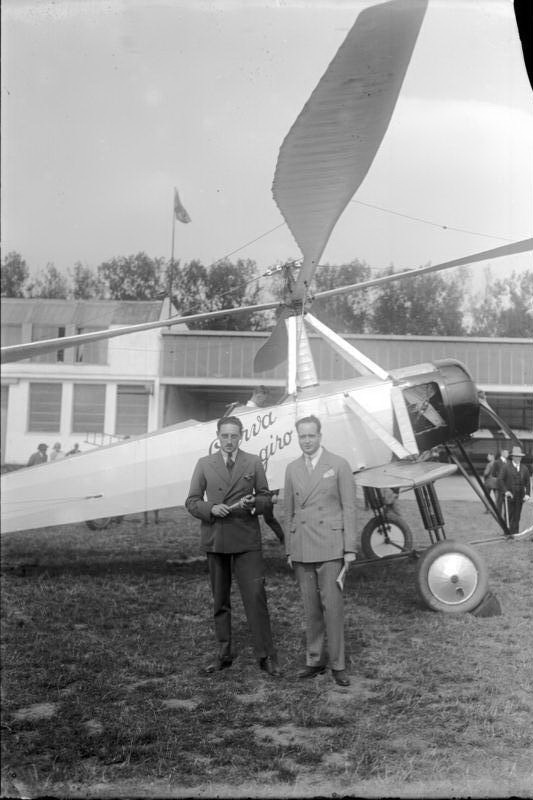
Autogiro La Cierva, junio de 1928.

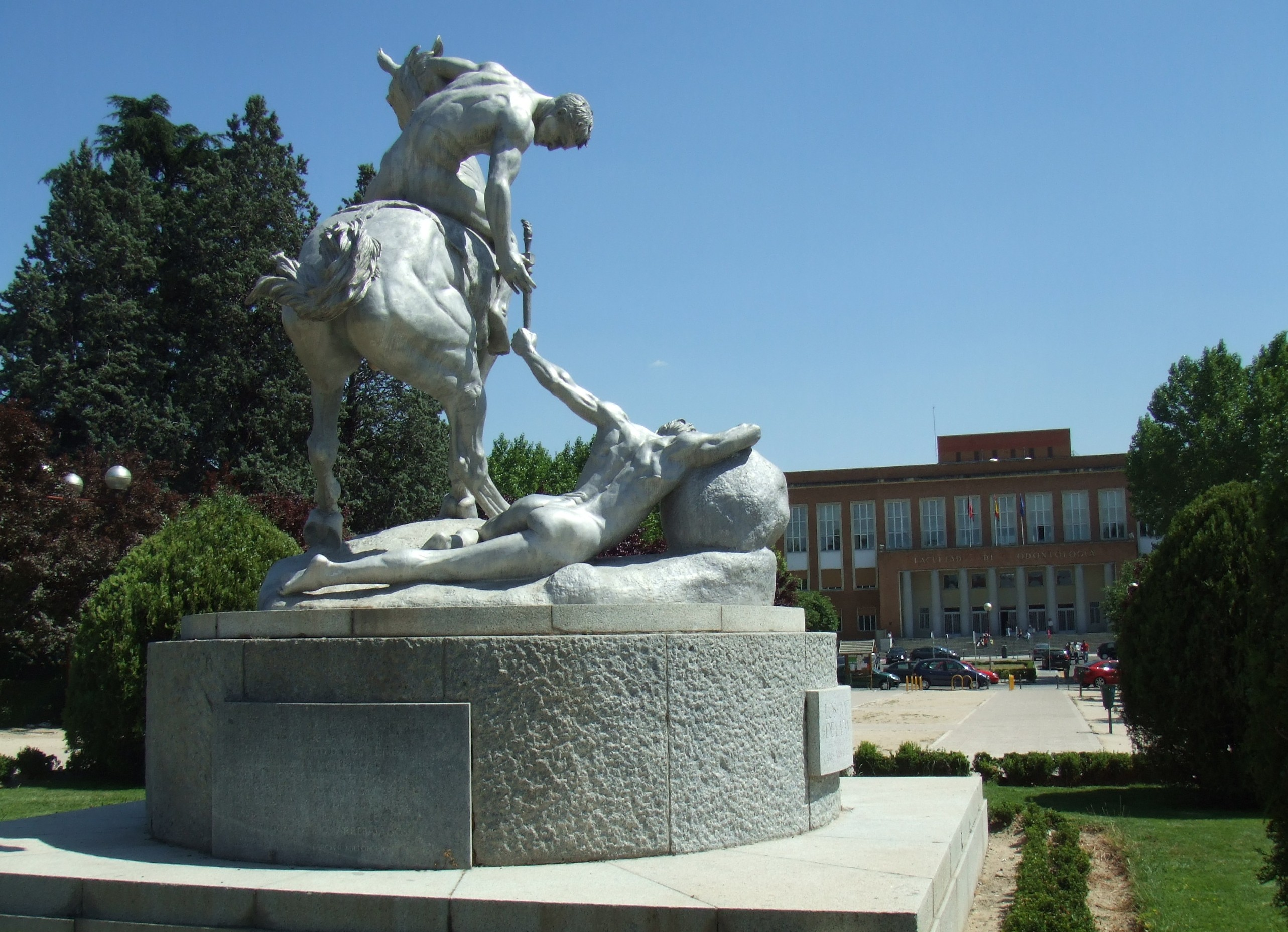
El campus de Moncloa de la Universidad Complutense de Madrid, en construcción desde los años veinte, fue el frente de la batalla de Madrid (noviembre de 1936) y continuó recibiendo un duro castigo durante el resto de la guerra civil española. Reconstruido durante el franquismo, acogió las principales instituciones de educación superior de España, con una clara vocación investigadora que lentamente fue superando el desolador estado físico y humano de la prolongada posguerra (años cuarenta y cincuenta).

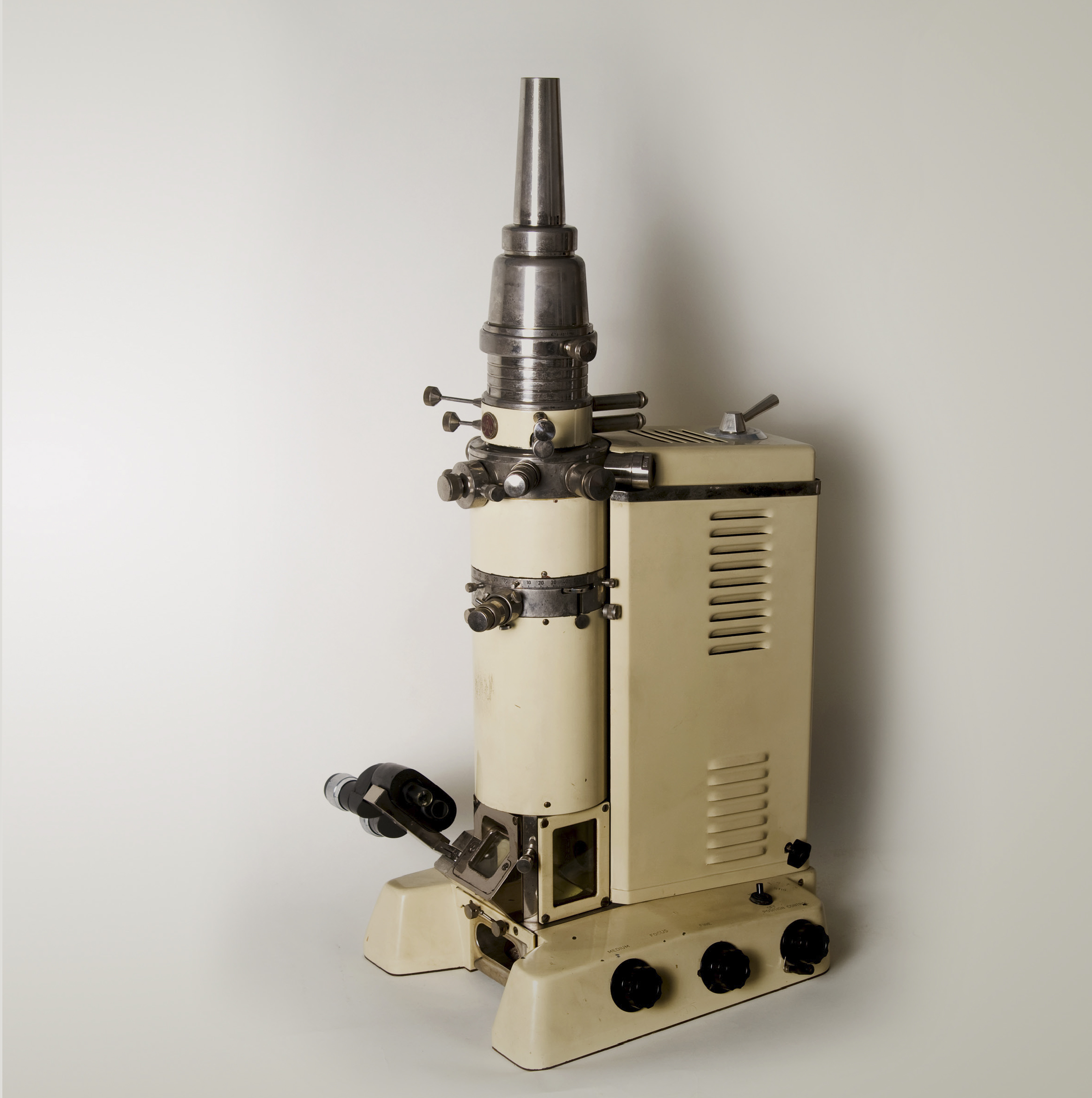
Esta pieza del Museo Nacional de Ciencia y Tecnología de España se exhibe como el primer microscopio electrónico que llegó a España, donado por la Fundación Juan March, hacia 1960. Según otras fuentes, sería de 1961, y no el primero sino el segundo (véase texto del artículo y su referencia).

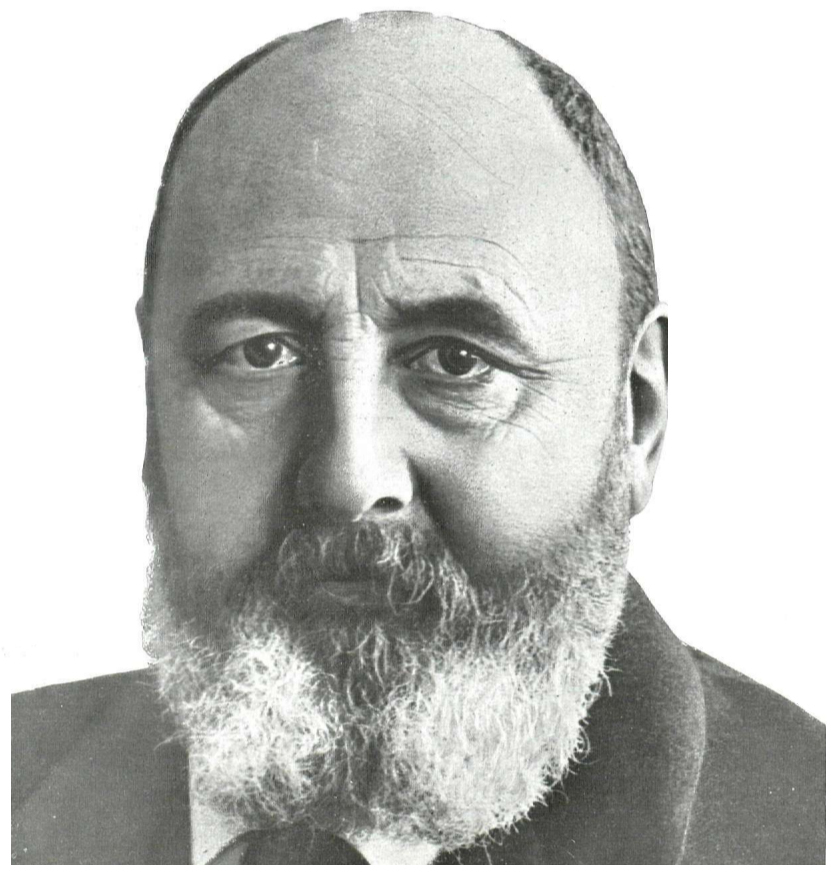
Leonardo Torres Quevedo.

#### La ciencia y la tecnología durante el franquismo
Se ha llegado a calificar de destrucción de la ciencia en España el resultado conjunto de la guerra civil, el exilio de científicos (una gran mayoría identificados con el bando republicano) y la represión que las autoridades franquistas ejercieron sobre los que permanecieron en España. Esta se expresó en una concienzuda depuración de funcionarios públicos y en particular de la Universidad y la enseñanza media y primaria (véase Depuración franquista del magisterio español) y de la Junta de Ampliación de Estudios, que se optó por refundar en una nueva planta como Consejo Superior de Investigaciones Científicas (CSIC, 1939), controlado por políticos de formación intelectual (José Ibáñez Martín, que también era Ministro de Educación y Ciencia) y científicos (José María Albareda Herrera), en ambos casos fuertemente identificados con el nacionalcatolicismo.
La actividad científico-tecnológica durante el franquismo dependió estrechamente de la peculiar posición internacional de España. Durante la Segunda Guerra Mundial osciló entre la fidelidad a las potencias del Eje y la neutralidad, dando paso a un duro aislamiento internacional acentuado con una opción consciente por una política de autarquía. Los años cincuenta significaron el acercamiento a los Estados Unidos (por ejemplo, la producción de penicilina en Aranjuez desde 1951) y una cada vez mayor apertura con criterios desarrollistas y tecnocráticos, sobre todo tras el Plan de Estabilización de 1959. La política científica, de muy escaso peso presupuestario, permitió reconstruir un débil tejido investigador, en el que destacaban meritorias individualidades (algunas de ellas recuperadas del exilio) y un selecto grupo de instituciones: El Instituto Nacional de Técnica Aeroespacial (INTA, 1942; el INTASAT, primer satélite español, se lanzó en 1974), la Junta de Energía Nuclear (1951, dirigida de 1958 a 1974 por José María Otero de Navascués; el primer reactor nuclear para obtención de energía eléctrica se abrió en 1968 —Central nuclear José Cabrera—, incluso se especuló con la posibilidad de desarrollar un arma nuclear), la Comisión Asesora de Investigación Científica y Técnica (CAICYT, 1958), o el Fondo Nacional para el Desarrollo de la Investigación Científica (FNDIC, 1964).
Una prestigiosa institución de iniciativa personal, el Instituto Técnico de la Construcción y la Edificación, creado en 1934 por Eduardo Torroja junto al arquitecto Manuel Sánchez Arcas, pasó a integrarse en el CSIC (actualmente es denominado Instituto de Ciencias de la Construcción Eduardo Torroja). También en el CSIC se integró el Centro de Investigaciones Biológicas, creado en 1953 a iniciativa de Gregorio Marañón. En cambio, instituciones de gran proyección con anterioridad a la guerra (y que durante esta siguieron funcionando en condiciones heroicas) quedaron desmanteladas por el ostracismo al que se sometió a sus equipos, como el laboratorio de genética del Museo de Ciencias Naturales (Antonio de Zulueta, que había llevado a la genética española a un importante nivel de desarrollo, y que durante la Guerra Civil incluso contó con la presencia de Hermann Joseph Muller), que no se recuperó hasta los años ochenta.
La vinculación de los científicos e instituciones españoles con sus homólogos internacionales no pasó en la mayor parte de las disciplinas de lo que se puede denominar seguimiento: el Año Geofísico Internacional (1957-1958), momento crucial que significó el cambio de paradigma o revolución wegeneriana contó con un modesta participación española. La alianza militar con los Estados Unidos propició que el programa espacial estadounidense abriera instalaciones en España el Madrid Deep Space Communications Complex (MDSCC), en Robledo de Chavela y en Fresnedillas de la Oliva, donde realizó su actividad Luis Ruiz de Gopegui; mientras que la actividad de la Estación Sismológica de Sonseca, vinculada a la detección de pruebas nucleares, fue mucho más discreta y sin prácticamente ninguna participación española hasta los años setenta.
Científicos de alto nivel de muy distintas especialidades desarrollaron su actividad en la España del franquismo: Pedro Puig Adam y Sixto Ríos (matemáticas), Juan José López Ibor y Juan Antonio Vallejo-Nágera (psiquiatría), Ignacio Barraquer y José Barraquer (oftalmología), Salvador Gil Vernet y Antonio Puigvert (urología), Francisco Bonilla Martí (obstetricia y ginecología), etc.
En 1943 se creó la Facultad de Ciencias Políticas y Económicas de la Universidad Complutense de Madrid (Manuel de Torres Martínez,
Valentín Andrés Álvarez, José Castañeda Chornet, Heinrich von Stackelberg), y entre 1957 y 1968 la Facultad de Ciencias Económicas de Barcelona (Juan Sardá, Fabián Estapé).
La tecnología automovilística tuvo un lento desarrollo tras la posguerra a través de empresas privadas como la de Eduardo Barreiros (Barreiros (automoción), 1954-1978), y sobre todo mediante la iniciativa estatal del Instituto Nacional de Industria (INI): SEAT (1950, con inicial apoyo tecnológico de la italiana Grupo Fiat y ENASA-Pegaso (automóviles) (Wifredo Ricart, 1946).
La llegada a España del primer microscopio electrónico fue al Instituto de Óptica "Daza de Valdés" del CSIC (1948), la fundación Juan March dotó de otro a la Escuela de Ingenieros Industriales de Barcelona (1961) y el Banco de España y otras instituciones financieras públicas al Centro de Investigaciones Biológicas en 1962. Luis Bru Villaseca había fundado la Sociedad Española de Microscopía Electrónica (1956) y el Centro Nacional de Microscopía Electrónica (1957), que dispuso de otro aparato desde 1965. La Escuela de Ingenieros Industriales de Madrid obtuvo otro del Ministerio de Educación proporcionado por la Ayuda Americana (programa de compensación por el uso de las bases militares de Estados Unidos en España).

##### Los inicios de la revolución informática
Aparte de las Enigma que la Alemania nazi suministró al ejército de Franco en la Guerra Civil, el primer ordenador digno de tal nombre que llegó a España, en 1958, fue un IBM 650 de tarjetas perforadas (medio millón de dólares de precio y 900 kg de peso), existente en el mercado desde 1953, que empleó la Renfe para calcular las rutas de los ferrocarriles mineros. La segunda generación de ordenadores llegó al año siguiente: un UNIVAC UCT para la Junta de Energía Nuclear. En 1961 la Feria de Muestras de Barcelona presentó un IBM 1401. En 1962, la segunda edición del SIMO de Madrid (Luis Alberto Petit) presenta, junto al mismo IBM 1401, el Bull Gama 70, el Univac 1103 y el MTR 39. En el mismo año, las primeras empresas del sector privado en comprar un ordenador fueron Sevillana de Electricidad y Galerías Preciados. Simultáneamente, el Ministerio de Hacienda adquirió su primer ordenador. En 1967 la Universidad Complutense de Madrid obtuvo, como donación del fabricante, un ordenador científico IBM 7094. Los años siguientes presenciaron un aumento significativo del parque de ordenadores, que para 1970 habían desplazado a las tabuladoras utilizadas desde los años veinte. Aparatos informáticos actualizados estaban presentes tanto en Madrid (50 % del total) como en Barcelona (34 %), y sólo un 16 % en el resto de ciudades, sobre todo en las grandes entidades financieras. En 1973 o 1974 una empresa española desarrolló el Kentelec 8 (Manel Puigbó Rocafort, para DISTESA-Anaya), que algunas fuentes consideran el primer ordenador personal (el microprocesador existía desde 1971, y en los años setenta hay diversos diseños que precedieron al IBM PC de 1981).

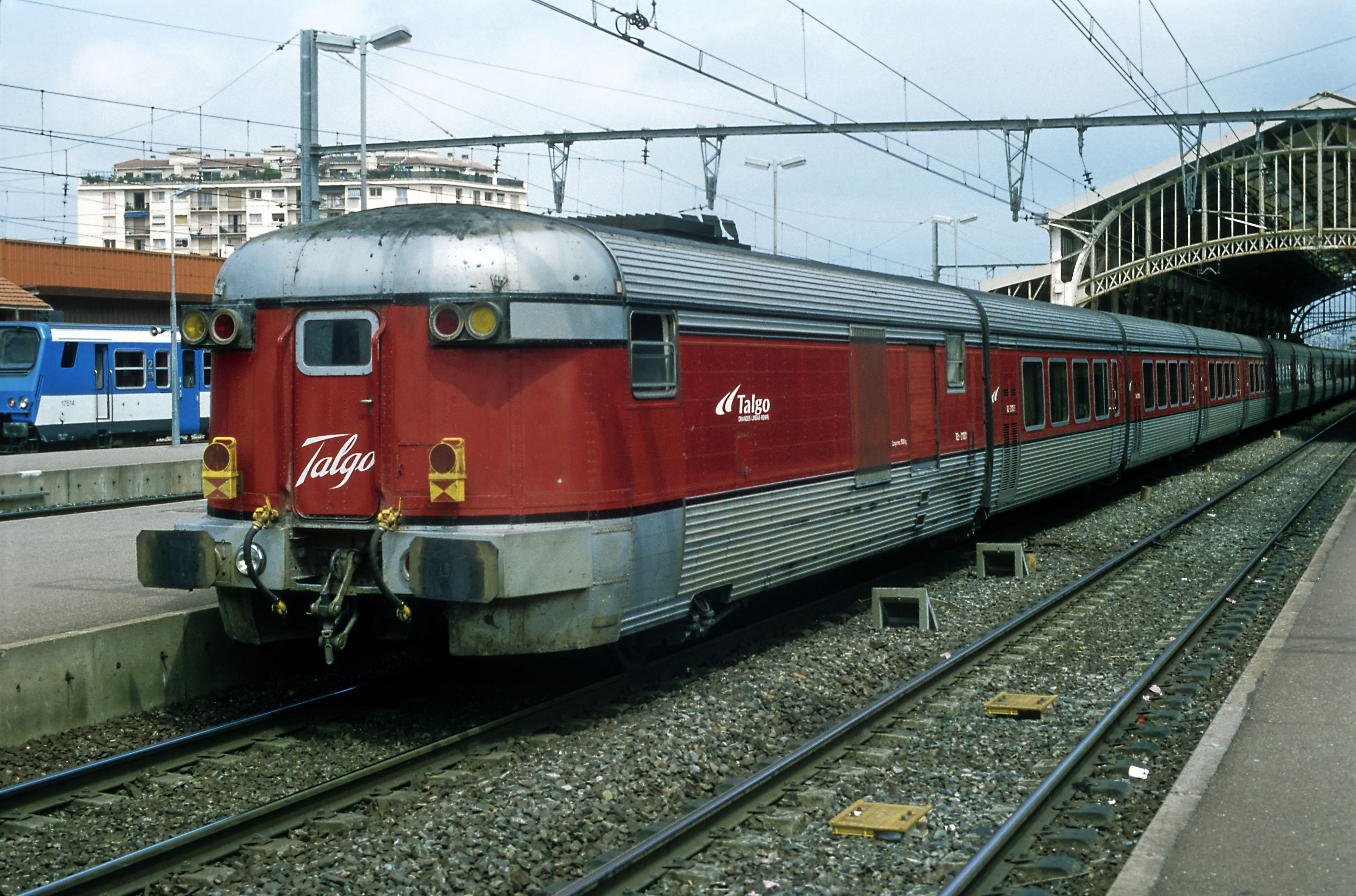
Ferrocarril TALGO.
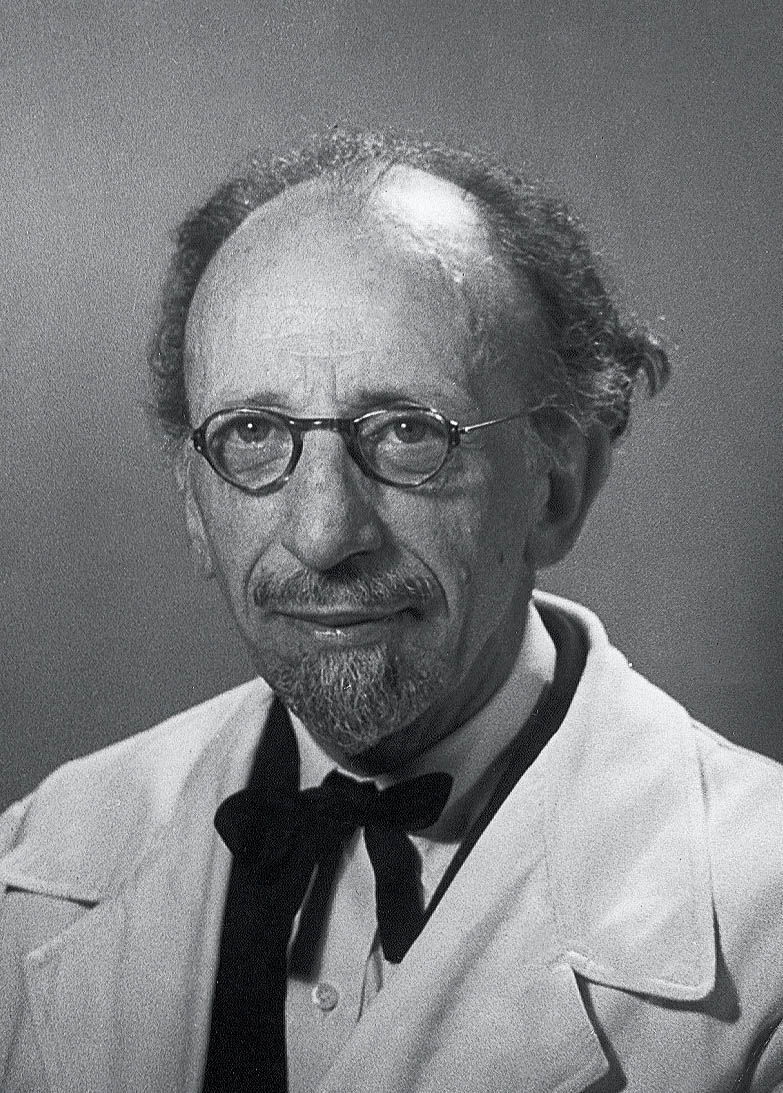
Ignacio Barraquer.
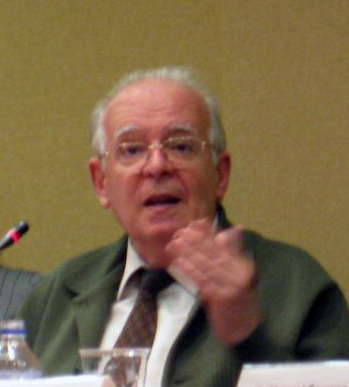
Luis Ruiz de Gopegui.
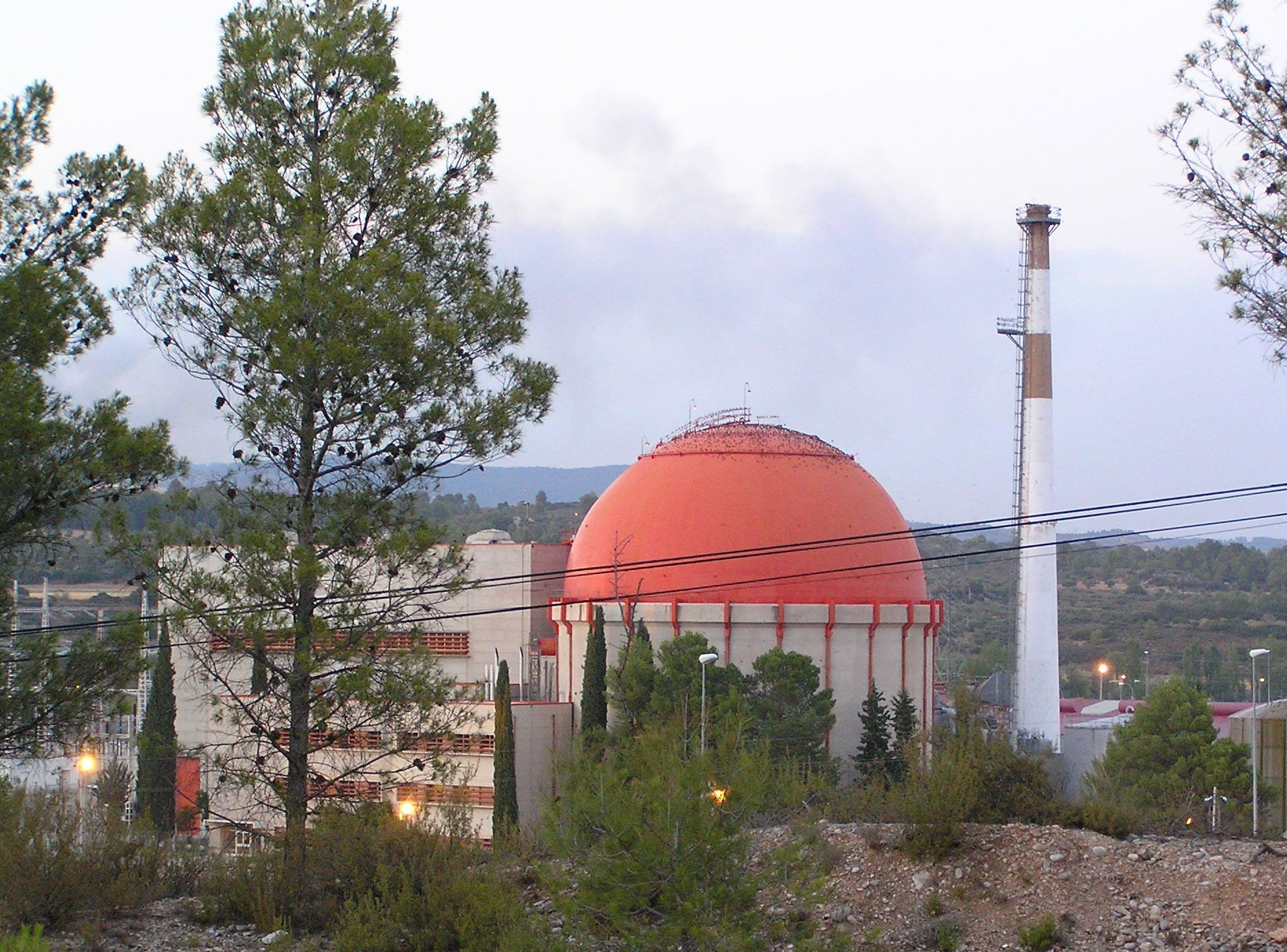
Central nuclear José Cabrera.

#### La ciencia y la tecnología en la democracia

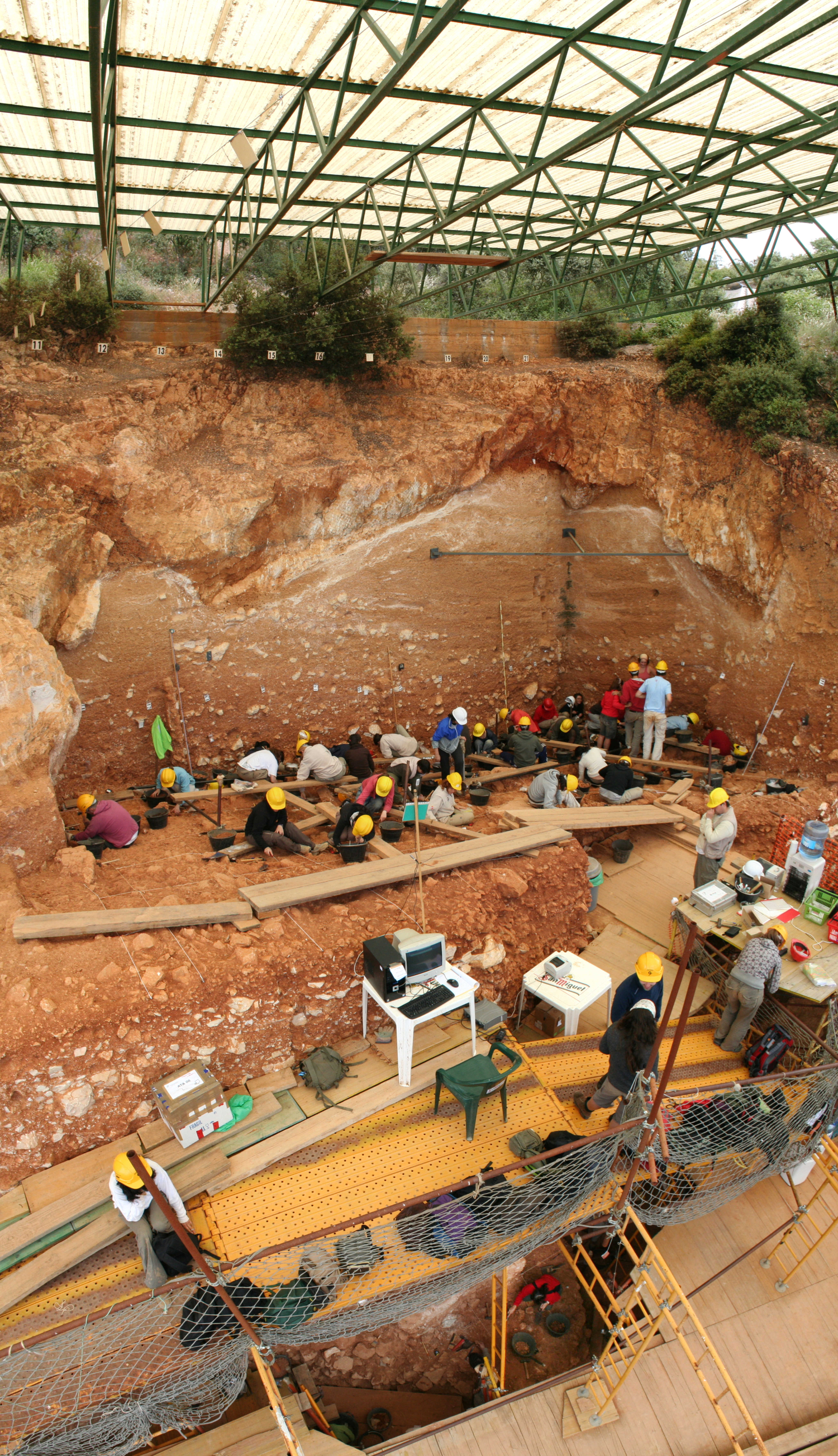
Trabajos en los niveles T6 y T10 del sector Gran Dolina del yacimiento de Atapuerca, Burgos.

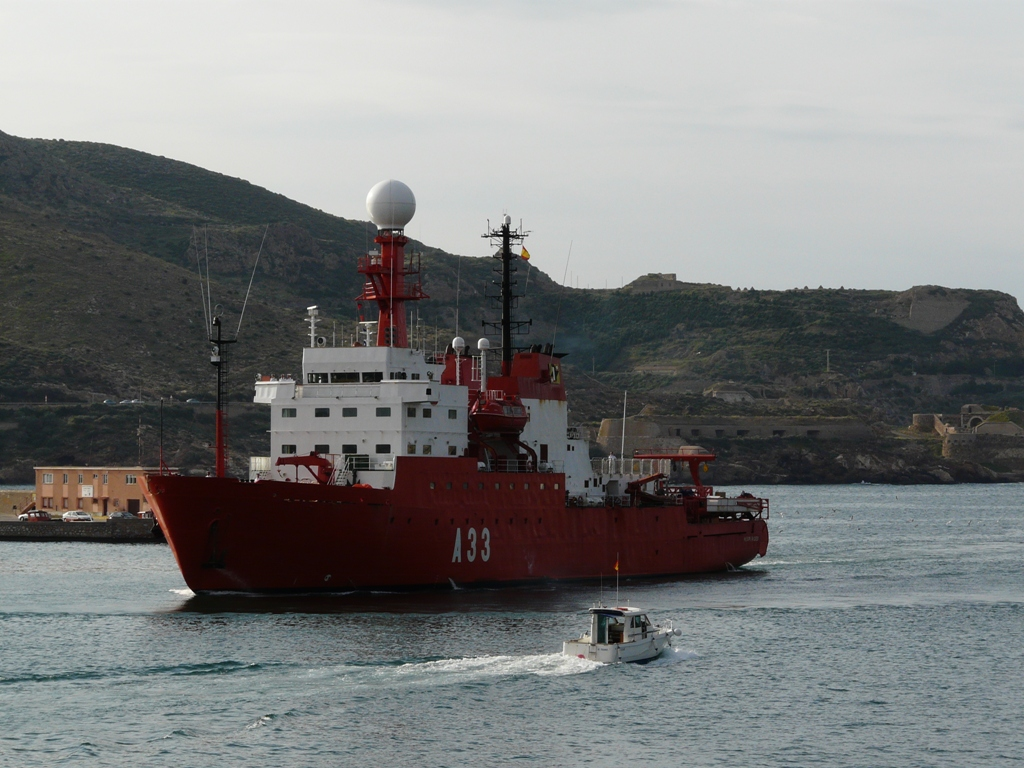
Buque oceanográfico Hespérides.

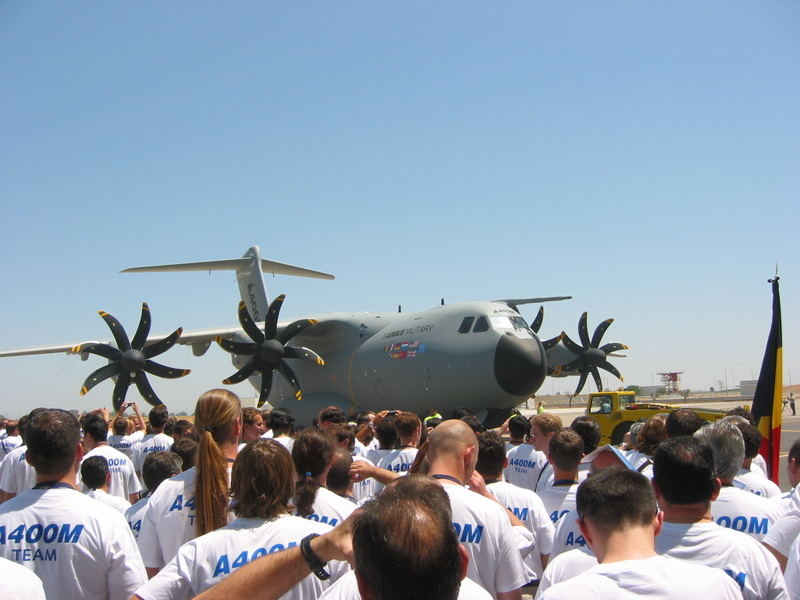
Una de las versiones del Airbus (Airbus A400M), producción de un consorcio europeo con participación española, presentado en Sevilla en 2008.

Los diferentes gobiernos de la democracia, desde la transición (1975-1978) hasta la actualidad, se encontraron con la necesidad de potenciar las instituciones científicas, y sobre todo la coordinación de las instituciones públicas (universidades, centros de investigación, nuevas instituciones creadas por las comunidades autónomas) con las empresas privadas, cuya participación en el esfuerzo investigador era muy inferior al de los países desarrollados a los que la economía española estaba convergiendo (OCDE). La planificación científica se pretendía hacer de forma acorde con los nuevos planteamientos de integración I+D o I+D+I (investigación y desarrollo o investigación, desarrollo e innovación), especialmente con el proceso de integración en las Comunidades Europeas (1986, año de la Ley de Fomento y Coordinación de la Investigación Científica y Técnica o Ley de la Ciencia, que ha dado nombre a una generación de investigadores).

Los poderes públicos promoverán la ciencia y la investigación científica y técnica en beneficio del interés general.
Constitución española de 1978. Artículo 44, sección 2.

La recepción de la actividad científica española, medida en términos de impacto de las publicaciones y de cifras comparativas de las universidades, sitúa a las instituciones y científicos españoles en un estadio intermedio dentro de las naciones más avanzadas, a pesar de los sesgos usuales en ese tipo de estudios: sesgos geográficos y lingüísticos (sobrerrepresentación de los países anglosajones que tienden a minusvalorar la producción de países de la «periferia científica», en los que se solía incluir a España) y temáticos (infrarrepresentación de las ciencias sociales y humanas, lo que perjudica una parte sustancial de la producción científica española). Aunque, en ocasiones, la presencia española en comunicaciones de alto nivel es anormalmente alta en algunos sectores científicos. Para la primera década del siglo XXI, se ha llegado a hablar de la nueva edad de plata de España, sostenida en un incremento de las inversiones cuya dudosa continuidad a partir de la crisis de 2008 ha generado un debate político con participación de la élite científica.
Las distintas modalidades de los Premios Príncipe de Asturias (gestionado por una fundación nacional) y del Premio Rey Jaime I (gestionado por la Comunidad Valenciana), se han situado entre los más prestigiosos en la órbita científica internacional. Ya en el siglo XXI, desde el año 2001 se viene concediendo el Premio Nacional de Investigación en diez categorías disciplinares.
La explotación del excepcional yacimiento de Atapuerca ha convertido a España en el centro mundial de la paleoantropología, y a sus investigadores (dirigidos desde 1976 por Emiliano Aguirre y desde 1990 por Juan Luis Arsuaga, José María Bermúdez de Castro y Eudald Carbonell) en autoridades de máximo reconocimiento internacional.
En muchas ramas de las ciencias físico-naturales los investigadores españoles han realizado contribuciones importantes; particularmente en las ciencias médicas, destacando las múltiples derivaciones de la biología molecular: Santiago Grisolía (bioquímica; en el equipo de Severo Ochoa desde 1944, en las últimas décadas del siglo XX ha pasado a dirigir instituciones científicas en España y otros países), Federico Mayor Zaragoza (cofundador y director del Centro de Biología Molecular Severo Ochoa (CBM), presidente del CSIC, Ministro de Educación —de 1981 a 1982— y director general de la UNESCO —de 1987 a 1999—), Mariano Barbacid y Joan Massagué (oncología), Antonio García-Bellido, Ginés Morata, Xavier Estivill (genética), Eladio Viñuela (virología), Bernat Soria (investigador con células madre, que llegó a Ministro de Sanidad —de 2007 a 2009—), Juan José Badiola (priones y enfermedades emergentes). Otros campos destacados son el de la obstetricia y fertilidad humana (Fernando Bonilla —Hospital Clínico de Valencia—, Antonio Pellicer —IVI Instituto Valenciano de Infertilidad— y Santiago Dexeus —en la Clínica Dexeus se realizó la primera fecundación in vitro de España, 12 de julio de 1984, por el ginecólogo Pedro Barri y la bióloga Anna Veiga—) y el de los trasplantes: Josep Maria Caralps (primer trasplante de corazón efectivo, 1983, tras el cuestionable intento del tardofranquismo), Enrique Moreno González (trasplantes abdominales), Pedro Cavadas (trasplante de cara). El sistema español, basado en la Organización Nacional de Trasplantes (1989) se ha convertido en líder mundial, y ha sido considerado modelo a implantar en el resto de la Unión Europea.
En otras disciplinas, pueden citarse a Miguel Delibes de Castro (director de la Estación Biológica de Doñana), Fernando González Bernáldez (ecología), Francisco Anguita (planetología), Federico García Moliner (física del estado sólido), Rolf Tarrach Siegel (física teórica), Javier Tejada Palacios (magnetismo cuántico), Juan Ignacio Cirac (teoría cuántica de la información), Miguel de Guzmán (matemáticas), etc.
Se diseñó un relativamente modesto programa espacial que consiguió poner en órbita el primer satélite de tecnología íntegramente española en 1997 (Minisat 01 que formaba parte del programa Minisat); aunque lo característico de la investigación en este campo, así como en el aeronáutico, es la integración en los programas europeos (Agencia Espacial Europea, Airbus). El hasta ahora único astronauta español, Pedro Duque, efectuó su primera misión espacial con la NASA en 1998 (el madrileño Miguel López-Alegría, de nacionalidad estadounidense, lo había hecho en 1995). En astronomía, el Instituto de Astrofísica de Canarias (fundado en 1975 sobre la base del Observatorio del Teide) se convirtió en una institución puntera a nivel mundial, gracias a la participación internacional atraída por las inmejorables condiciones naturales del archipiélago para la observación astronómica. Otra gran instalación científica, en construcción desde 2004 y que se prevé terminar en 2011 es el sincrotrón ALBA.
La Junta de Energía Nuclear se transformó en 1986 en el CIEMAT (Centro de Investigaciones Energéticas, Medioambientales y Tecnológicas) abierto a otras fuentes de energía, al tiempo que se producía la moratoria nuclear que interrumpió la construcción de nuevas centrales (se llegaron a construir diez). Con el tiempo, España se convirtió en un país líder en el desarrollo de las energías alternativas, sobre todo la eólica y la solar.
Con inicial tecnología francesa y alemana complementada por tecnología propia de TALGO, se creó en 1992 la primera línea ferroviaria de Alta Velocidad (AVE) entre Madrid y Sevilla, que celebraba una Exposición Universal. La ampliación del trazado hubo de esperar a los primeros años del siglo XXI (no llegó a Barcelona hasta 2008), y para el 2010 se prevén 2230 km, que la convertirán en la mayor del mundo.
Algunos sectores, como el automóvil, que habían dejado de ser punteros, encontraron en la España de los años setenta y ochenta una localización idónea por su cercanía al mercado europeo y la ventaja competitiva de los salarios.
Ausente de las dos primeras convocatorias del Año Polar Internacional (1882 y 1932), por primera vez España participó en el de 2008-2009, con base en los veinte años de experiencia de los buques de investigación oceanográfica Las Palmas (A-52) y Hespérides (A-33), y las bases antárticas de España (Base Antártica Juan Carlos I en la Isla Livingston, 1988; Base Antártica Gabriel de Castilla, Isla Decepción, 1989) y tras adherirse al Tratado Antártico en 1982. La primera expedición científica española a la Antártida había respondido a una iniciativa asociativa (España en la Antártida, 1982, que fletó la goleta Idus de Marzo desde Candás, con la colaboración del Instituto Español de Oceanografía y del Centro Regional de Investigaciones Acuáticas de Asturias), a partir de la cual se realizaron los contactos que permitieron colaborar con las campañas australes de Chile (1984-1985) y Alemania (buque Polastern, 1986). La expedición científico-pesquera de 1987, que incluía dos arrastreros, permitió a España ingresar como miembro consultivo en la Convención para la Conservación de Recursos Vivos Antárticos. La modernización de la flota pesquera española, una de las mayores del mundo, su reconversión, redimensionamiento y adaptación a las cambiantes condiciones (biológicas, jurídicas y de competencia) de la pesca mundial fue una de las cuestiones tecnológico-económicas más significativas de las últimas décadas del siglo XX.

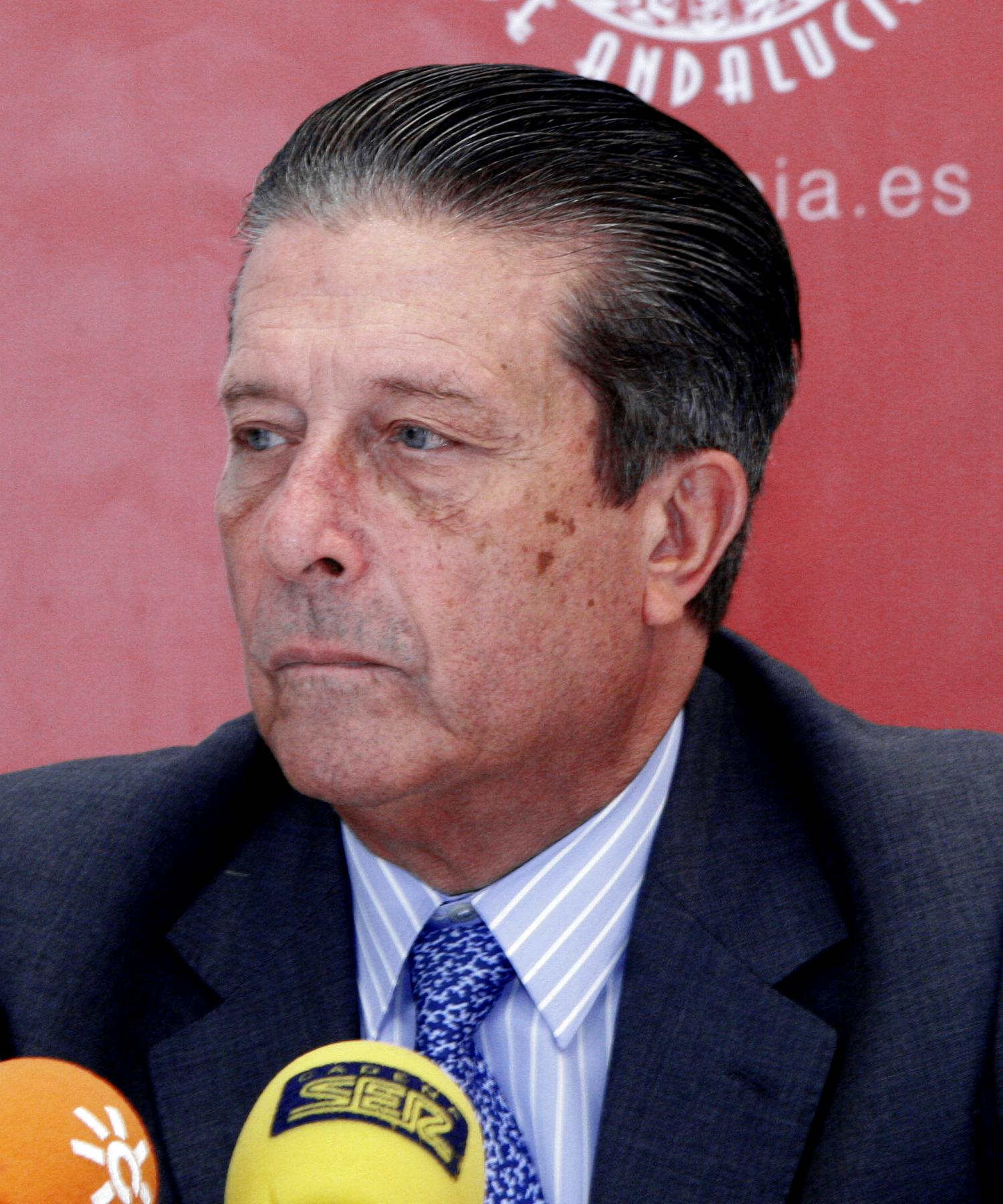
Federico Mayor Zaragoza
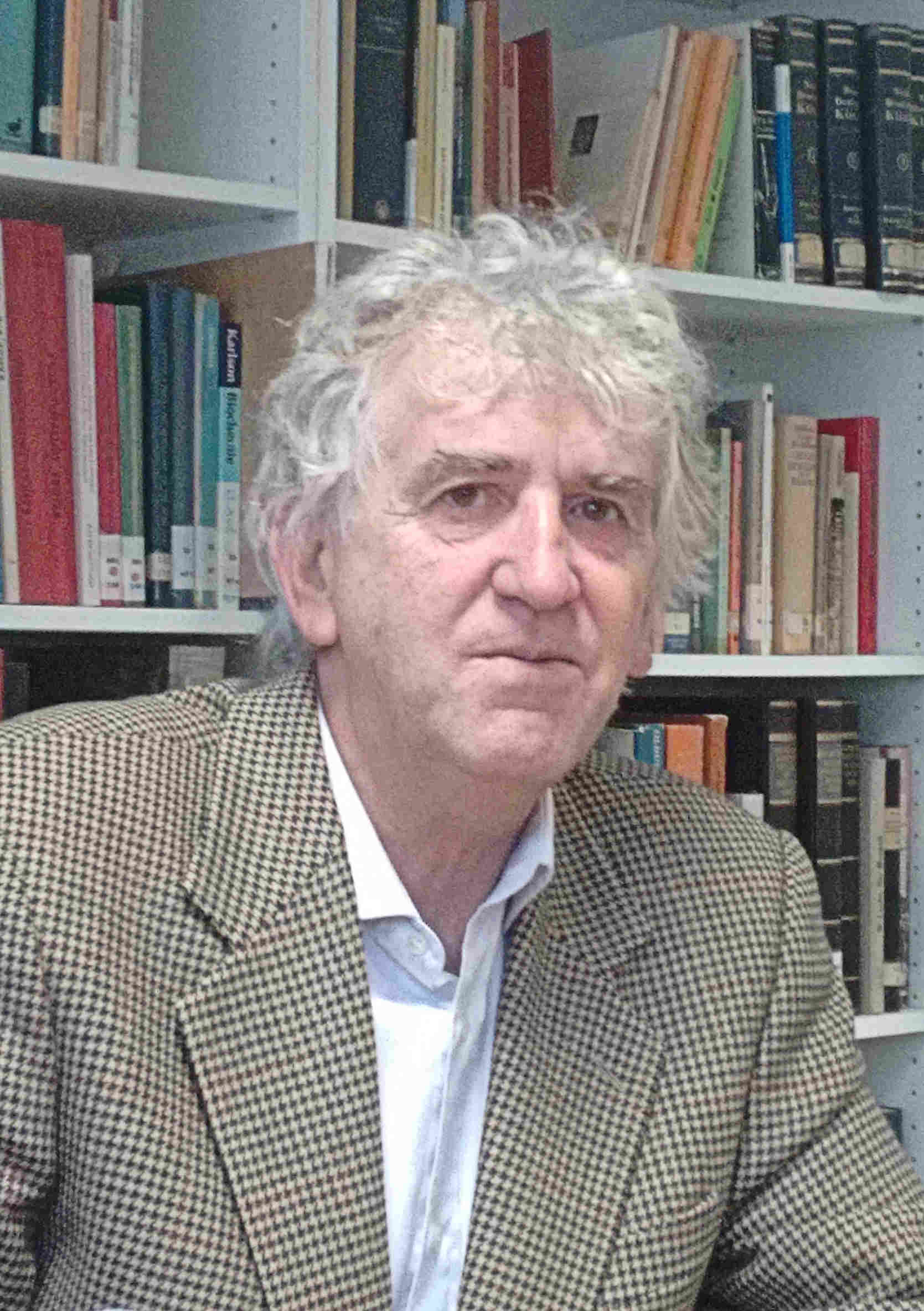
Juan Luis Arsuaga
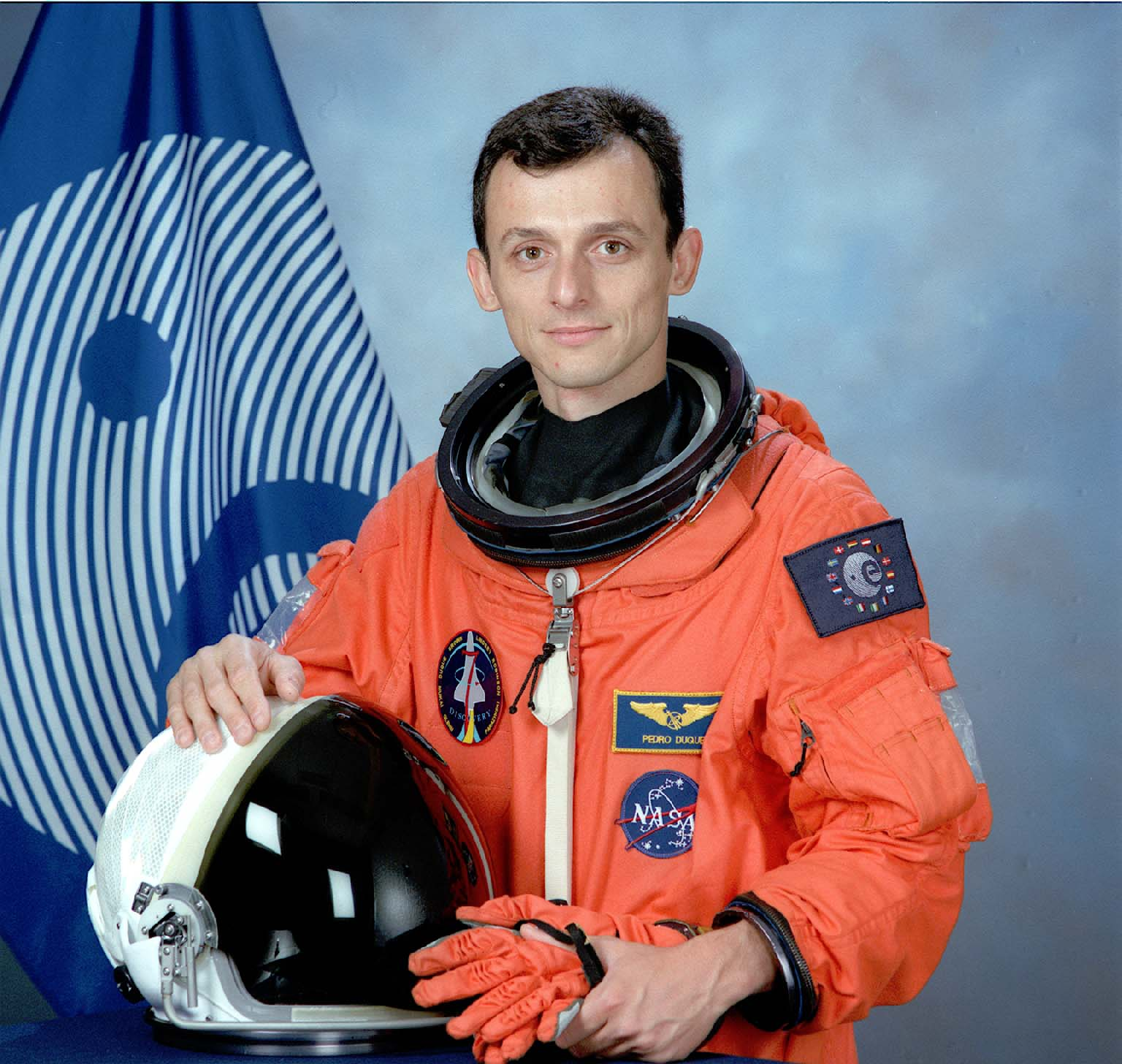
Pedro Duque
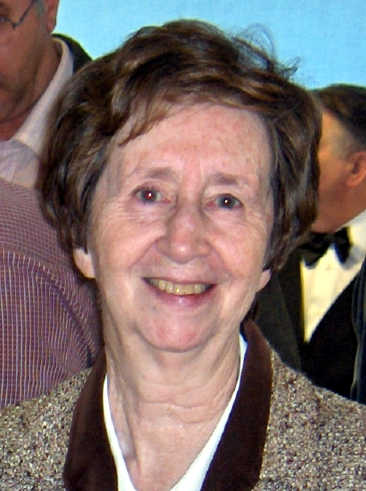
Margarita Salas

#### La mujer española accede a la ciencia y la tecnología
En consonancia con la incorporación de la mujer al trabajo y a todo tipo de actividades, que se venía produciendo desde las primeras décadas del siglo XX, sufrió un brusco parón con la posguerra, y se reinició en los últimos años del franquismo (feminismo, concepto de liberación de la mujer); el número de mujeres científicas experimentó un significativo aumento en los últimos años del siglo XX. Entre las pioneras se cuentan Isabel Torres Salas, Dolores García Pineda, Sara Borrell, Olga García Riquelme, Gertrudis de la Fuente, Josefa Molera, Concepción Laguna, Laura Iglesias Romero, Griselda Pascual, Carmina Virgili, Gabriela Morreale, Ana María Pascual-Leone, María Cascales, Josefina Castellví, Emilia Currás, Carmen Maroto, Margarita Salas, Teresa Mendizábal, Pilar Carbonero, Teresa Riera. Dorotea Barnés González, María Antonia Zorraquino, Josefa González Aguado. En 2002 se funda la Asociación de Mujeres Investigadoras y Tecnólogas (AMIT).

#### La divulgación científica y la protección de la naturaleza

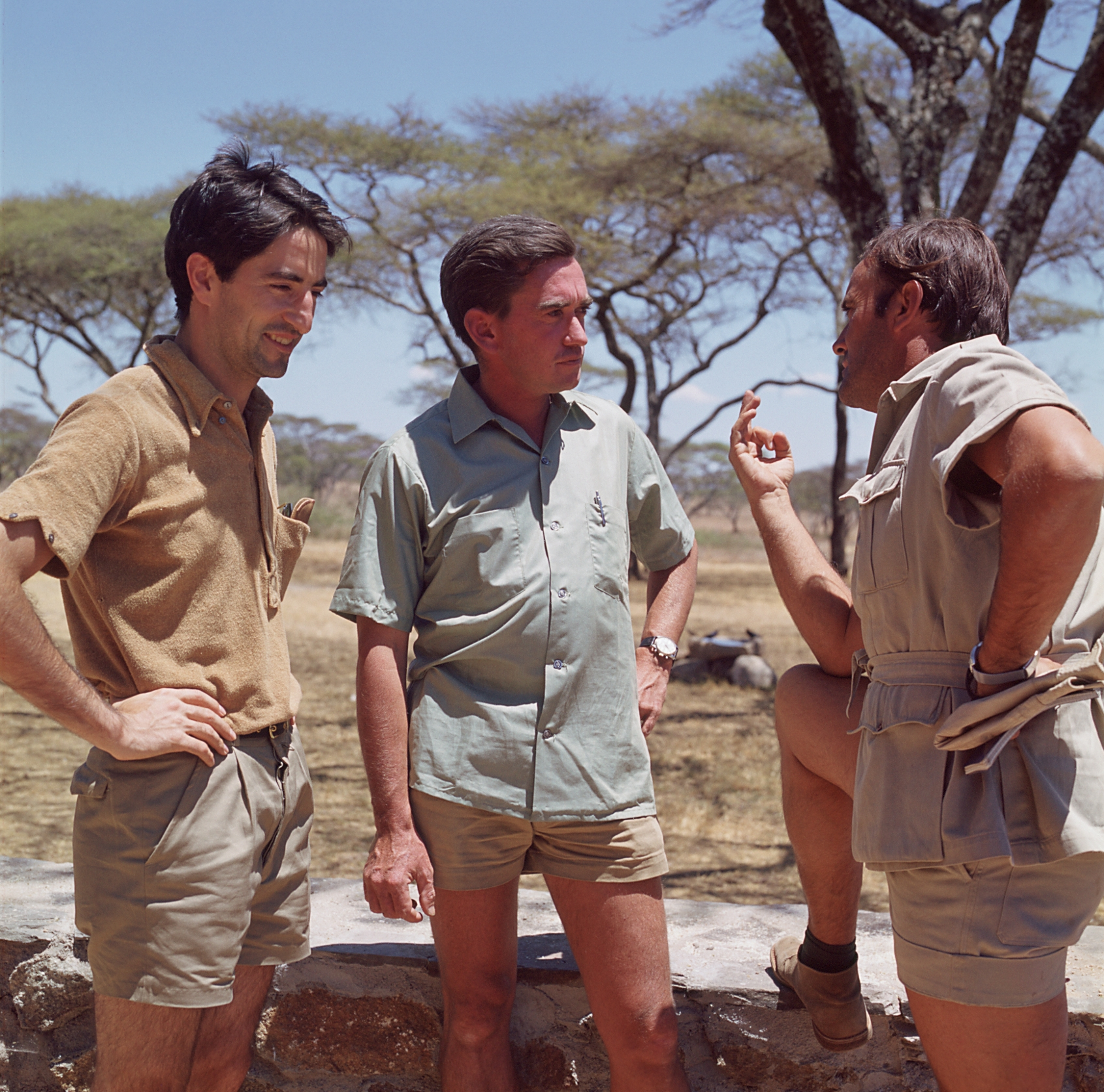
Félix Rodríguez de la Fuente (a la derecha) conversa con el también naturalista Hugo van Lawick y con el filósofo Jesús Mosterín en el Serengeti, 1969.

Aunque los primeros parques nacionales de España (véase Espacios naturales de España) provienen de principios de siglo XX (el primero, el Parque nacional de Covadonga, 1918), el conservacionismo no recibe un impulso decisivo hasta la segunda mitad del siglo XX, ya con el nombre de ecologismo, cuando muchos espacios naturales comienzan a sufrir graves amenazas del desarrollismo turístico, urbano e industrial, y en algunos casos en fuerte polémica con instituciones públicas como el ICONA (repoblación forestal). Un hito decisivo fue la protección del Coto de Doñana y sus sucesivas ampliaciones, conseguidas por la presión de la comunidad científica, entidades como WWF/Adena (en España desde 1968) y una opinión pública concienciada cada vez más numerosa. A esa conciencia contribuyó de forma decisiva la divulgación científica, que en su forma mediática tuvo su principal figura en Félix Rodríguez de la Fuente y sus documentales televisivos (El hombre y la tierra, 1974-1980), de una proyección internacional similar a la de otros documentalistas contemporáneos, como David Attenborough o Jacques Cousteau. Su discípulo Joaquín Araújo y otros naturalistas han continuado hasta el presente esas actividades.
En otros ámbitos científicos, fueron muy importantes las contribuciones de muchos científicos que se propusieron no limitarse a la investigación y la comunicación científica erudita, y escribieron libros de divulgación de sus disciplinas (José Luis Pinillos, La mente humana, 1969); o de los hombres del tiempo, que popularizaron la meteorología y las disciplinas ligadas, como Mariano Medina o Manuel Toharia, que posteriormente desarrolló el Museo de las Ciencias Príncipe Felipe de Valencia. Este y otros museos científicos, públicos (Museos Científicos Coruñeses —MC2, 1985, Ramón Núñez Centella) o privados (CosmoCaixa en Barcelona —dirigido por Jorge Wagensberg— y Alcobendas —iniciado por Toharia), los planetarios (como los de Madrid —1986— o Pamplona —Javier Armentia) y los acuarios (La Coruña, Valencia) se han ido constituyendo en una oferta de ocio cultural, en muchos casos con programas especialmente dirigidos a la infancia. Los zoológicos han pasado del criterio coleccionista propio de la Casa de Fieras del Retiro a gestionarse con modernos principios conservacionistas y de exhibición menos traumática, no exentos de polémica por parte de los grupos de defensa de los animales.
La presencia de temas científicos en los medios de comunicación es cada vez más frecuente, así como la utilización de la ciencia y de los científicos en el debate público.
La Asociación Española de Periodismo Científico (AEPC), creada en 1975 por Manuel Calvo Hernando y transformada en la Asociación Española de Comunicación Científica (AECC), dirigida actualmente por Toharia, agrupan a un numeroso grupo de periodistas científicos, que tanto en revistas especializadas como en las secciones de ciencia de los diarios generalistas (Vladimir de Semir, Alicia Rivera Casado, Javier Sampedro, etc.) o, con mucha mayor repercusión, en la televisión (Luis Miravitlles —Visado para el futuro, 1963—, Ramón Sánchez Ocaña —Más vale prevenir, 1979-1987—, Antonio López Campillo, Felipe Mellizo, Eduard Punset —Redes, desde 1996—, Luis Miguel Domínguez —Fauna callejera, Vive la vía—; que la multiplicación de la oferta audiovisual ha relegado a horarios y cadenas marginales —documentales de la dos y la denominada televisión educativa), efectúan una labor de seguimiento de las noticias científicas y de formación científica de la opinión pública, esencial para la toma democrática de decisiones y la retroalimentación entre ciencia, tecnología y sociedad en la actual época postindustrial.

## Sociedades españolas de historia de la ciencia, la medicina y la técnica
- Sociedad Española de Historia de las Ciencias y de las Técnicas (SEHCYT). Creada en 1976.
- Sociedad Española de Historia de la Medicina (SEHM). Creada en 1959, agrupa a los profesionales españoles que dedican su actividad académica a la Historia de la Medicina.
- Sociedad Catalana de Historia de la Ciencia y de la Técnica (SCHCYT). Creada en 1991.